# Большой каскад
Большой каскад (Большой грот с каскадами) — памятник архитектуры. Расположен в Петергофе, в Нижнем парке, между Большим дворцом и Самсоновским каналом.
Согласно задумке Петра I, парадный въезд в загородную приморскую резиденцию должен был завершаться грандиозным фонтаном и дворцом.
Большой каскад — триумфальный монумент, созданный в честь победы в Северной войне. Его фасад вытянут более чем на 40 метров, площадь сооружения — более 300 м². Каменная часть сооружения врезана в земляной склон и играет роль контрфорса, укрепляющего гору, на которой стоит дворец.

## Внешний вид
Над Большим гротом расположена терраса, с южной стороны замкнутая стеной с мраморной балюстрадой. В средней части стены устроен Малый грот с семью арками в нём. По сторонам стены находятся маскароны Вакха и Нептуна, вода из которых льётся в мраморные раковины в сторону восьмиметровых в ширину фигурных уступов в семью ступенями, сделанных по краям от Большого грота. Ступени уступов украшены барельефами, кронштейнами, статуями и вазами на гранитных пьедесталах. По сторонам от маскаронов находятся ниши с мраморными бюстами.
Фасад грота расчленён на пять опирающихся на пилоны с гранитным цоколем глубоких арок. На замковом камне каждой арки расположен маскарон. Грот завершает сложный карниз и мраморная балюстрада. В стенах каскадов сделаны полуциркульные окна-арки, отделённые друг от друга лопатками.
На площадке перед гротом расположен фонтан «Корзинка», воды которого сливаются в ковш по трём уступам Среднего каскада.
Вся конструкция установлена на монолитном стилобате, облицованном туфом и украшенном гермами, пилястрами и вододействующими маскаронами. Вплотную к стилобату стоят украшенные туфом полукруглые постаменты со статуями — аллегориями Волхова и Невы. У основания каскада сделан полукруглый пруд-ковш, украшенный скульптурной группой «Самсон»; от этого ковша начинается Самсоновский канал.

## История
Строительство сооружения началось весной 1715 года. Изначальная задумка включала только два боковых каскада, а ковш должен был быть прямоугольным (форму ковша изменили одновременно с работами по расширению канала в 1718 году). Земляные работы шли в марте 1716 года, в мае каменщики начали закладывать фундамент. В сентябре 1716 года в Петергоф прибыл Жан-Батист Леблон; осмотрев каскад, он стал вносить изменения в конструкцию — добавил своды для устойчивости, добавил деталей в декоративное убранство. Архитектор считал важным добавить к каскаду («падучим водам») фонтаны («играющие воды»). В средней части грота он предложил сделать «холодную залу» с двумя стенными фонтанами, а также два боковых помещения с лестницами на верхнюю террасу.
До своей смерти Леблон успел построить один боковой каскад, после чего работы по его проектам продолжил И. Ф. Браунштейн. Преемник Леблона, Николо Микетти, тем временем представил Петру I новый проект, в котором предлагал добавить больше скульптур.
Пётр I внёс в проект изменения, предложив, в частности, сделать в гроте «стол с брызганием и органы», перед самим гротом поставить фонтан, украсить «статуями и горшками через одну статую» уступы каскадов, а над Большим гротом сделать два маленьких с внезапно срабатывающими водяными завесами, закрывающими входы. С. Коровин в 1724 году создал с чертежа Микетти гравюру. В финальном проекте Микетти учёл замечания Петра, сделав над Большим гротом раскрепованную посередине балюстраду, спланировав Малый грот и украсив восьмью вазами балюстраду вдоль дворца. В этом же проекте были запланированы фонтанные маскароны, увеличена высота уступов с сокращением их количества и добавлен фонтан перед Большим гротом.
Для нового проекта пришлось перекладывать стены и своды каскадов, заново прокладывать фонтанные трубы. После перекладки уступы покрыли лещадной плитой и листовым свинцом поверх неё. Балюстраду над гротом сделали в конце 1721 года из белого мячковского камня.
В марте 1722 года проект был упрощён, так как Пётр I хотел быстрее окончить отделку: было приказано сделать лишь один фонтан в середине (фонтан «Кольцо», предшественник «Корзинки»), а прочие ниши и стены украсить туфом без раковин.
Каскад был запущен в августе 1723 года до окончания всех работ. В январе 1724 года фонтанные маскароны верхней террасы было приказано заменить на бо́льшие; в июне 1724 года установили свинцовые маскароны по рисунку М. Г. Земцова и модели Б. К. Растрелли.

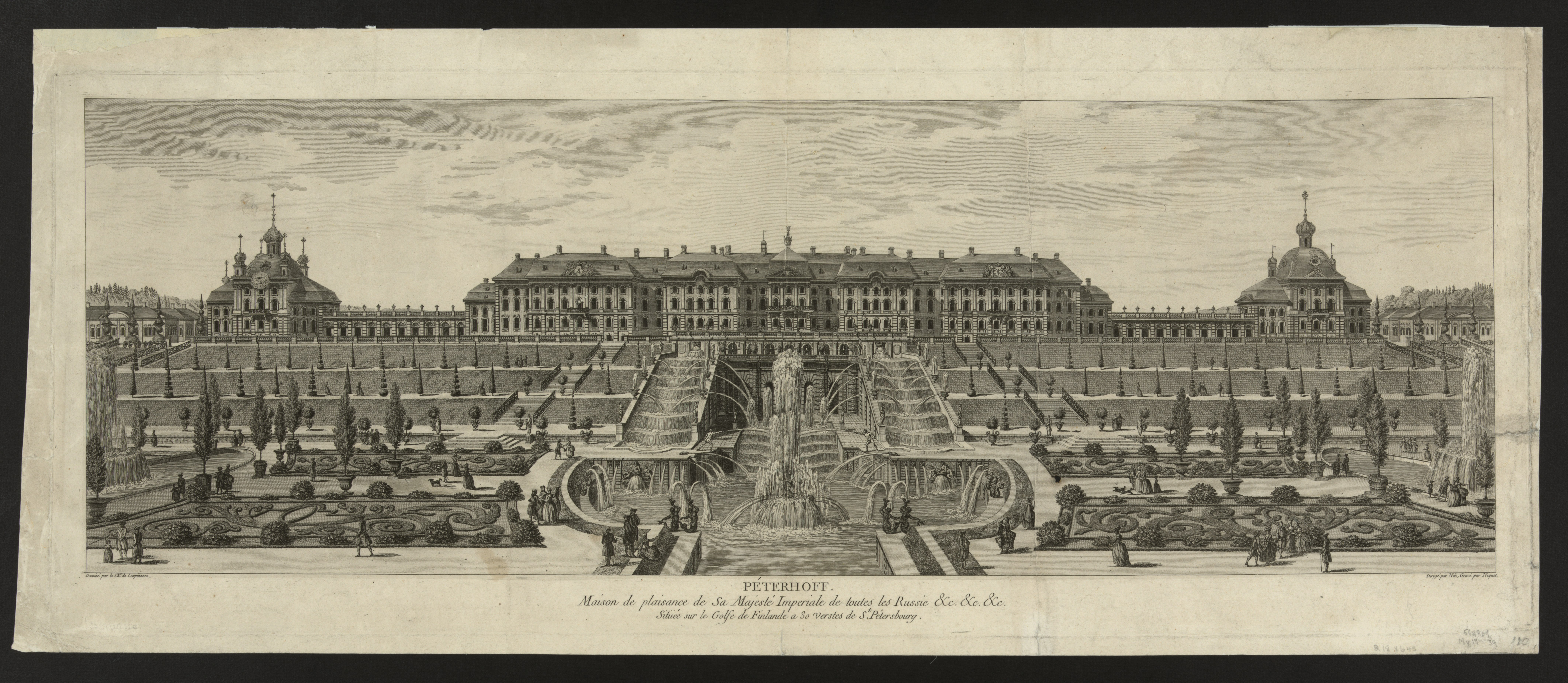
1784 год

В 1760-м годам Большой грот обветшал. В 1769—1773 годах его обновлением руководили Ю. М. Фельтен и Я. Алексеев.
В 1799—1800 годах мячковскую балюстраду заменили на мраморную, лестницы по сторонам Большого грота сделали из гранита вместо дерева. В 1800—1802 годах были переложены уступы Среднего каскада, заменена скульптура, на Среднем каскаде по идее А. Н. Воронихина был сделан деревянный скат, покрытый позолоченной жестью.

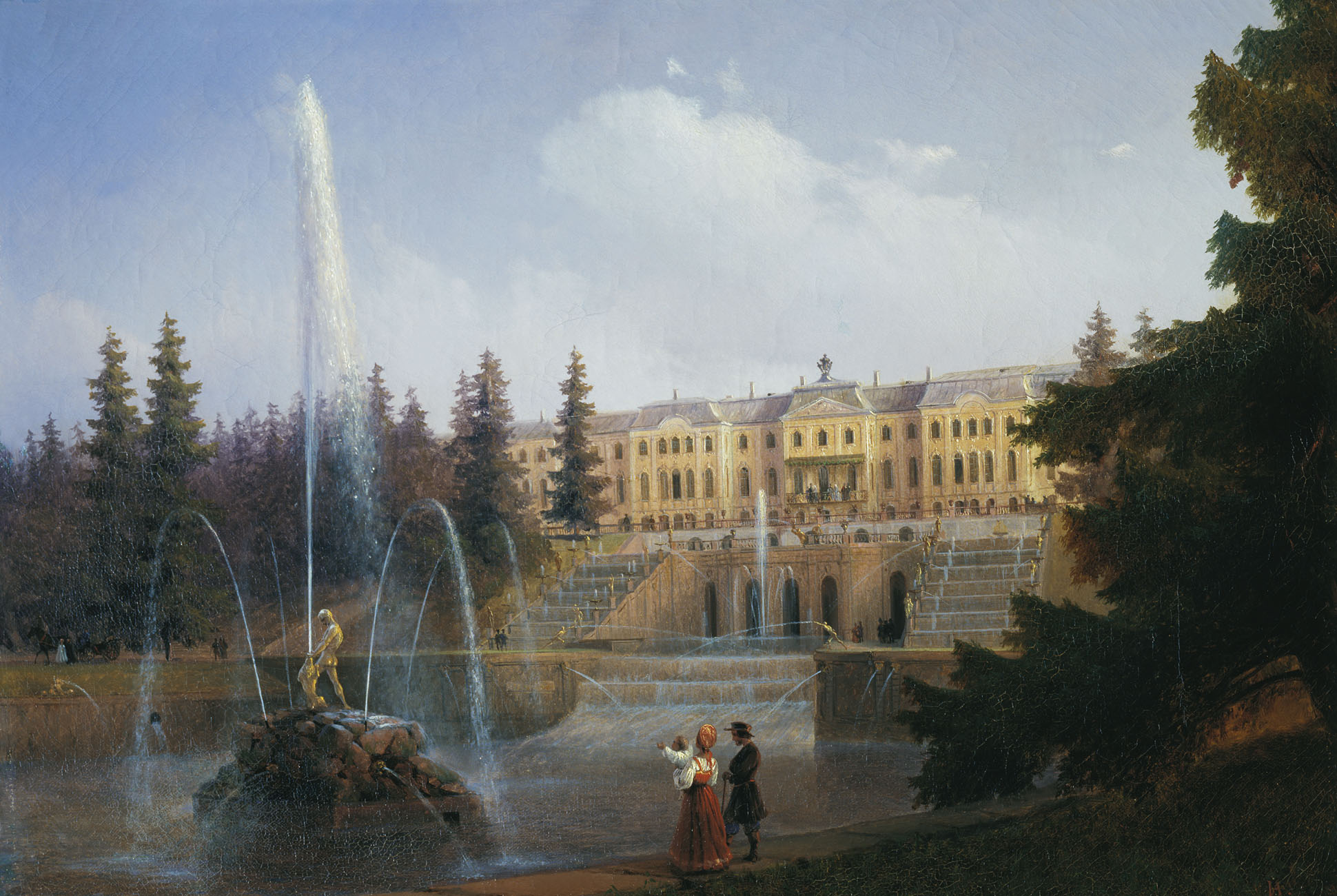
«Вид на Большой Каскад и Большой Петергофский дворец» И. К. Айвазовского, 1837 год

В 1856 году А. И. Штакеншнейдер предложил новый проект грота и стилобата, включающий облицовку финским гранитом и мрамором, но его не реализовали.
Зимой 1859—1860 года началась перестройка всего сооружения под руководством Н. Л. Бенуа. Над каскадом был построен «балаган», тёплое рабочее помещение для ста пятидесяти каменщиков и гранитчиков. Гроты и каскады были разобраны почти полностью, вновь были отстроены столбы и аркады, стены и своды. Плитный камень с уступов был снят, частично очищен, частично заменен. Под столбы аркады грота был подведён гранитный цоколь, для возможности осмотра фонтанных труб были сделаны кирпичные галереи.
В 1860 году получило одобрение предложение Бенуа облицевать каскад гранитом и мрамором без искажения внешнего вида каскада — кроме создания окон с железными решётками в стенах боковых каскадов, — а «Кольцо» заменили на «Корзинку». Высота струй на боковых уступах была сделана выше прежнего, выше статуй, чтобы у них был вид водяных пропилеев. Туфовая отделка в гроте и снаружи его, колонны между арками, мраморные настилы перед и над гротом не были возобновлены (разработанный на 1985 год проект капитальной реставрации включал в себя восстановление этих деталей); в 1874—1879 годах для покрытия площадок впервые был использован асфальт.
В 1928 году прошла частичная реставрация грота и каскадов.

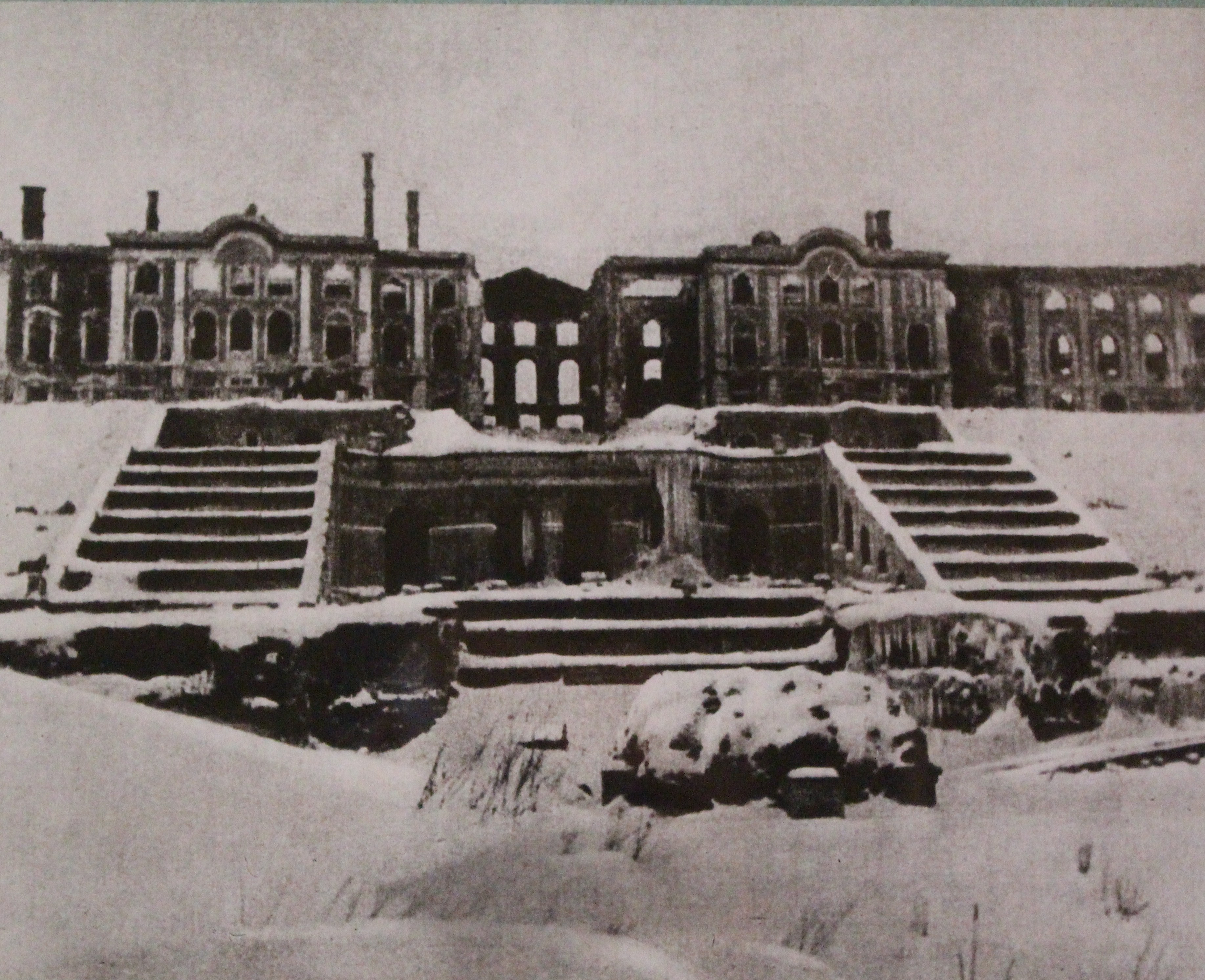
1944 год

В 1941—1944 годах балюстрада и верхняя часть Большого каскада были уничтожены, статуи Невы, Волхова, маскароны и статуя Самсона были похищены. Статуи «Амазонка», «Вакх с сатиром», «Мелеагр Бельведерский», две фигуры «Боец», две группы «Наяда», «Антиной», «Германик», «Пан и Олимпий», «Амур и Психея», «Дискобол», «Венера», «Фавн», «Ганимед», «Фавн спящий», «Данаида и Нимфа» и 11 бронзовых ваз были укрыты в тайнике в тоннеле западнее Большого каскада; «Акид», «Фавн Флорентийский», «Венера Медицейская», «Юнона», «Галатея», «Меркурий», «Актеон», «Персей», «Церера», «Юпитер», «Пандора», «Фавн Капитолийский», «Венера», «Флора», обе группы «Сирены», четыре львиные головы от пьедестала «Самсона», по одному образцу ваз каждого типа были эвакуированы в Ленинград.
Довоенный облик, украшение каскада скульптурами и фонтанами были восстановлены в 1947 году.

## Скульптуры фонтана

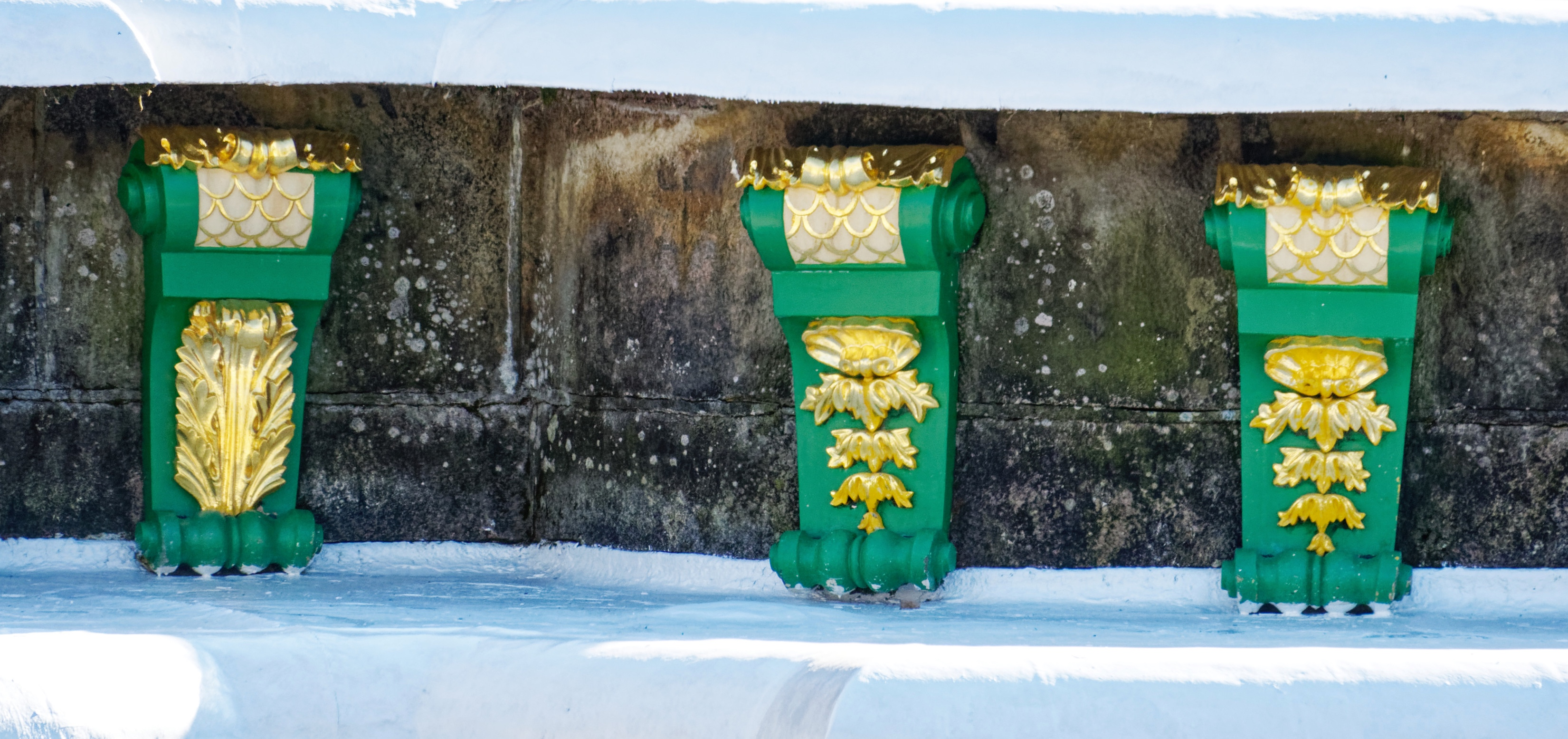
Кронштейны (один из типов)

Изначально все скульптуры каскада были свинцовыми с позолотой. После обветшания к концу XVIII века их заменили в 1806 году на бронзовые, в том числе 15 оригиналов отечественной работы. На 2024 год каскад украшен 37 бронзовыми золочёными статуями, 16 вазами (18 на 1985 год), 29 барельефами, 18 гермами, 108 кронштейнами (110, включая вазы-раковины), маскаронами, четырьмя бюстами — всего 225 скульптурами. Отдельные скульптуры, некогда выполненные для Большого каскада, используются в других местах; в частности, в фонтанах Тритоны-колокола используются скульптуры, снятые в 1724 году.

### История

#### До 1799 года
Согласно гравюре Ростовцева 1717 года, изначально предполагалось установить на каскад четыре статуи (в нишах грота), две на постаментах у стенки ковша, гермы на стенах стилобата и четыре дельфина на Среднем каскаде.
Подряд на свинцовые скульптуры в 1720 году взял англичанин Гиль Томас Эвенс. Среди прочего, были заказаны «две лежачие» скульптуры, вододействующие («водою блиют») жабы, шесть тритонов, десять дельфинов, кронштейны, рамки и сосульки. В марте 1721 года было дополнительно заказано В. Эльмзелю восемнадцать барельефов и шесть сирен и наяд. Обе партии прибыли в Петергоф осенью 1721 года. Двенадцать аллегорий месяцев и двенадцать урн были доставлены в Петергоф из Голландии весной 1723 года. В мастерских Б. К. Растрелли и Ф. П. Вассу изготовили барельеф, статуи бойцов Боргезе («гладиаторов с пистолетами»), двенадцать круглых фонтанных чаш под маскароны, два больших маскарона и двух кентавров; отливка проводилась частично по античным образцам, частично по рисункам Жана-Батиста Леблона, Николо Микетти и Михаила Земцова.
В конце 1723 — начале 1724 года маскароны Нептуна и Вакха отлили заново по рисунку М. Г. Земцова, увеличив их в сравнении с прежними.

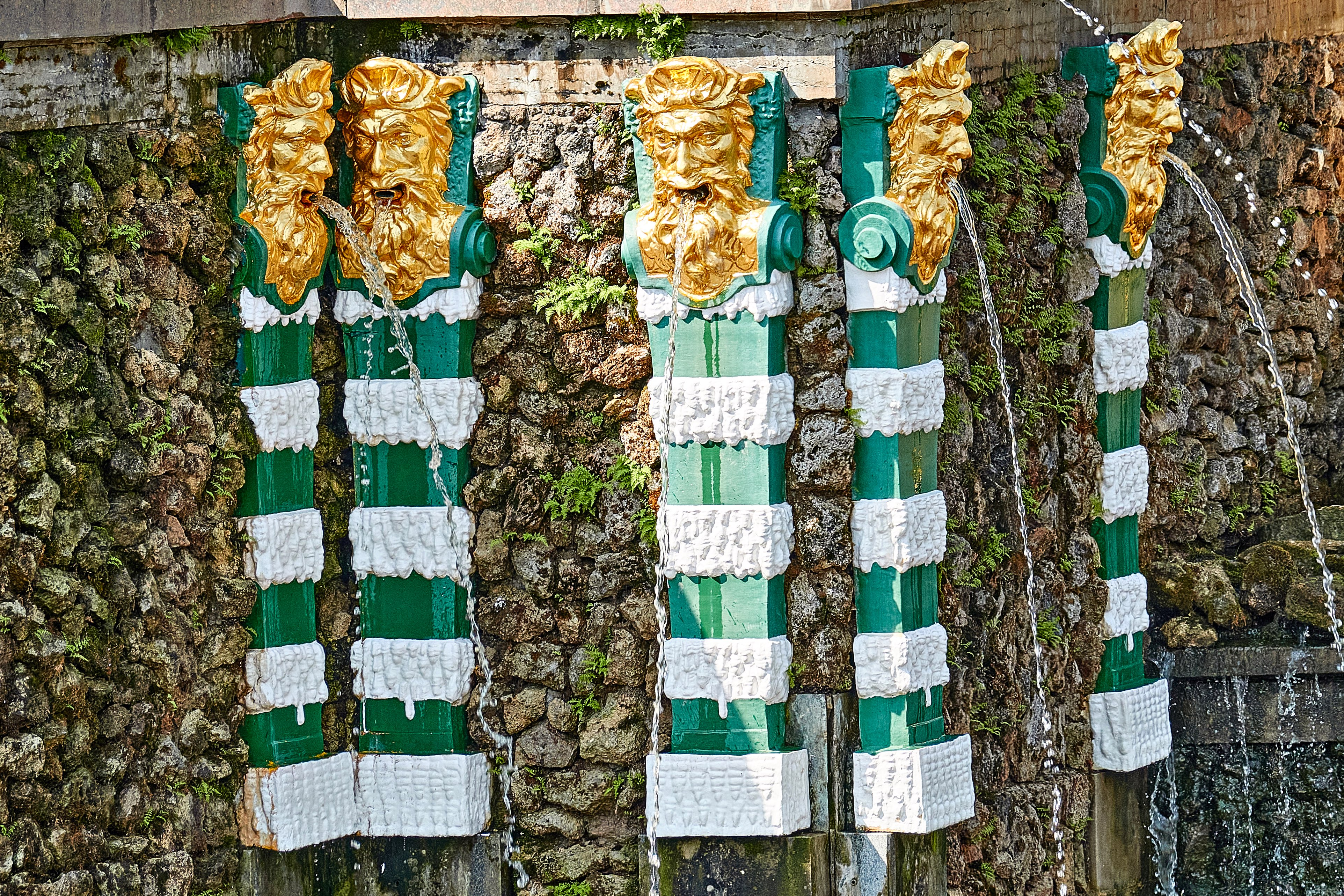
Пилястры (гермы) с маскаронами

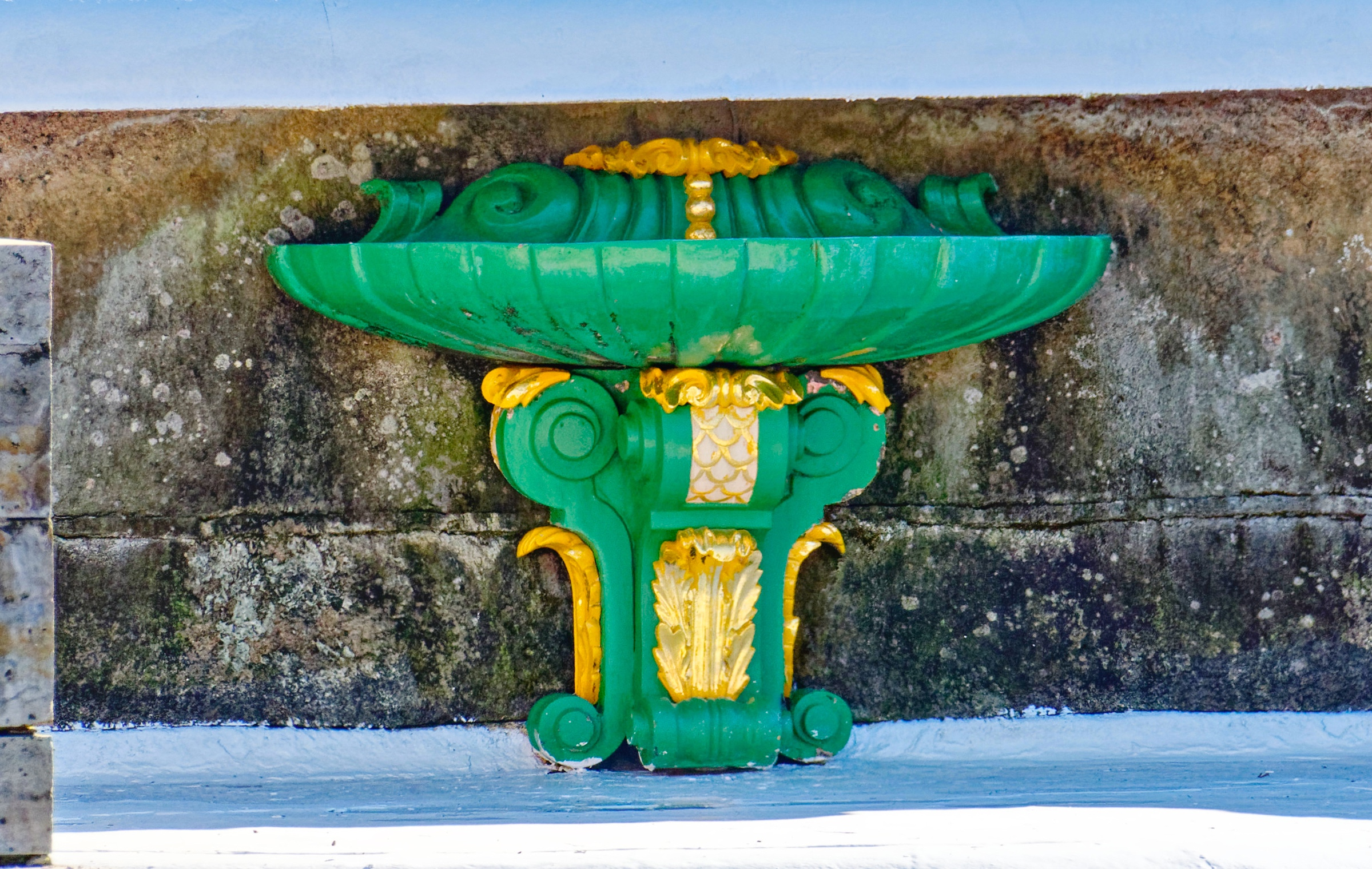
Вазы-раковины

В 1724 году на стене Малого грота было два маскарона с аллегориями времён года по бокам работы П. Баратта. 16 статуй (12 из них — месяцы, остальные — Персей, Актеон, Галатея и Меркурий) и 12 ваз стояли по краям каскадных уступов. На поребрике фонтана «Кольцо» стояли две статуи («Венера» и «Время»), ещё две стояли у боковых лестниц. У стен стилобата, украшенного 18 пилястрами с маскаронами, на постаментах стояли Нептун и Амфитрита. На углах стилобата над Средним каскадом стояли боргезские бойцы и две жабы. Вертикальная часть уступов была украшена 104 кронштейнами, как бы поддерживающими края плит-«столов», и 36 барельефами (на тему «Метаморфоз» Овидия) между ними. Средний каскад также был украшен вазами-раковинами, его сливные плиты поддерживали 10 дельфинов, а нижняя плита опиралась на 6 мальчиков-тритонов (в том же году 6 тритонов и 4 дельфина были сняты с каскада, но неясно, были ли это скульптуры сверх этого числа или из перечисленных; дельфины были перенесены И. Мордвиновым в 1728—1729 годы на борта ковша). Ковш по краю был украшен четырьмя группами сирен. На обеих балюстрадах стояли вазы, карнизы уступов и стилобата были украшены посеребренными сосульками.
В 1735 году в ковш Большого каскада был установлен «Самсон». В 1738 году над Большим гротом установили группу тритонов авторства также Б. К. Растрелли. По мере снятия обветшавших фигур к 1783 году на каскаде осталось 24 барельефа и 72 кронштейна.

#### 1799—1941 годы
В 1799 году было решено заменить свинцовые статуи на бронзовые, работы Академии Художеств. Была созвана комиссия, в которую вошли Ф. Г. Гордеев, И. П. Мартос и М. И. Козловский. Новые скульптуры изготавливали до июля 1806 года. Из 32 статуй 15 были российского авторства (И. П. Прокофьев — группа тритонов, «Волхов», «Акид», Ф. Ф. Щедрин — Персей, Нева, две группы сирен, И. П. Мартос — Актеон, Ф. И. Шубин — Пандора, Ж. Д. Рашетт — Галатея, Юпитер, Юнона, две группы наяд с тритоном, «Самсон, раздирающий пасть льва» — М. И. Козловский), их отливал В. П. Екимов, остальные 17 были сделаны с античных слепков, их отливал Э. Гастклу.
В 1817 году по моделям А. А. Анисимова и И. Т. Тимофеева были отлиты и далее позолочены четыре бронзовых дельфина, которых поставили по сторонам от Сирен на борт ковша. В 1861 году гальванопластическая мастерская И. Гамбургера изготовила для Каскада копии скульптур «Пан», «Аполлон», «Фавн Барберини», «Фавн с козлёнком», «Венера» и «Психея с Амуром»; их поставили внутри Большого грота.
К 1941 году каскад был украшен 15 статуями русских скульпторов, 22 копиями с античных оригиналов, 20 бронзовыми и 8 мраморными вазами, свинцовой скульптурой, 29 барельефами, 78 кронштейнами, 7 маскаронами, двумя лягушками (жабами) и 18 гермами, 4 мраморными бюстами работы П. Баратта.

#### 1941 — настоящее время
Часть скульптур во время войны была спрятана или вывезена, но оставленные на месте крупные статуи (тритоны, Волхов, Нева, Самсон), а также барельефы, кронштейны, бюсты и гермы были утрачены.
Сохранившиеся бронзовые статуи, вазы и мраморные бюсты «Весна» и «Зима», возвращённые из Германии, были установлены на место в 1946 году.
Скульптуру Самсона исполнил вновь В. Л. Симонов, тритонов повторил Н. В. Дыдыкин, Волхов был воспроизведён И. В. Крестовским. 29 барельефов было воссоздано группой во главе с И. И. Суворовым, маскароны были отлиты по моделям В. Н. Соколова. Вазы и кронштейны центральных водопадных ступеней были воссозданы в 1956 году.
В 2010 году началась реставрация 37 скульптур каскада, которая завершилась в апреле 2012 года позолочением последней партии.

### Скульптуры по расположению (на 2015 год)

#### Ковш Самсоновского канала

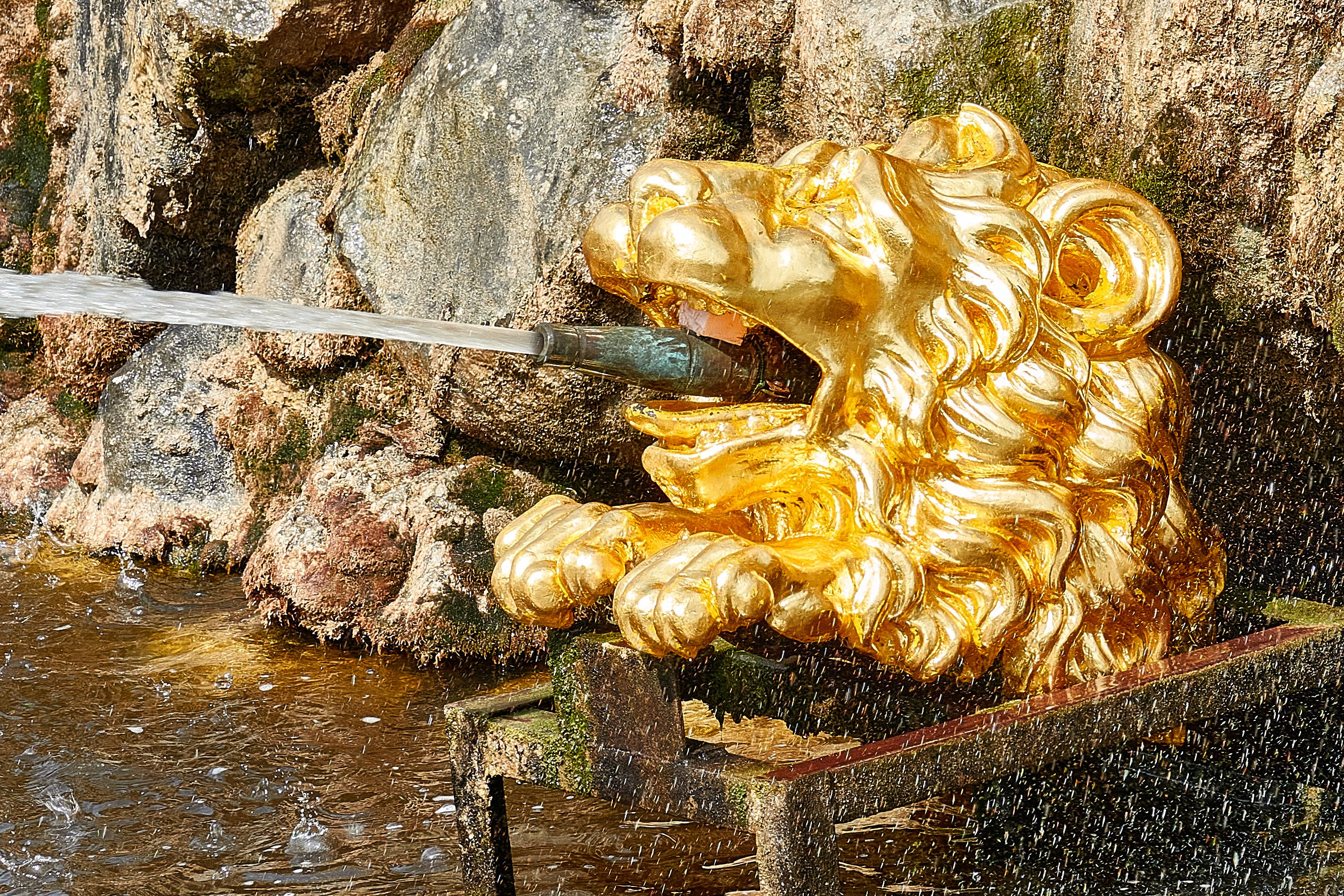
Львы на постаменте Самсона

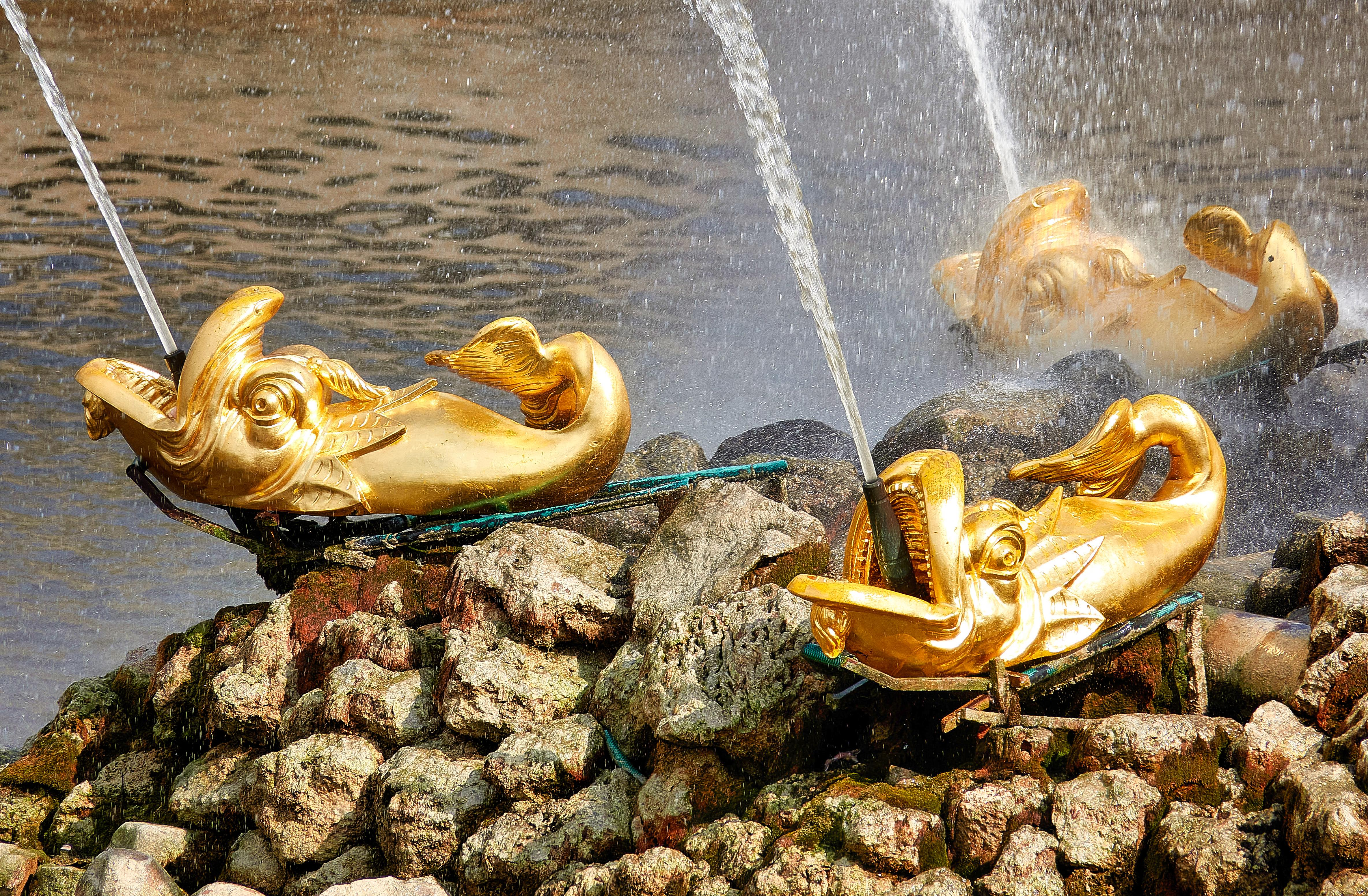
Дельфины на постаменте Самсона

Скульптурная группа «Самсон, раздирающий пасть льва» была установлена в ковш в 1735 году. Группа была утрачена во время Великой Отечественной войны, оригинал 1801 года работы М. И. Козловского был восстановлен В. Л. Симоновым и Н. В. Михайловым на заводе «Монументскульптура» в 1947 году.
Пьедестал под группой сделан из сердобольского гранита и кирпича с туфовой облицовкой подрядчиком Толоконцевым по проекту А. Н. Воронихина в 1802 году. С четырёх сторон в пьедестале сделаны ниши с фонтанирующими львиными бронзовыми позолоченными маскаронами, отлитыми по модели М. Думнина В. П. Екимовым и Э. Гастклу. Реставрация пьедестала проходила в 1946—1947 и 2010—2011 годах. Львы во время войны находились в эвакуации.
Также пьедестал украшен восемью бронзовыми позолоченными дельфинами. Свинцовые оригиналы работы Б. К. Растрелли утрачены, современные дельфины отлиты по модели А. Ф. Гуржия на заводе «Монументскульптура» и установлены в 1957 году.
На полукруглых постаментах у стилобата изначально размещались свинцовые позолоченные Амфитрита (на востоке) и Нептун (на западе), в 1805 году их заменили на бронзовые скульптуры «Нева» Ф. Ф. Щедрина и «Волхов» И. П. Прокофьева. «Волхов» воссоздан на заводе «Монументскульптура» в 1948 году И. В. Крестовским, «Нева» — в 1950 году В. В. Эллоненом.
На бортах ковша расположены бронзовые позолоченные парные группы «Сирены» и «Наяда с тритонами», рядом с «Сиренами» также стоят по два дельфина. Парные группы отлиты в 1805—1806 годах В. П. Екимовым и Э. Гастклу по моделям Ф. Ф. Щедрина и Ж.-Д. Рашетта, дельфины сделаны в 1817 году по моделям А. А. Анисимова и И. Т. Тимофеева; во время войны сохранены в тайнике в туннеле каскада.
Стены стилобата украшены гермами с масками Нептуна и двумя повторяющимися барельефами «Похищение Европы Юпитером в образе быка». Оригинальные свинцовые детали, сделанные в Англии в 1721 году по рисункам Ж.-Б. А.Леблона и И. Ф. Браунштейна, были утрачены в войну и воссозданы в бронзе М. Р. Габе на заводе «Монументскульптура» в 1947 году. Утраченные в войну свинцовые барельефы (как и далее упомянутые) были воссозданы также в свинце в 1947 году (Б. Е. Каплянский, завод «Монументскульптура»).

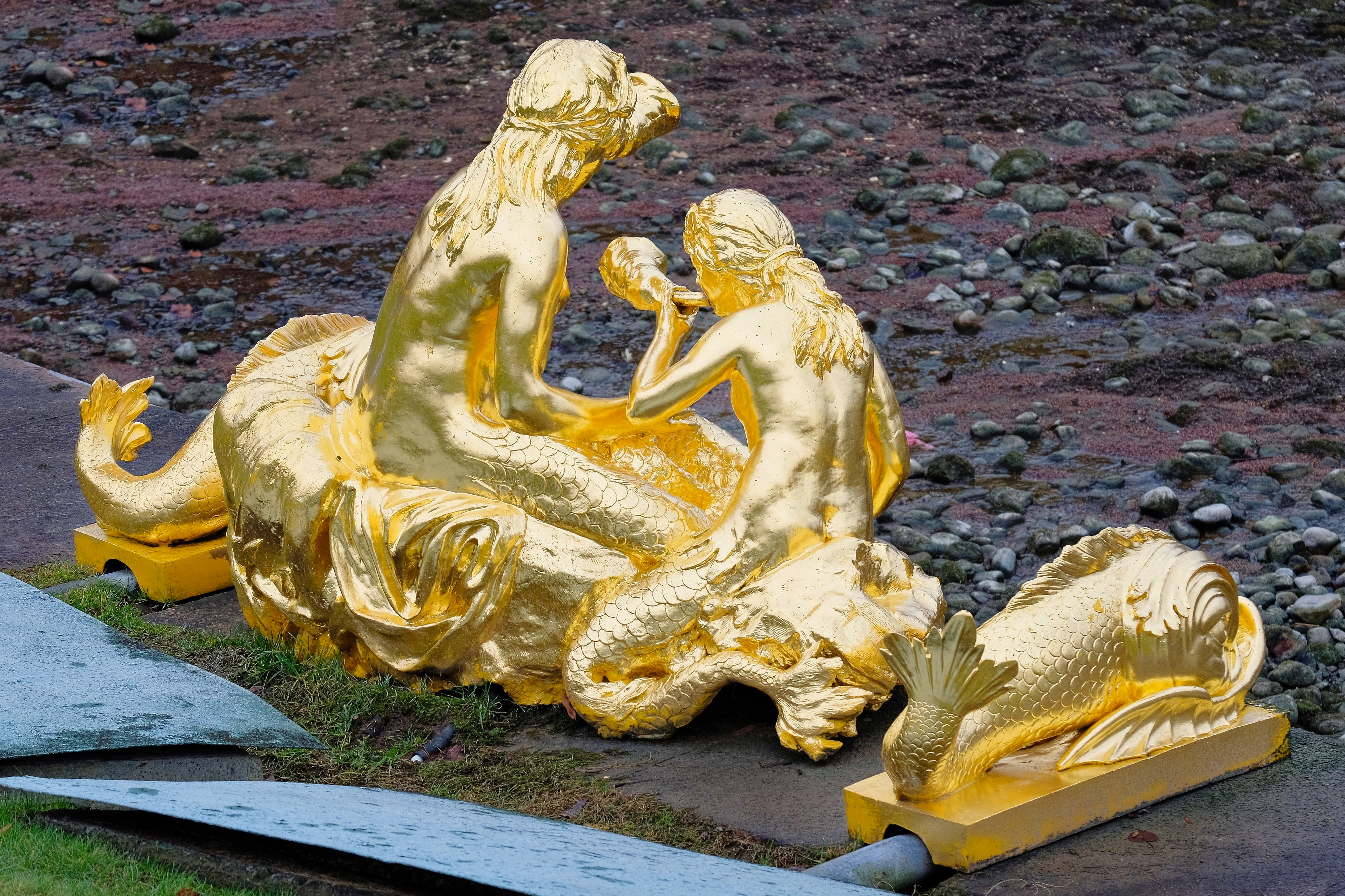
Сирены
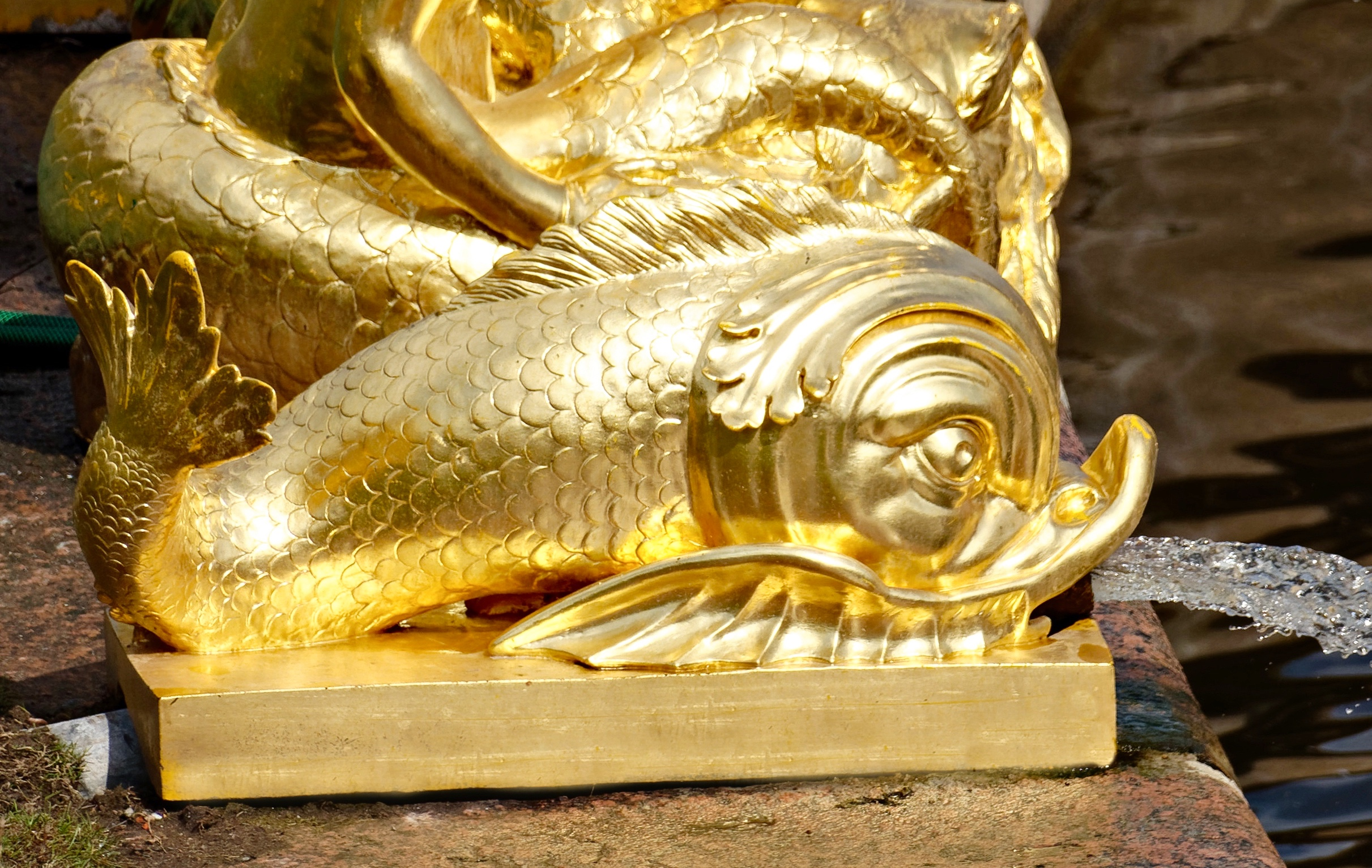
Дельфины рядом с сиренами
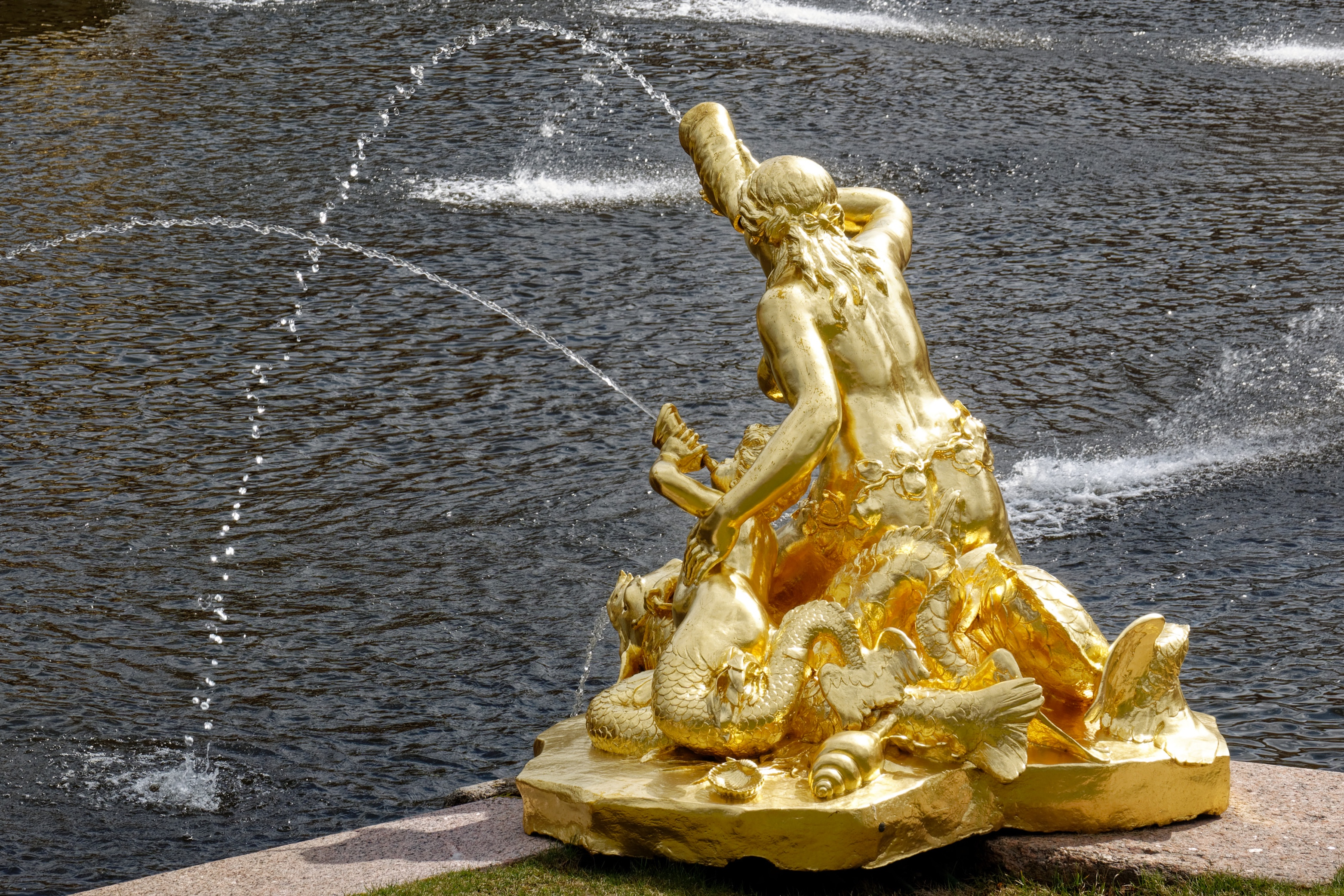
Наяда и Тритон
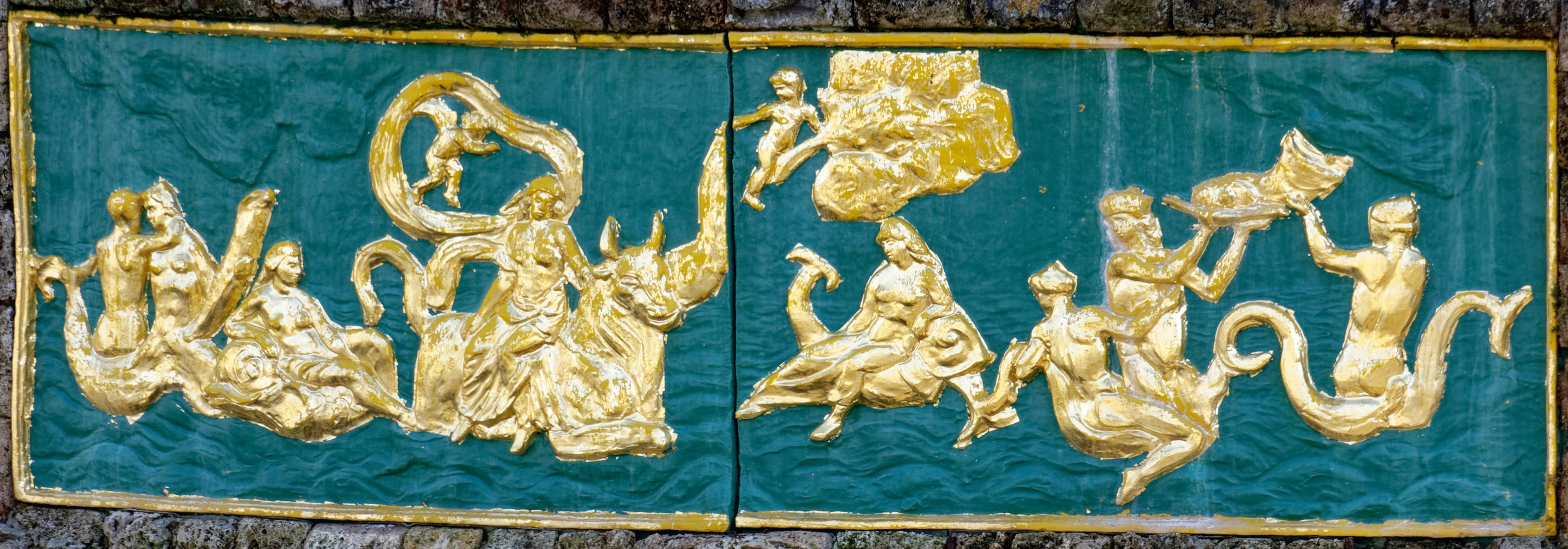
«Похищение Европы»
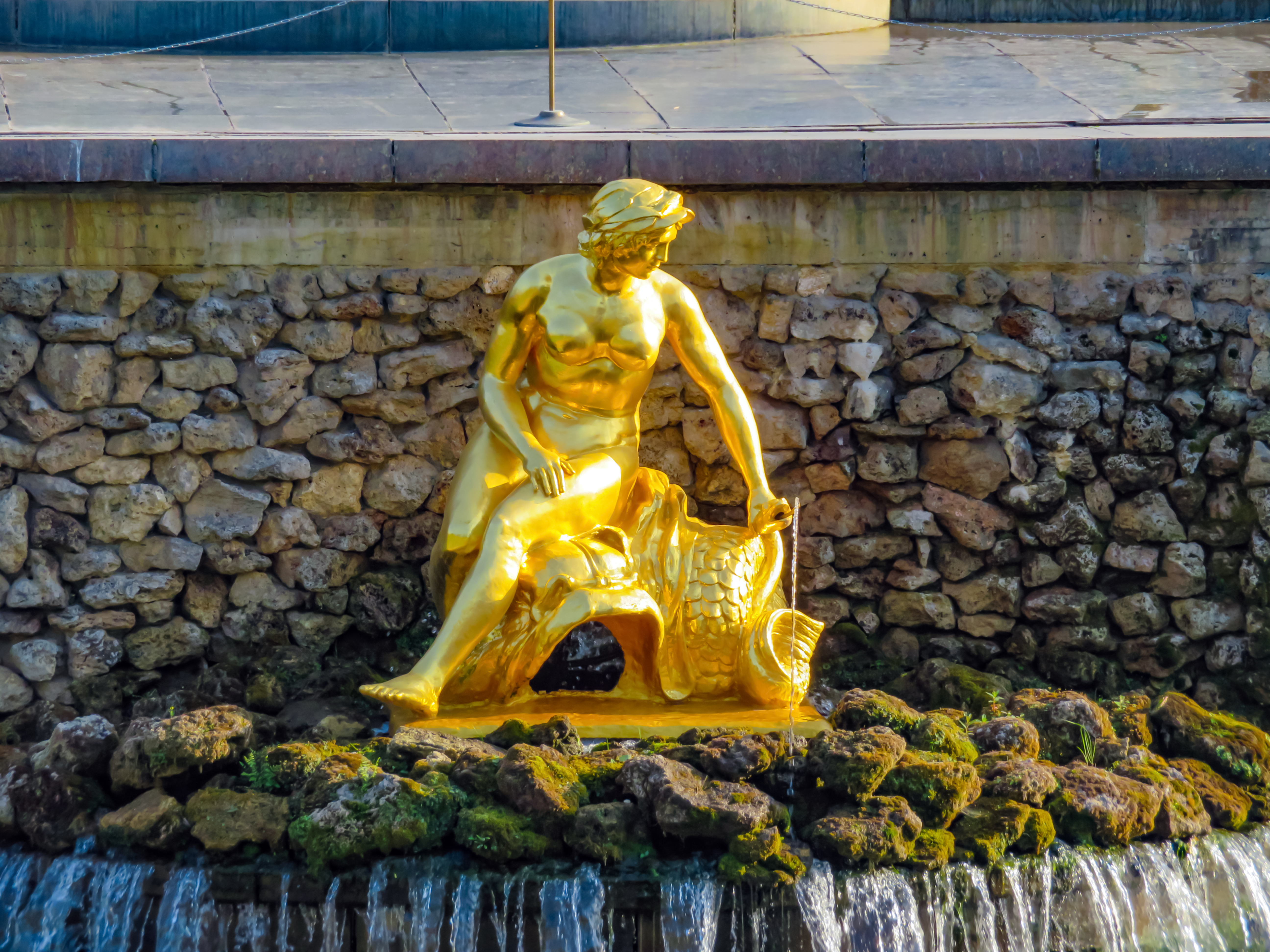
Нева
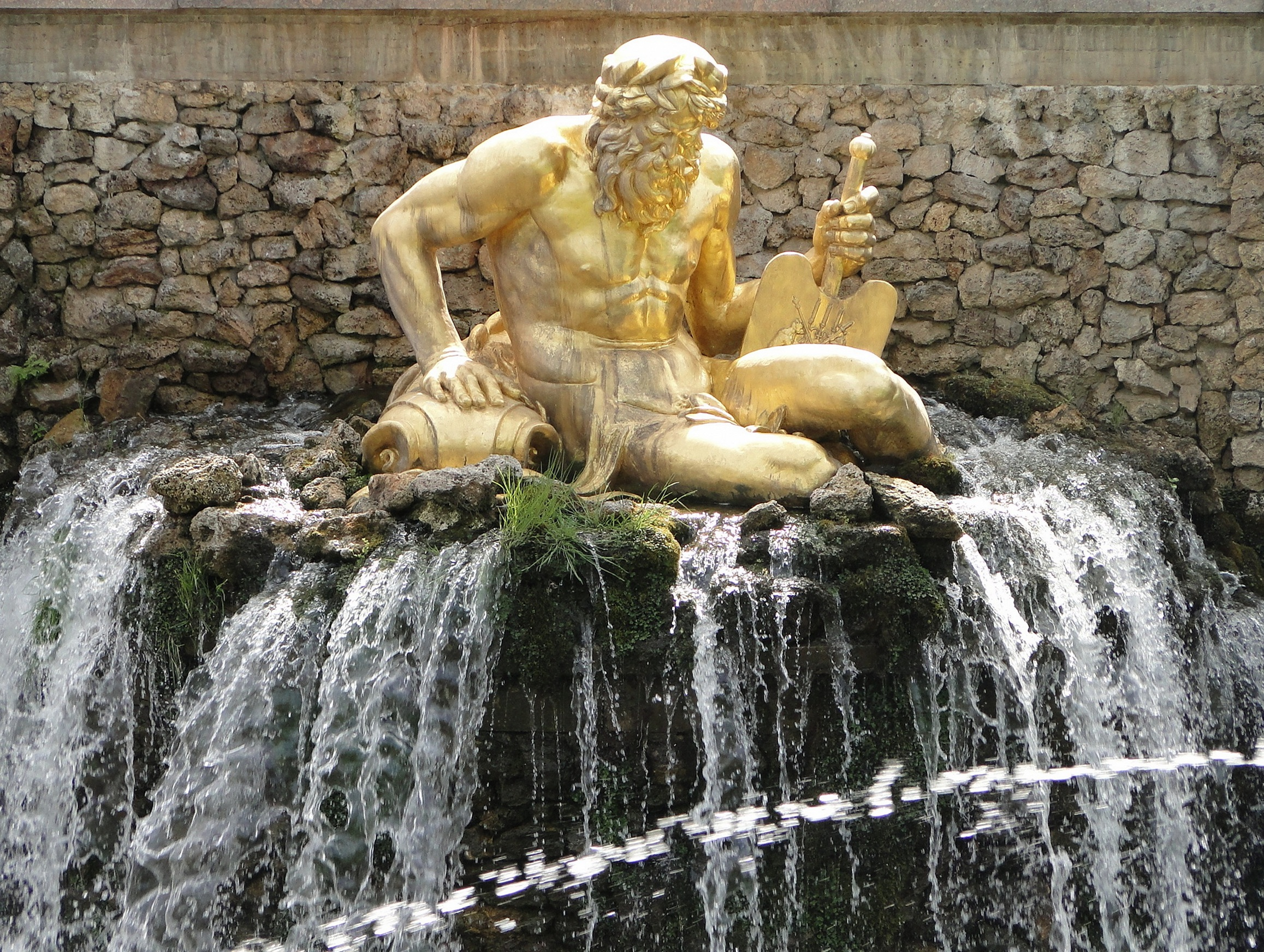
Волхов

#### Центральная каскадная лестница
Ступени центральной каскадной лестницы украшены барельефами «Жертвоприношение» (воссоздан В. Н. Риттером), «Латона и ликийские крестьяне, превращённые в лягушек» (воссоздан В. Ф. Богатырёвым) и «Золотой век» (воссоздан А. М. Игнатьевым). Также украшениями служат 26 кронштейнов и две раковины на кронштейнах, изначально свинцовые и отлитые при восстановлении в бронзе. Воссозданы по модели Н. Санглера и установлены на каскаде в 1955 году.

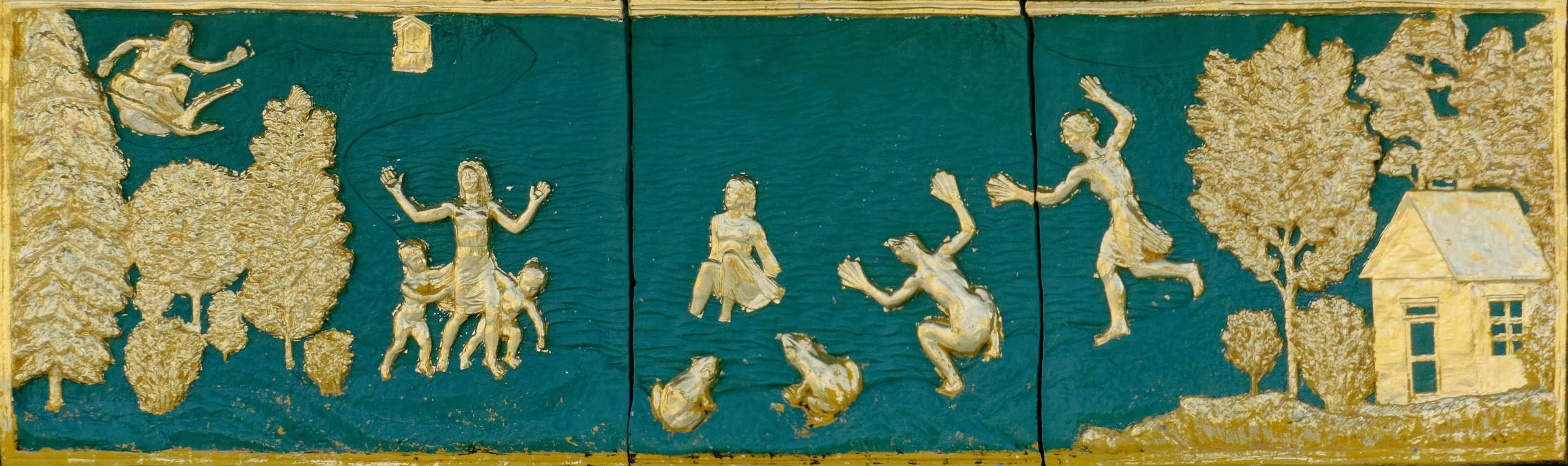
«Латона и ликийские крестьяне, превращённые в лягушек»
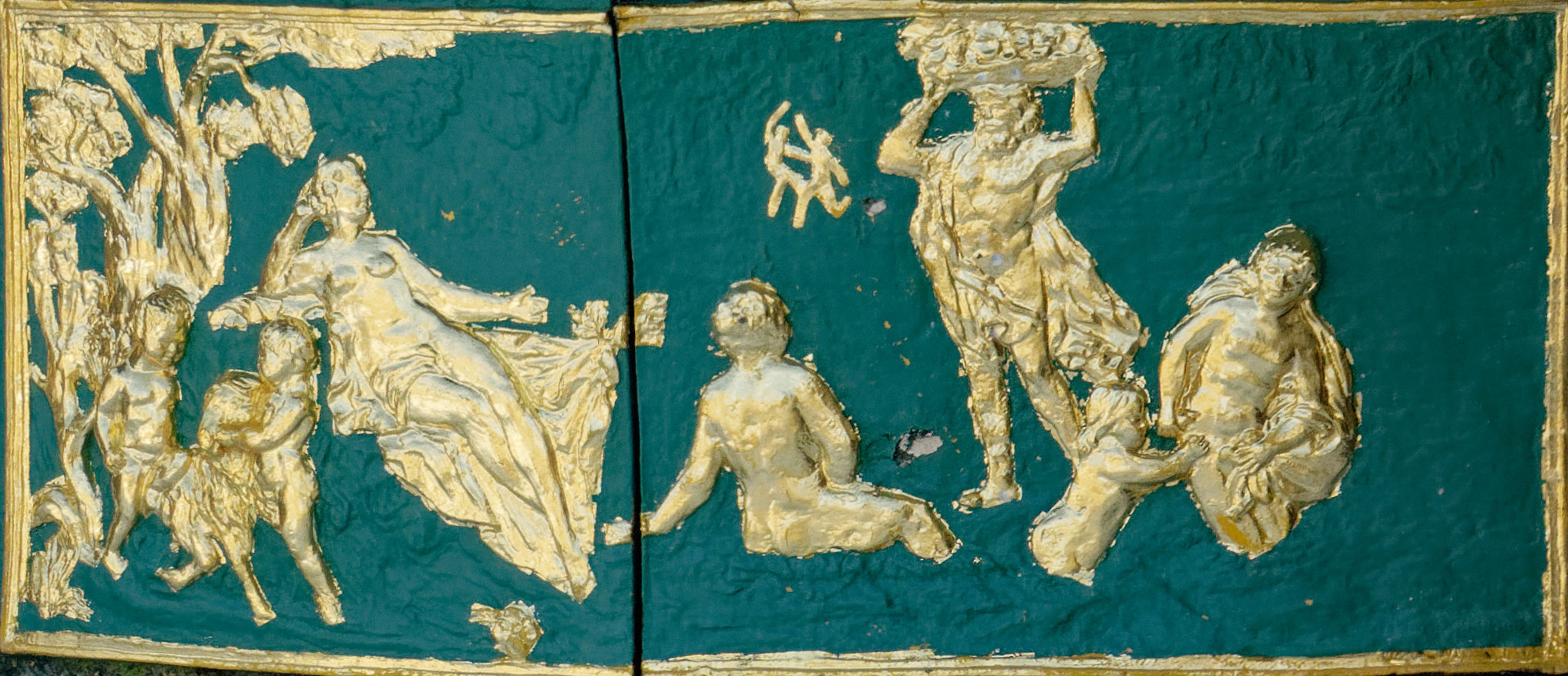
«Золотой век»
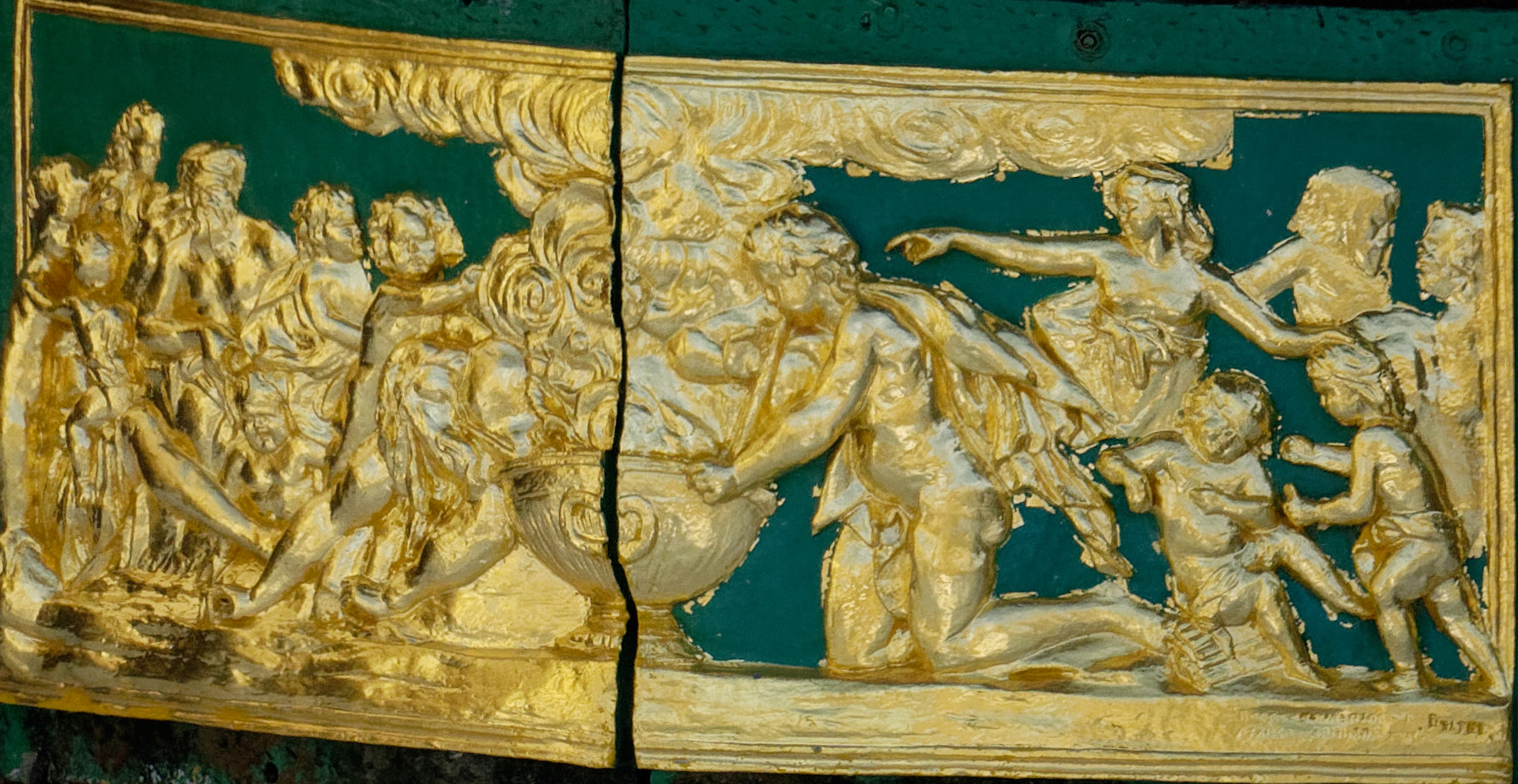
«Жертвоприношение»

#### Восточная каскадная лестница. Восточная сторона

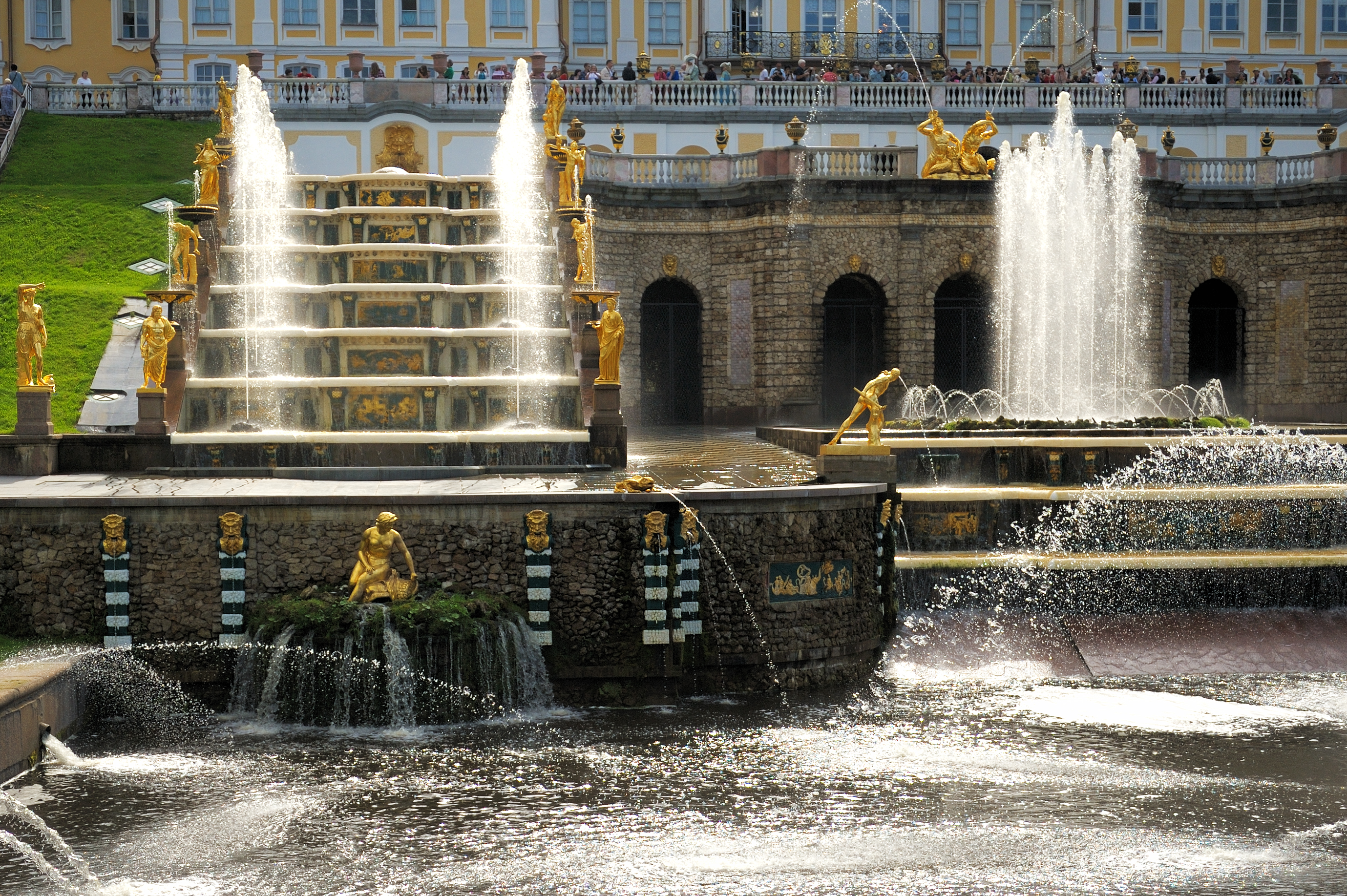
Восточная лестница

На восточной стороне восточной каскадной лестницы стоят бронзовые позолоченные Персей (1801 год, скульптор Ф. Ф. Щедрин), Церера (1801 год, копия с античной статуи по восковой модели Ф. Г. Гордеева), Фавн Флорентийский (1800 год, копия с античной скульптуры «Танцующий Фавн» II—I веков до н. э.), Юпитер (1801 год, Ж.- Д. Рашетт), Амазонка (1801 год, копия с утраченного бронзового греческого оригинала «Раненая амазонка» V века до н. э. работы Фидия, её и все вышеназванные скульптуры отливал В. П. Екимов), Вакх с сатиром (1800 год, копия работы Микеланджело, по восковой модели Ф. Г. Гордеева, отливал Э. Гастклу) и Мелеагр Бельведерский (1800 год, копия римской мраморной копии с утраченного мраморного греческого оригинала «Мелеагр» IV века до н. э. работы Скопаса, по восковой модели Ф. Г. Гордеева, отливал В. П. Екимов).
«Амазонка», «Вакх с сатиром» и «Мелеагр Бельведерский» во время войны были укрыты в тайнике, «Персей», «Церера», «Фавн Флорентийский» и «Юпитер» эвакуированы, возвращены на места в 1946 году.
Также эту часть каскада украшают три фонтанные вазы разных типов: ладья, круглая чаша и четырёхгранная плоская чаша. Они были отлиты В. П. Екимовым и Э. Гастклу в 1801—1802 годах по рисункам А. Н. Воронихина. Во время войны по одному образцу ваз были в эвакуации, остальные сохранились в тайнике, возвращены на места в 1946 году.
И статуи, и вазы стоят на гранитных прямоугольных пьедесталах, с профилированными карнизом и базой и с выпуклыми квадратными филенками по граням. Во время войны пьедесталы оставались на местах, были отреставрированы в 1946 году В. М. Самариным,
Г. И. Лидиным, Д. В. Ильиным и З. Е. Корольковым.

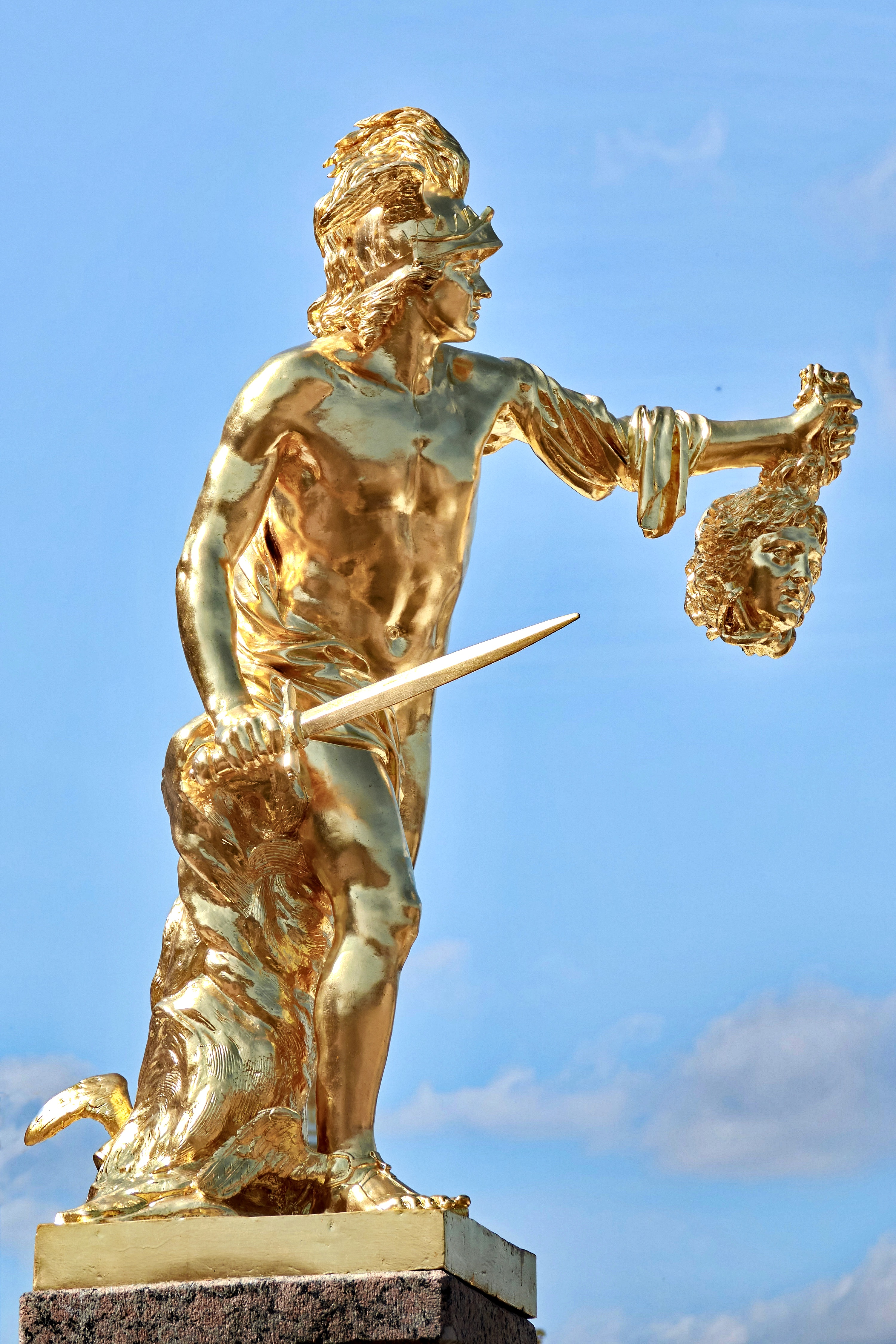
Персей
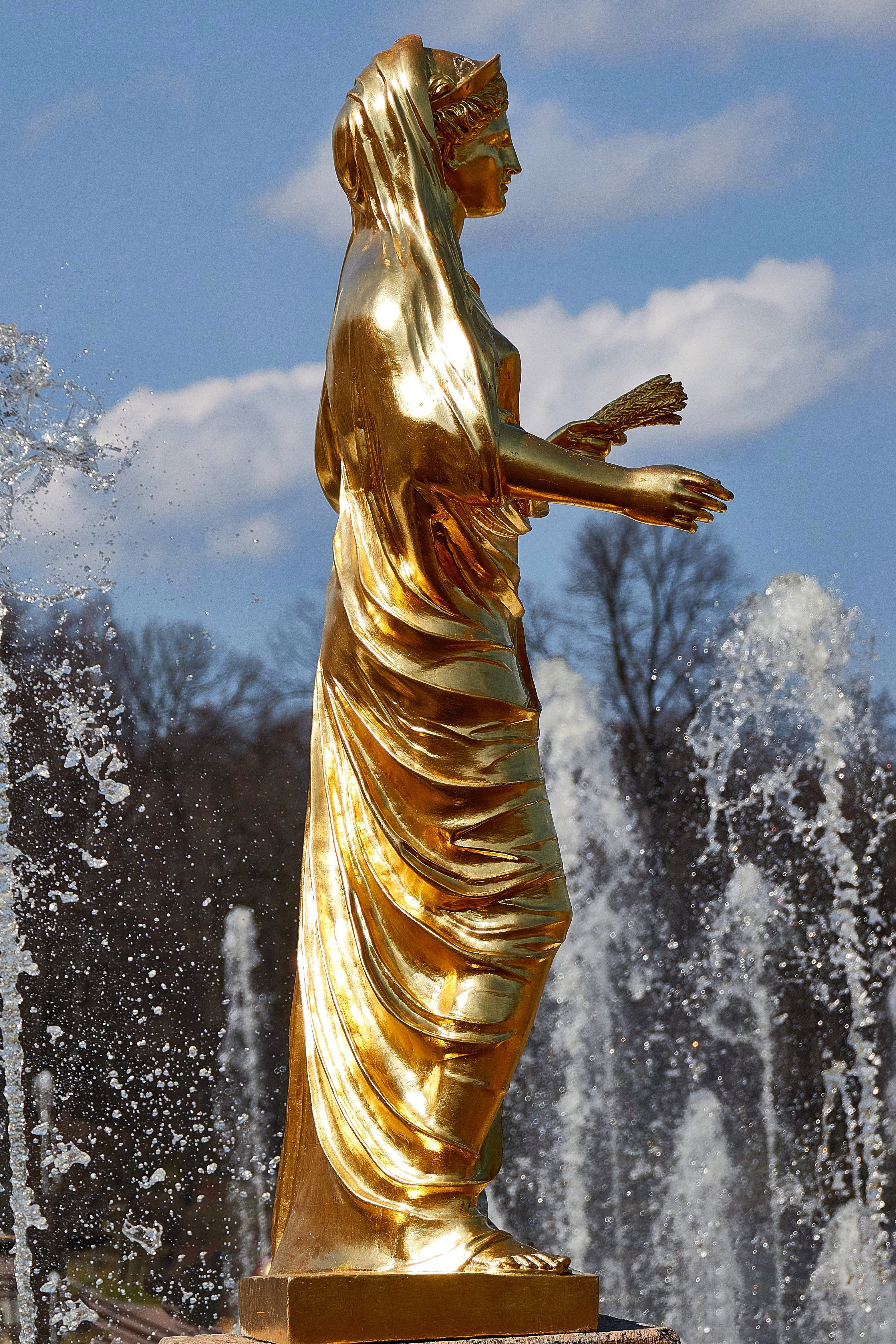
Церера
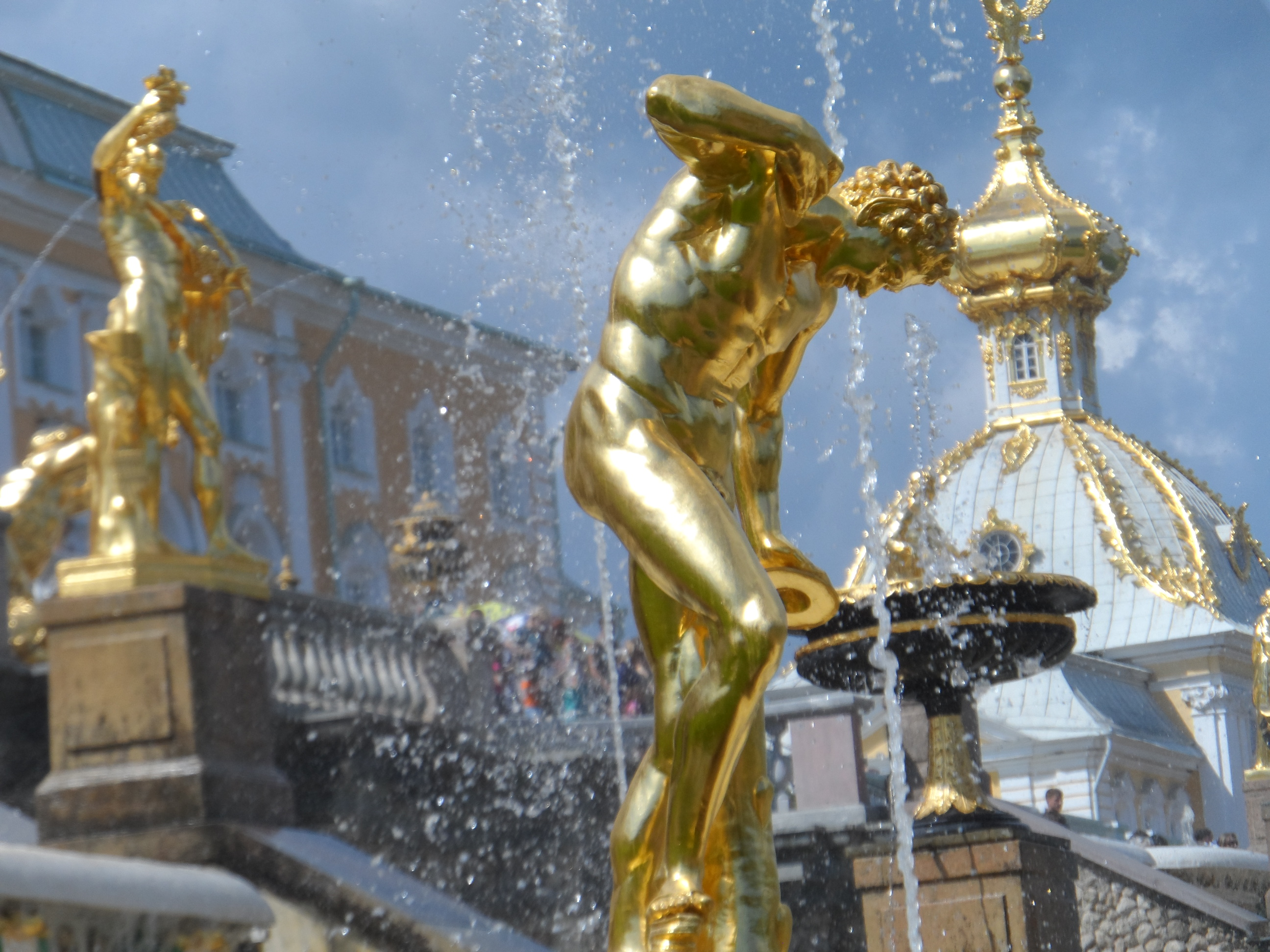
Фавн Флорентийский
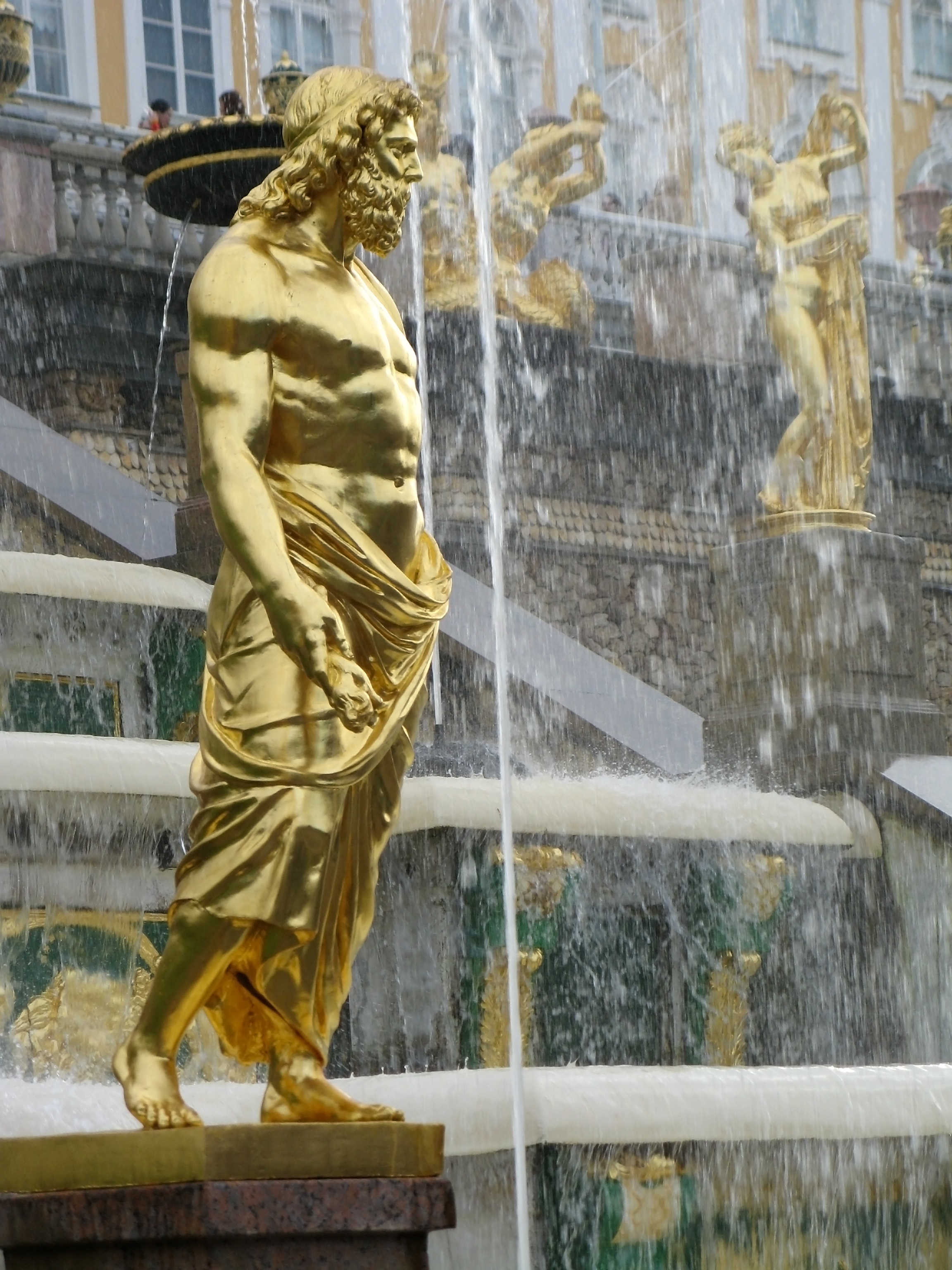
Юпитер
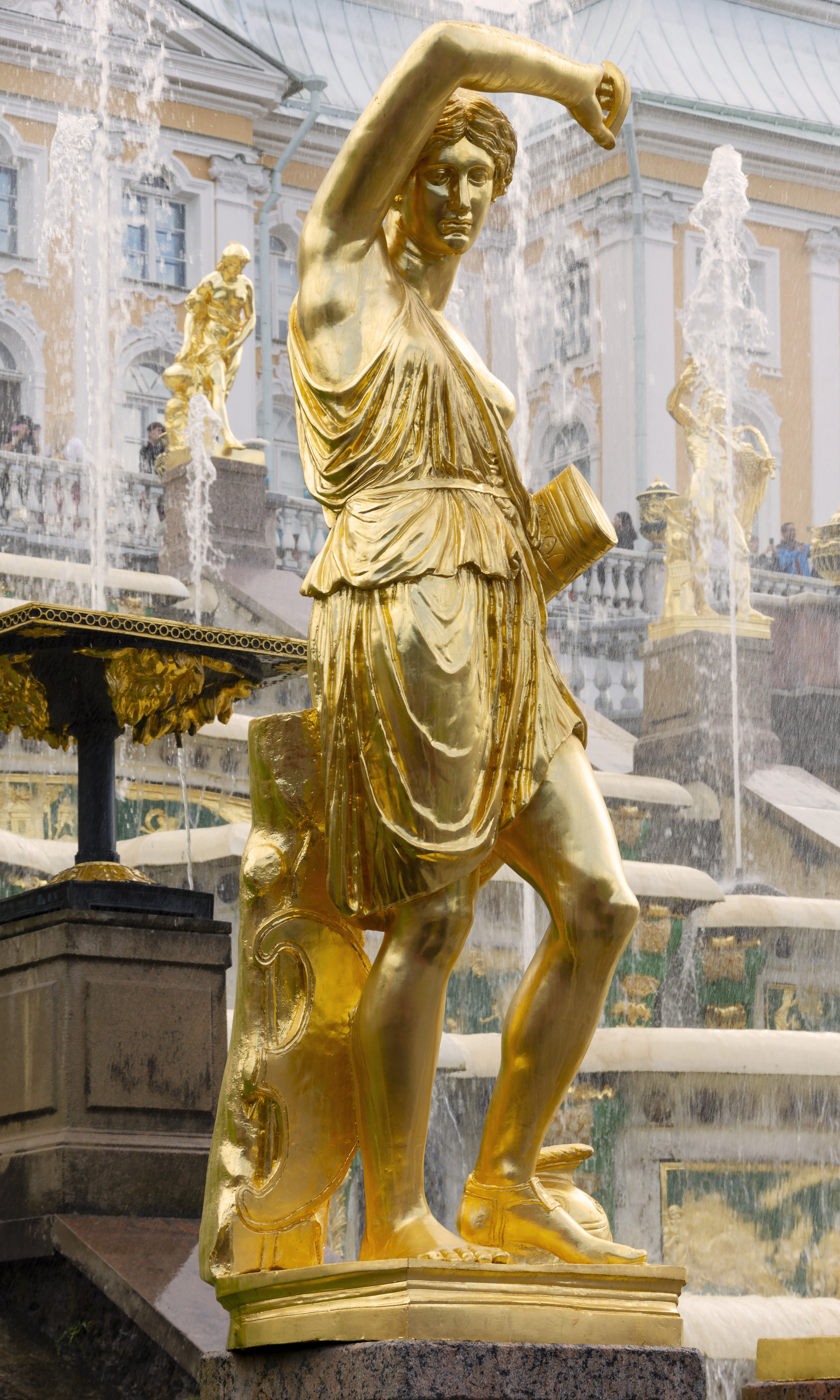
Амазонка
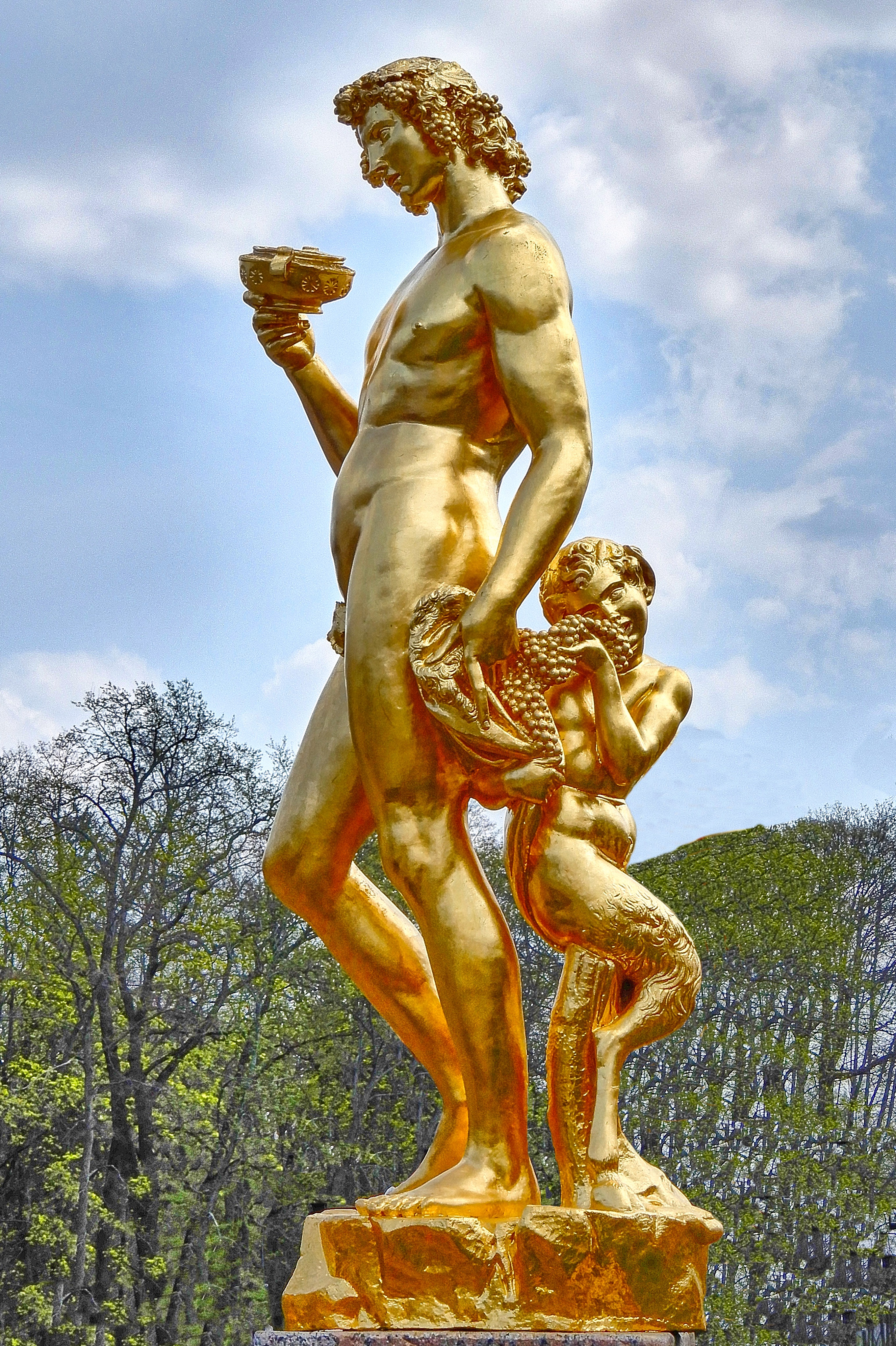
Вакх с сатиром
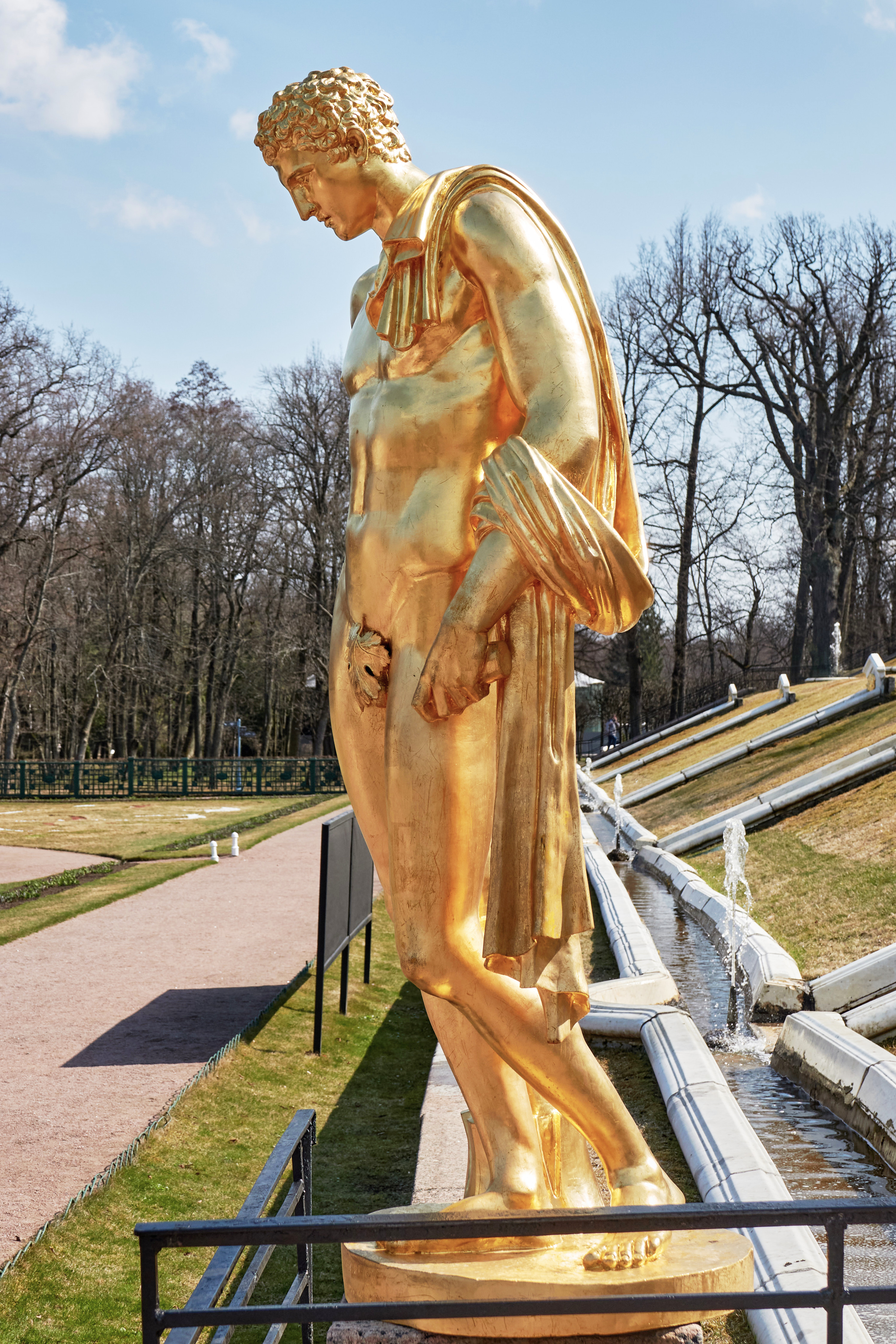
Мелеагр Бельведерский
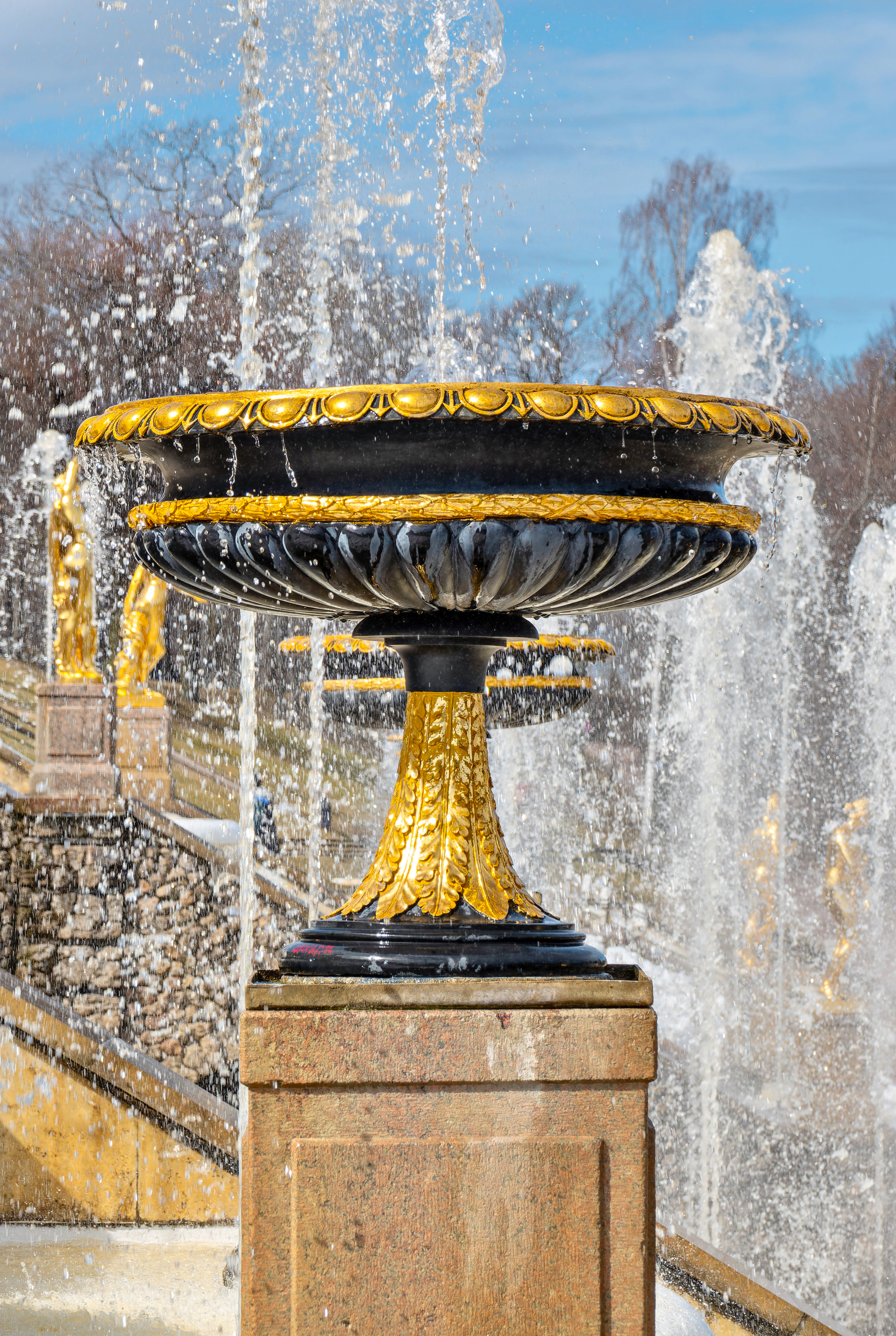
Круглая чаша
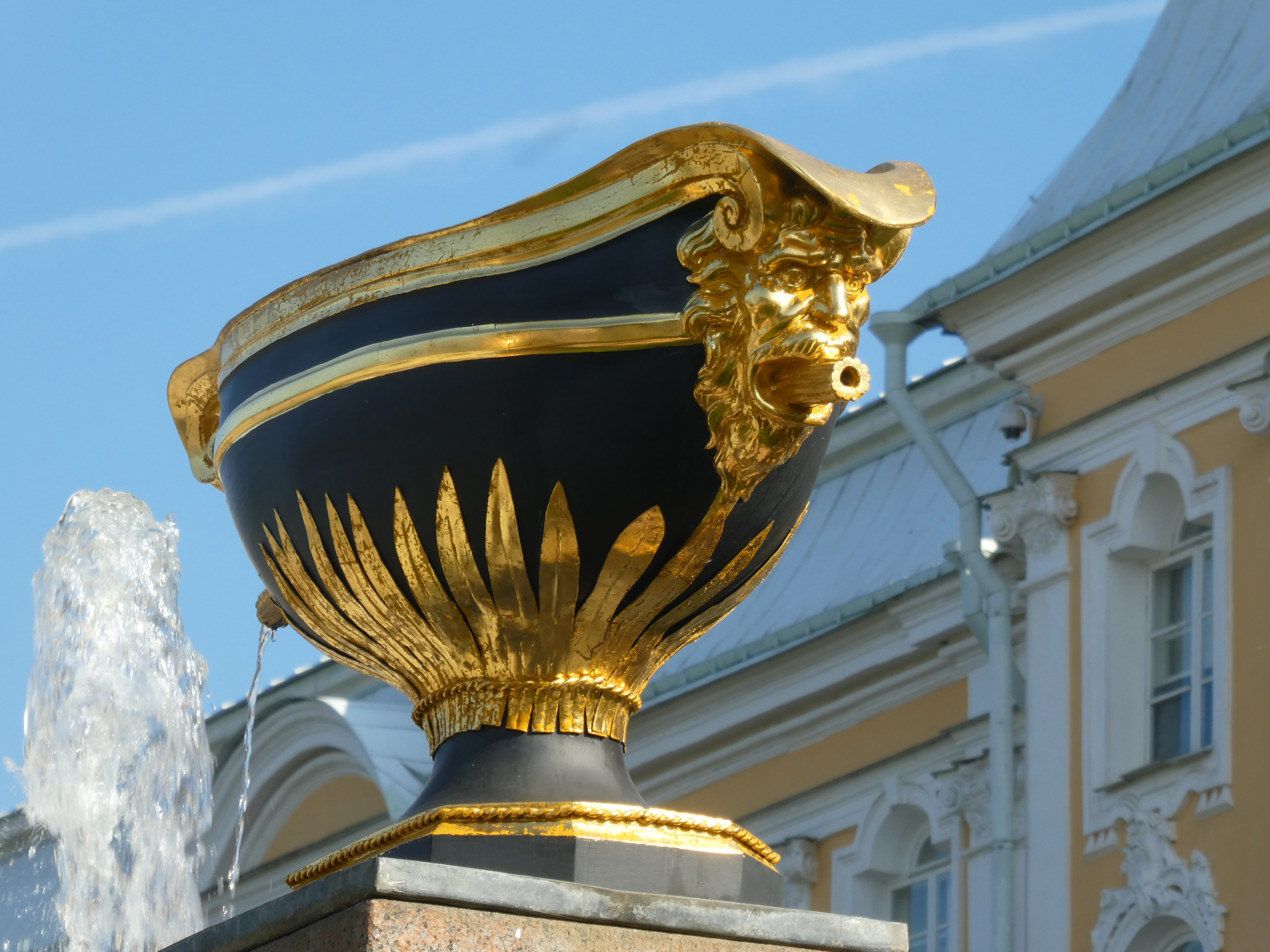
Чаша-ладья
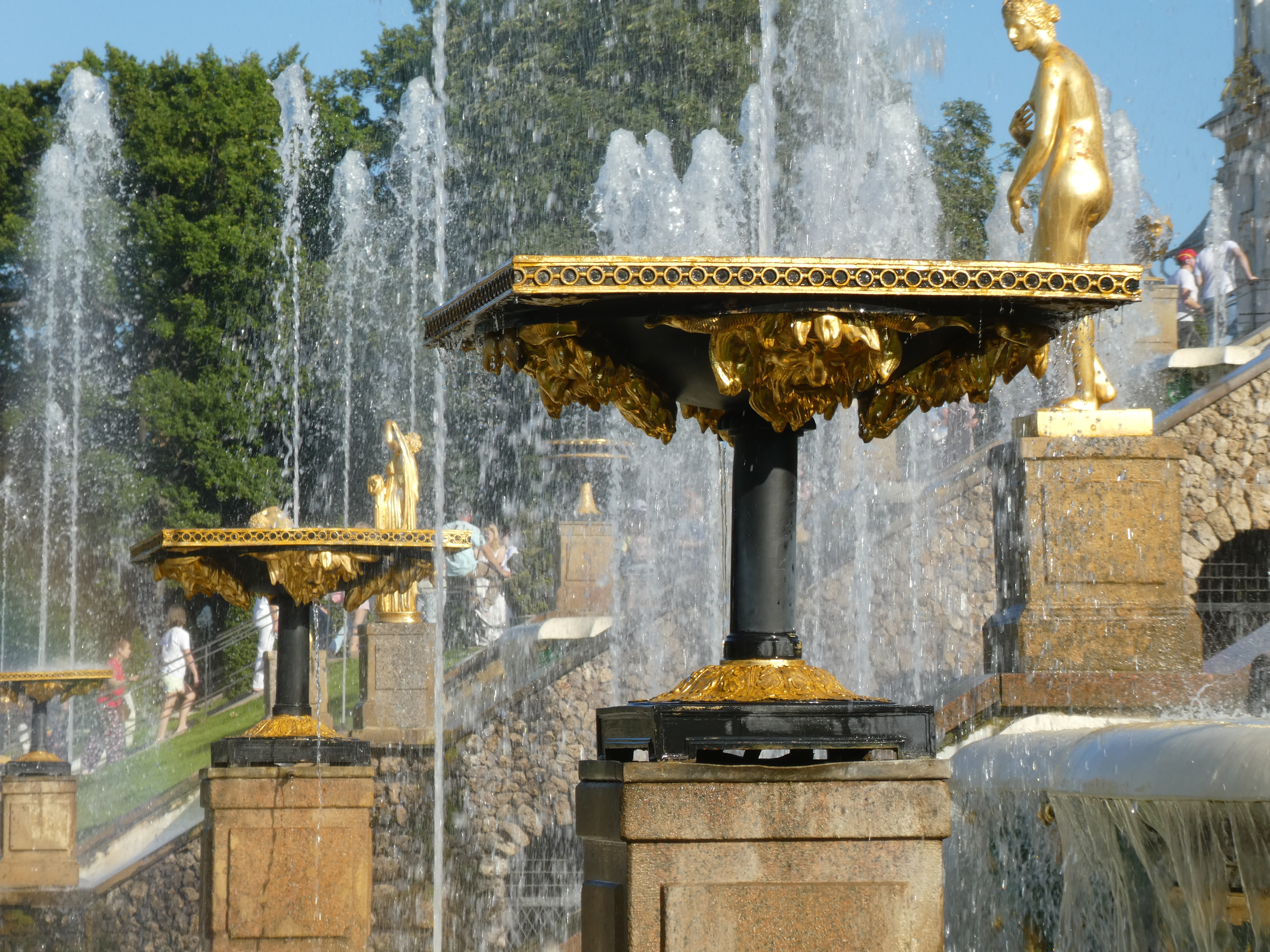
Четырёхгранная плоская чаша

#### Восточная каскадная лестница. Западная сторона
На западной стороне восточной каскадной лестницы стоят бронзовые позолоченные Пандора (1800 год, Ф. И. Шубин, отливал В. П. Екимов), Фавн Капитолийский (1800 год, копия с греческой мраморной скульптуры II века до н. э., отливал В. П. Екимов), Венера Каллипига (1800 год, — копия с греческой мраморной скульптуры III века до н. э, отливал Э. Гастклу), Флора Капитолийская (1800 год, копия с античного оригинала, отливал В. П. Екимов).
«Пандора», «Фавн Капитолийский», «Венера Каллипига» и «Флора Капитолийская» во время войны были эвакуированы, возвращены на места в 1946 году.
Копии Фавна Капитолийского и Венеры Каллипиги стоят в Нижнем гроте каскада.
Как и восточная сторона лестницы, западная сторона украшена тремя видами фонтанных чаш. Статуи и чаши стоят на аналогичных восточной стороне пьедесталах.

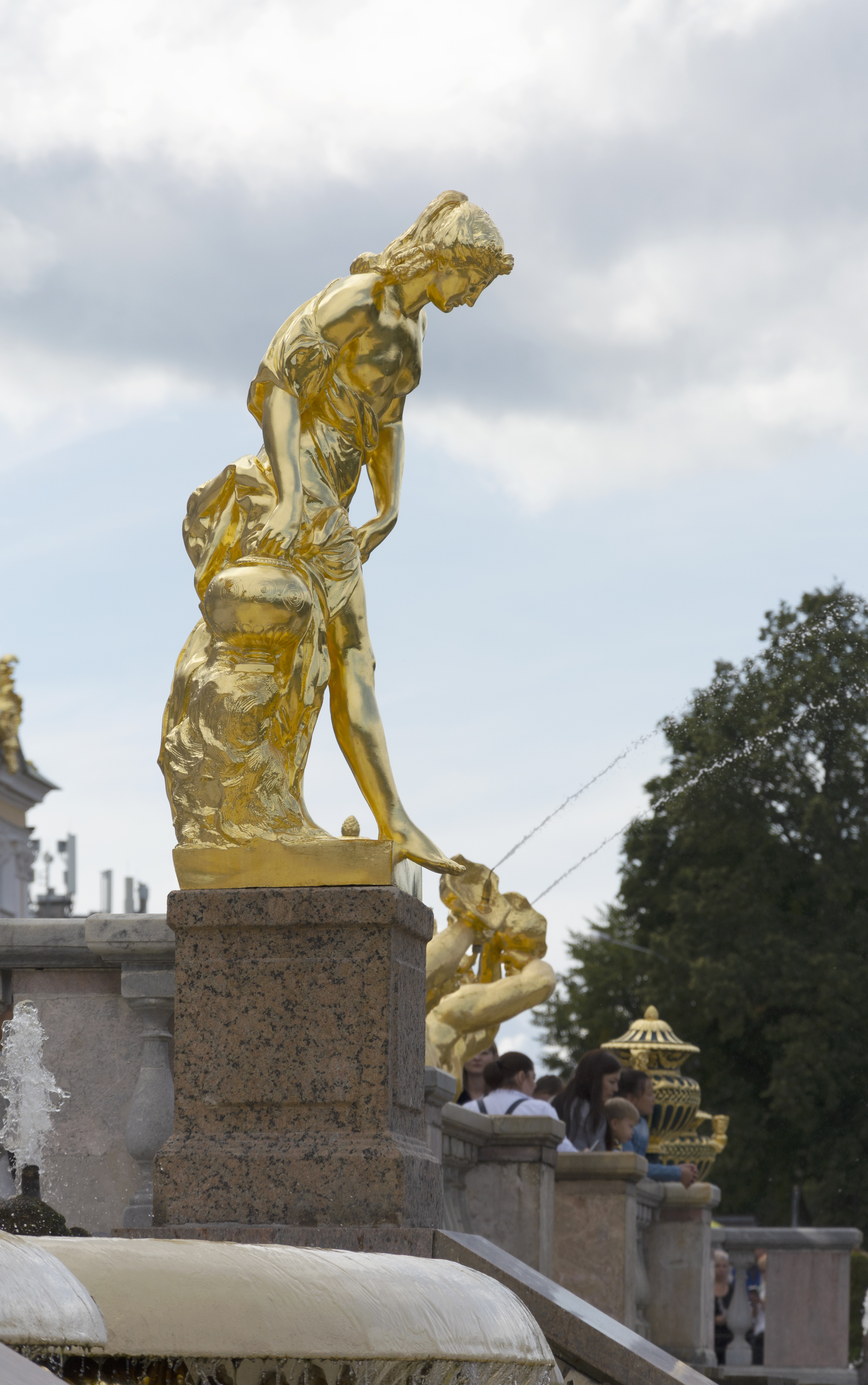
Пандора
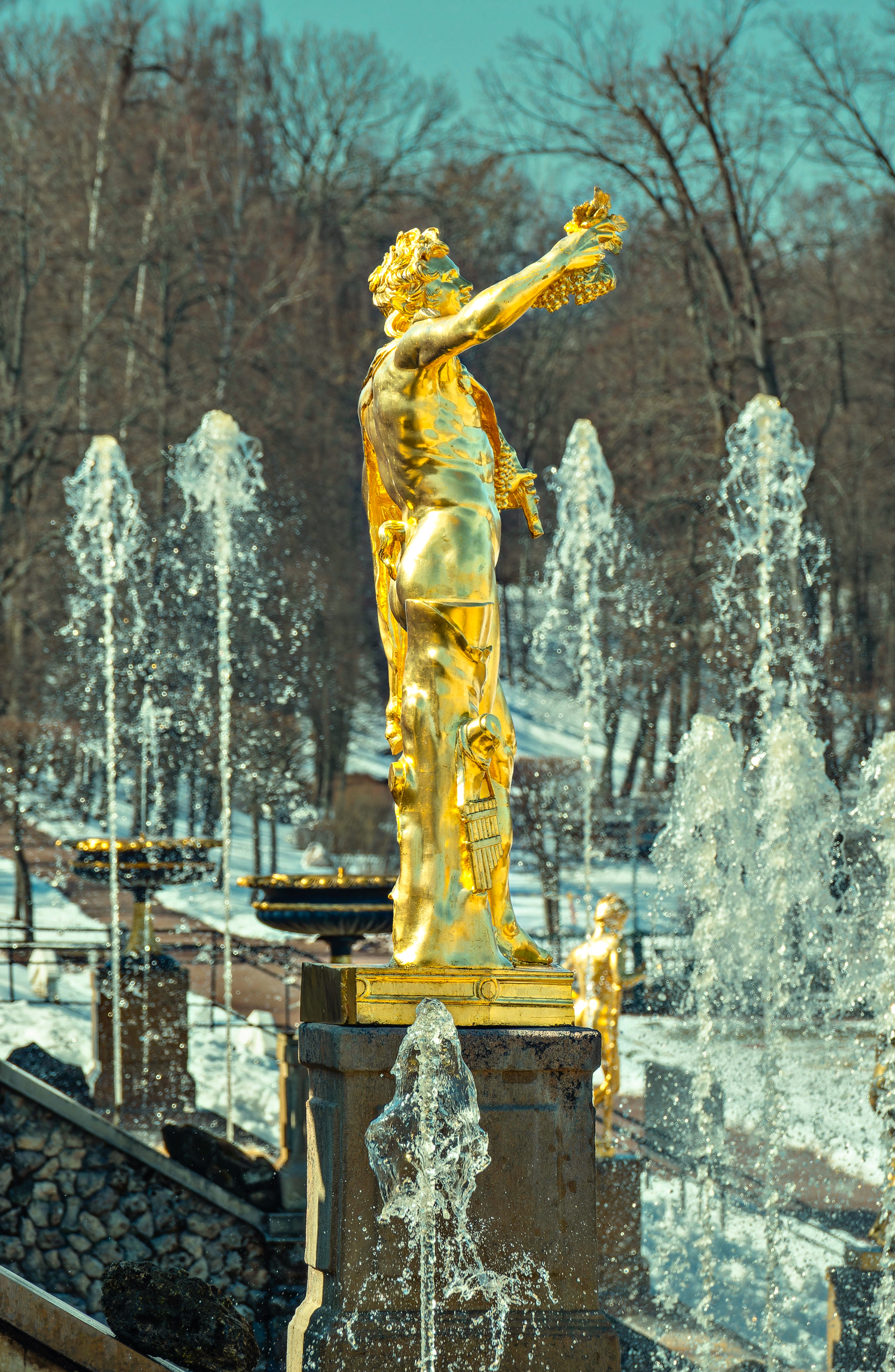
Фавн Капитолийский
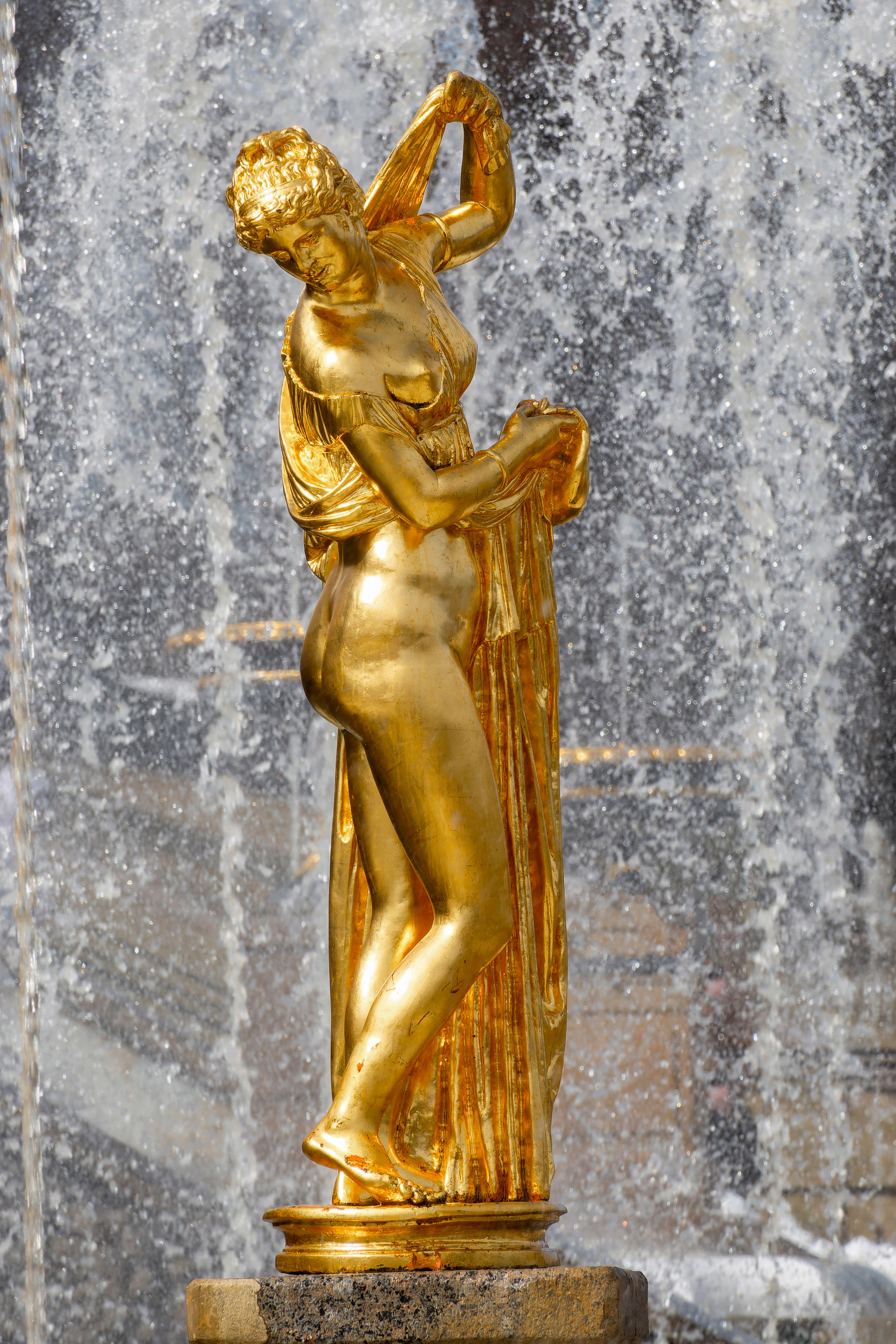
Венера Каллипига
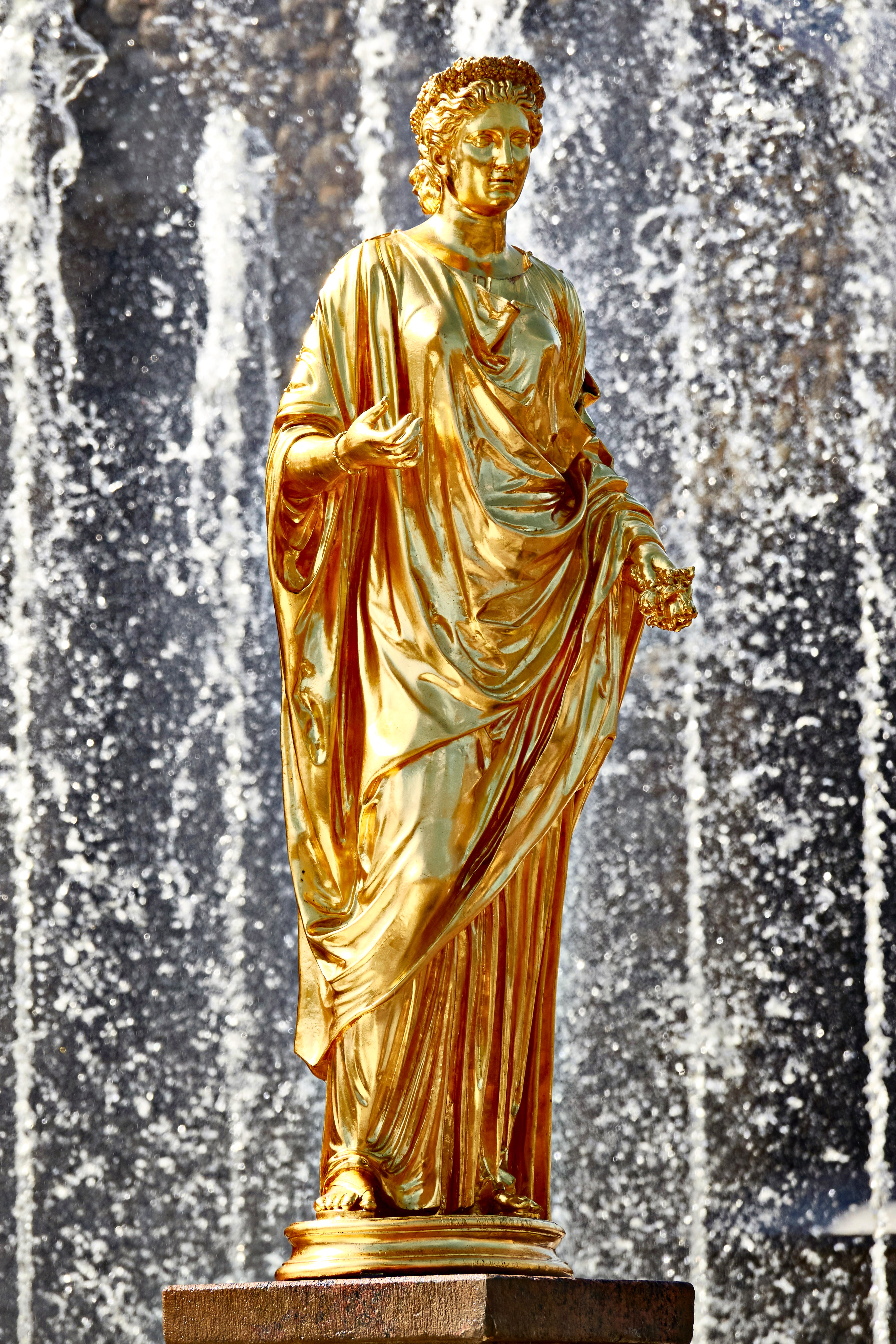
Флора Капитолийская

#### Ступени Восточной каскадной лестницы
Ступени восточной каскадной лестницы украшены воссозданными в 1947 году барельефами «Похищение Прозерпины Плутоном» (воссоздан М. Р. Габе), «Нарцисс, превращённый в цветок» (воссоздан Л. А. Мессом, повторяется на лестнице трижды), «Состязание в беге Гиппомена и Аталанты» (воссоздан Е. И. Поповой), «Похищение Деяниры кентавром Нессом» (воссоздан В. Ф. Богатырёвым), «Похищение ребёнка Тритоном» (воссоздан В. В. Рубаник), «Нептун на морском берегу» (воссоздан Т. Ф. Линде), «Триумф Амфитриты» (воссоздан В. В. Рубаник), «Вакхическая сцена» (воссоздан В. Н. Китайгородской), «Триумф Нептуна» (воссоздан Н. С. Могилевским), «Персей, спасающий Андромеду от морского чудовища» (воссоздан В. В. Гущиной-Филимоновой).
Также украшениями служат 42 кронштейна, изначально свинцовые и отлитые при восстановлении в бронзе. Воссозданы по модели Н. Санглера и установлены на каскаде в 1947 году.

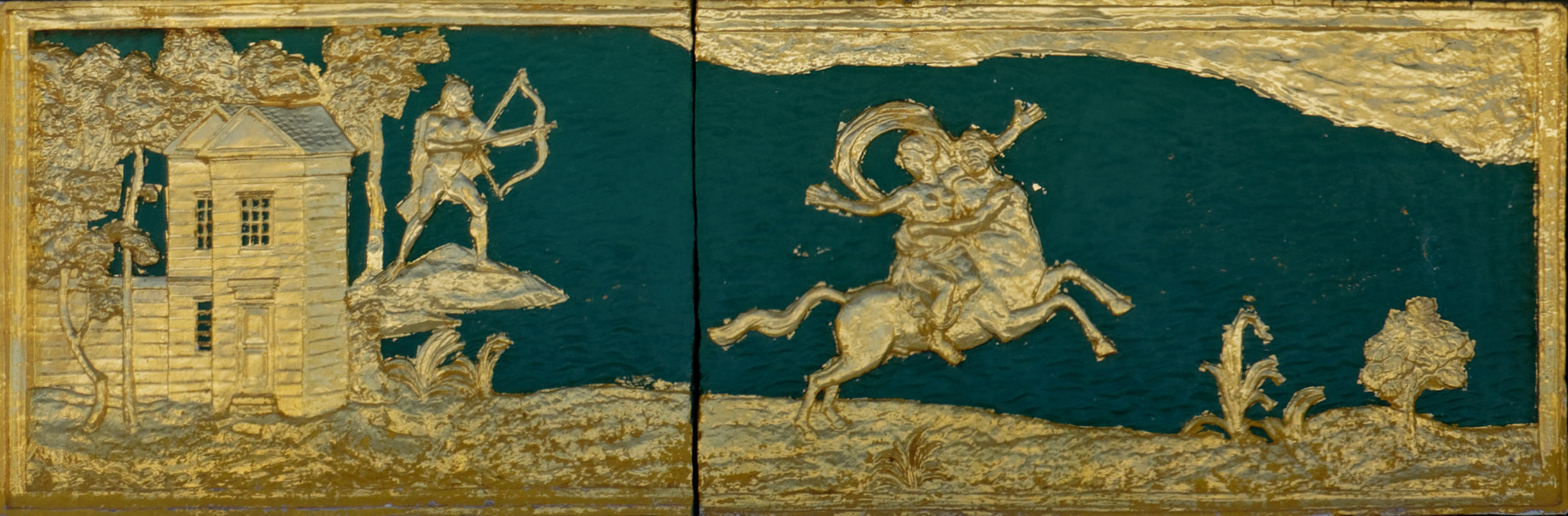
«Похищение Деяниры кентавром Нессом»
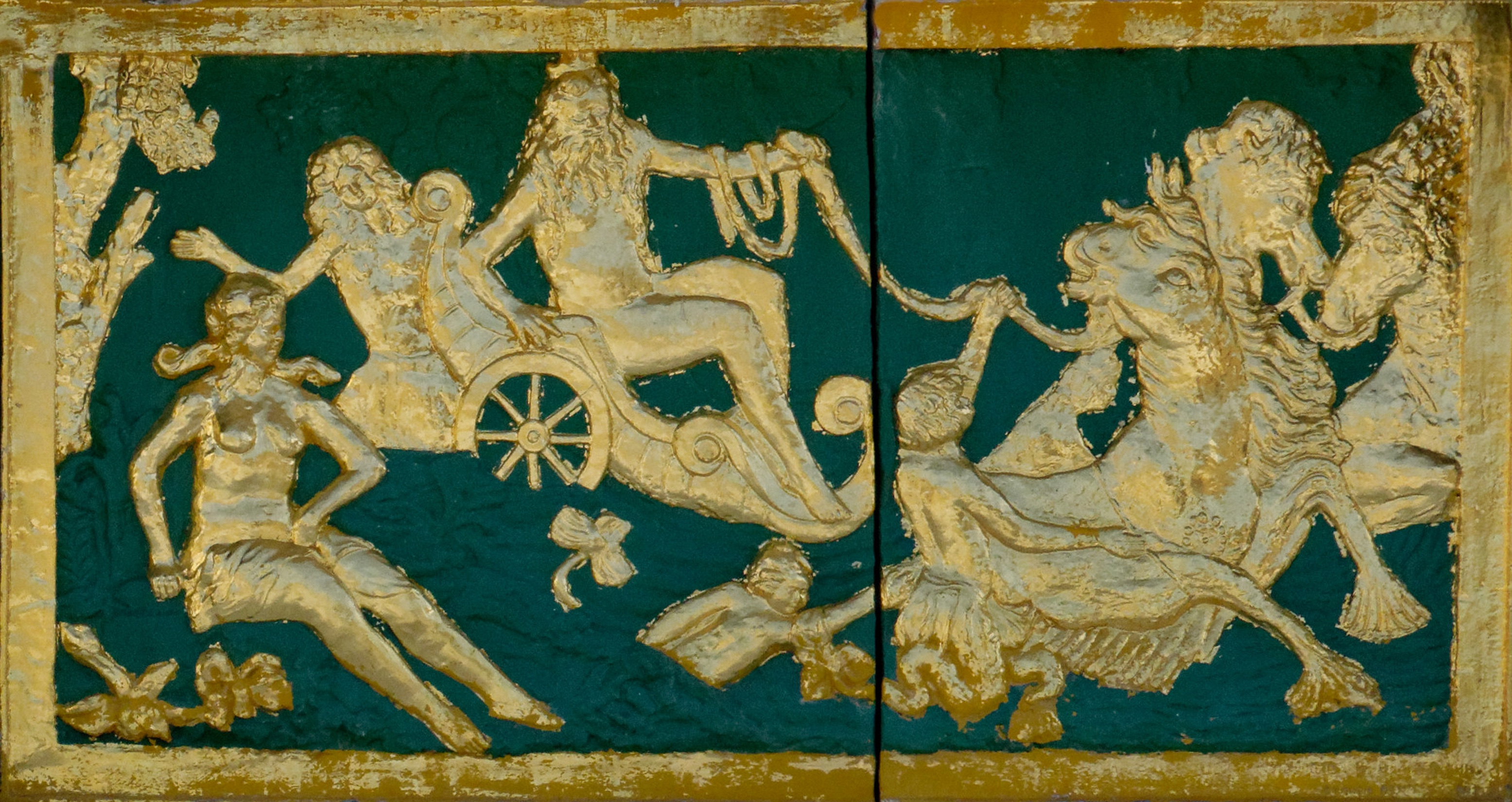
«Триумф Нептуна»
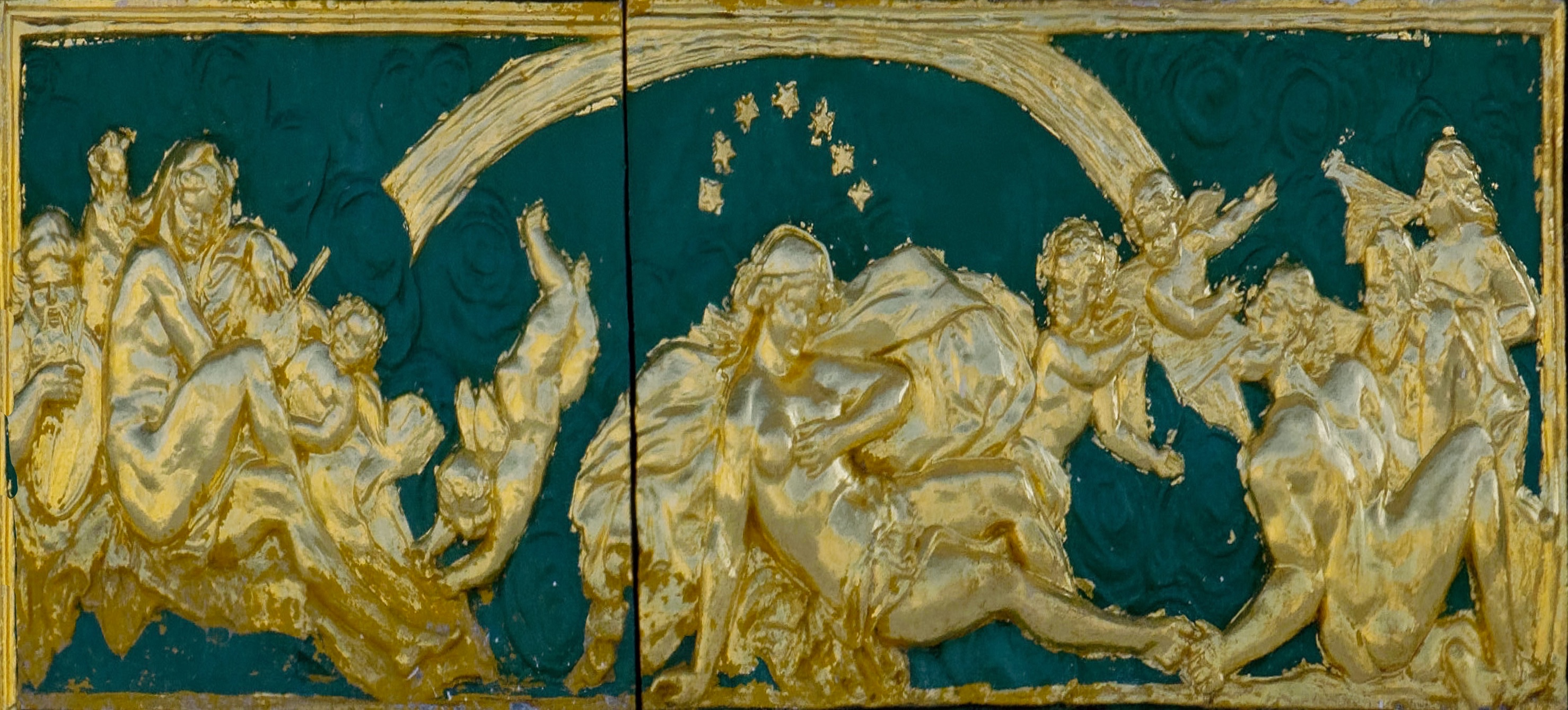
«Триумф Амфитриты»
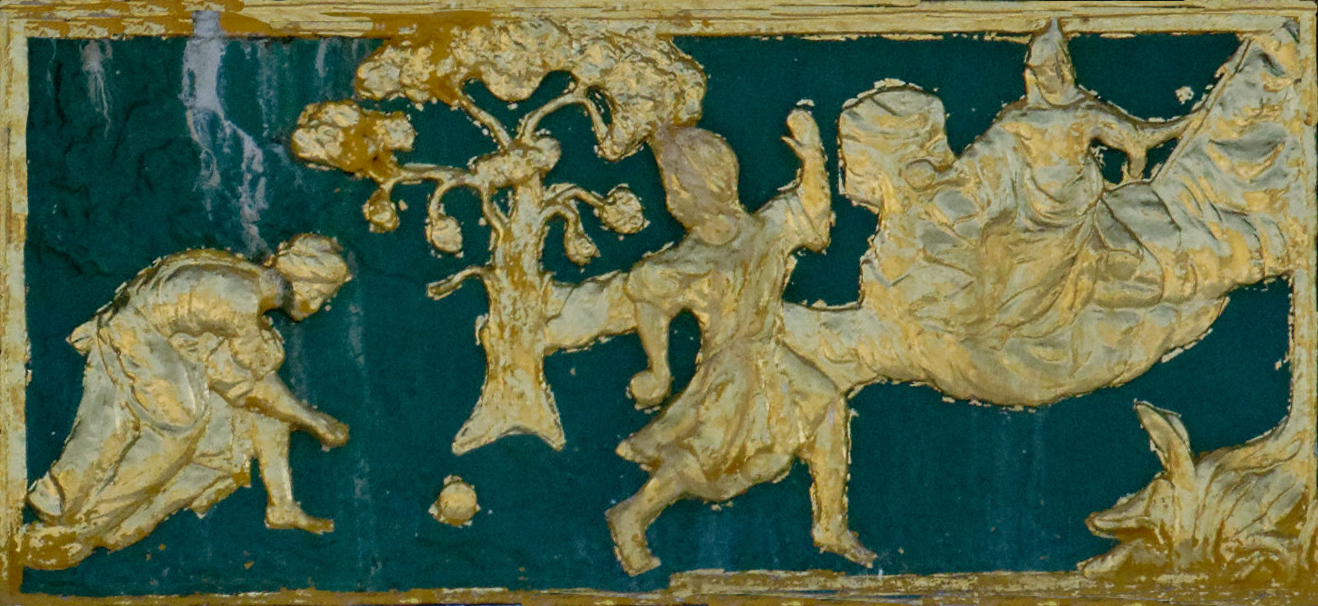
«Состязание в беге Гиппомена и Аталанты»
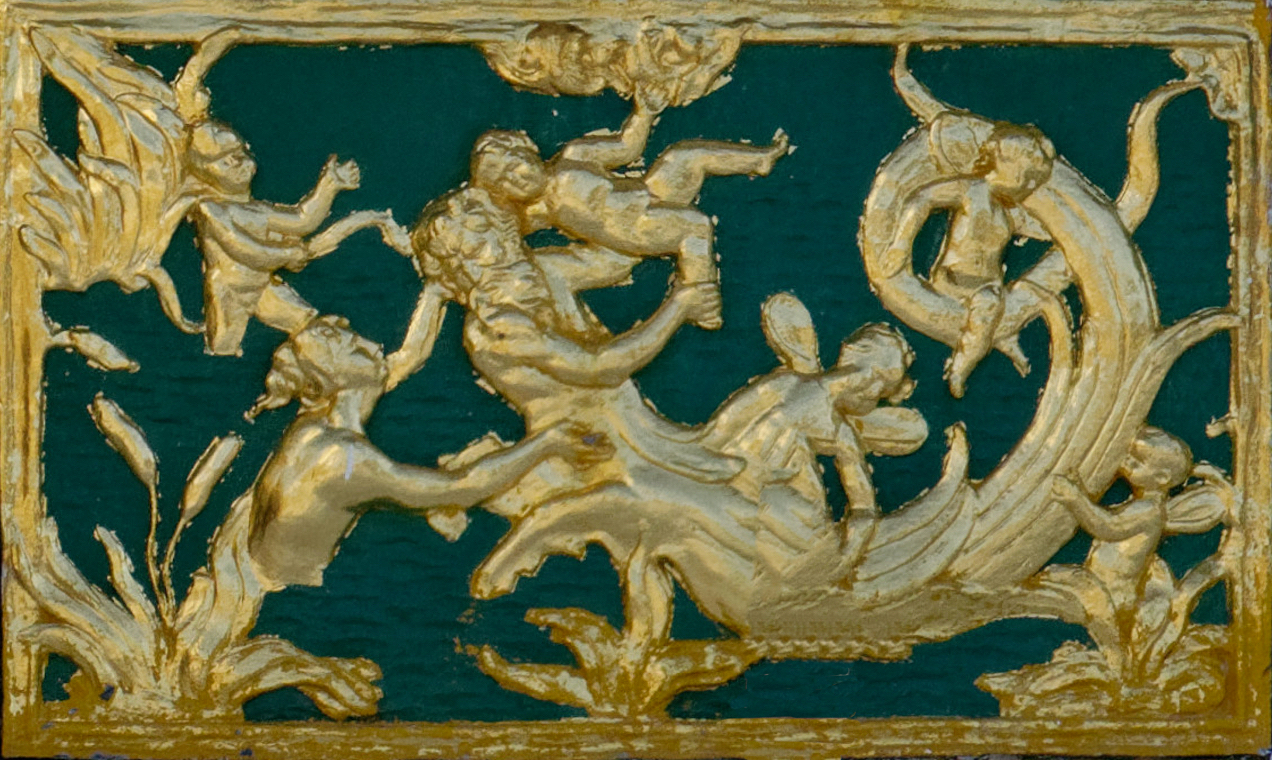
«Похищение ребёнка Тритоном»
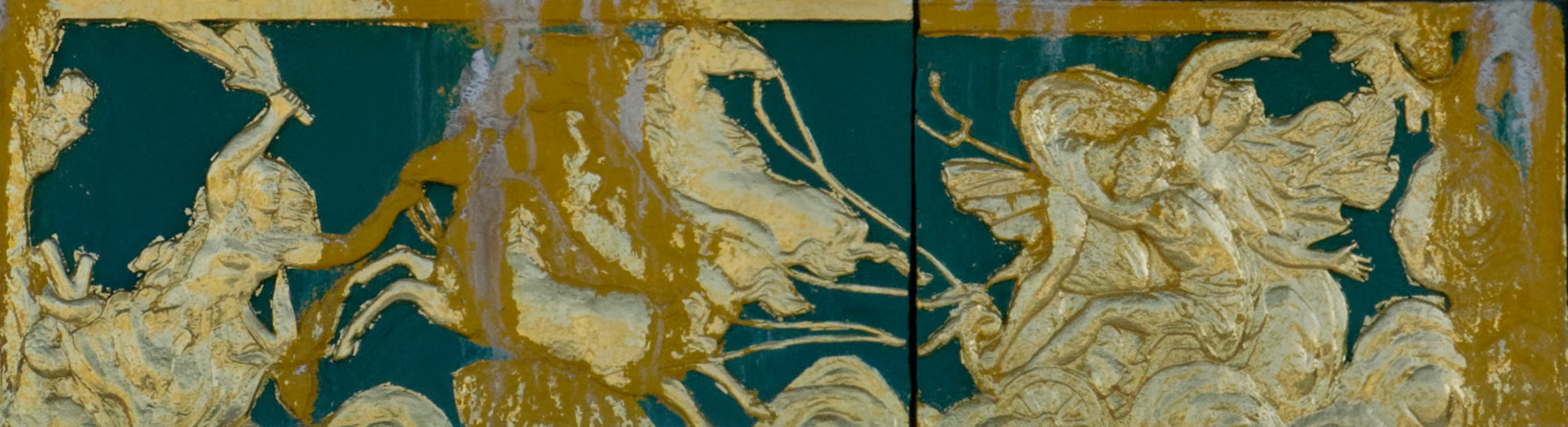
«Плутон, похищающий Прозерпину»
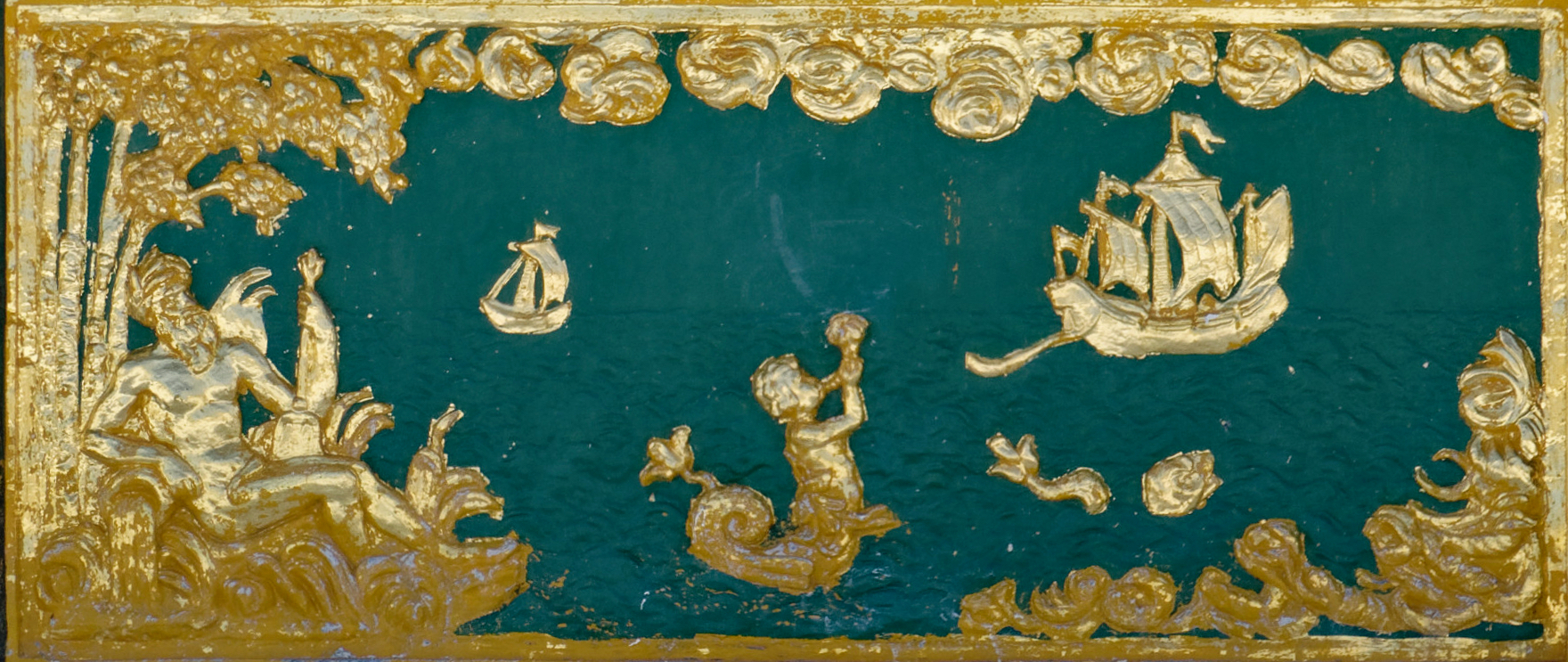
«Нептун на морском берегу»
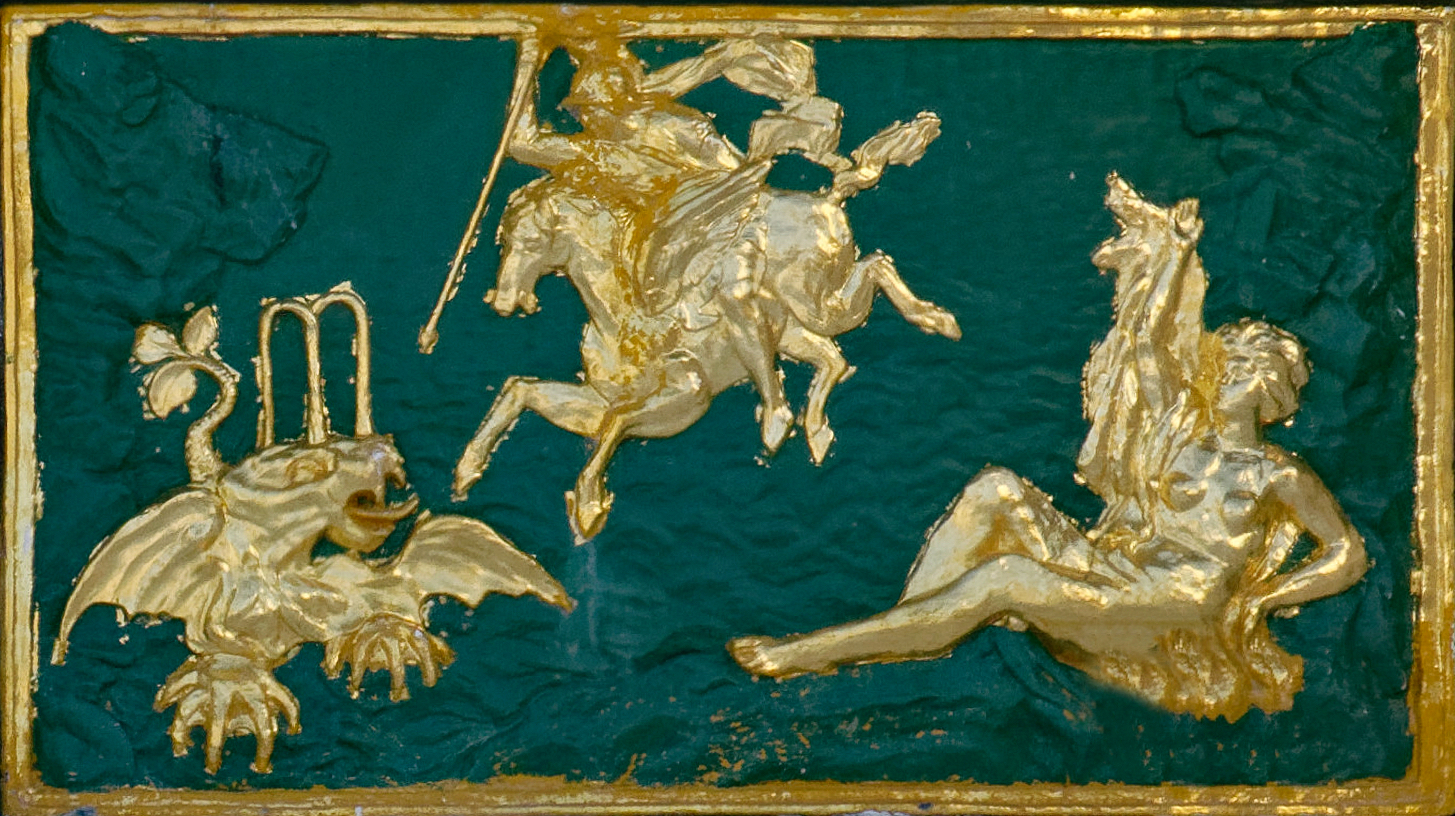
«Персей, освобождающий Андромеду»
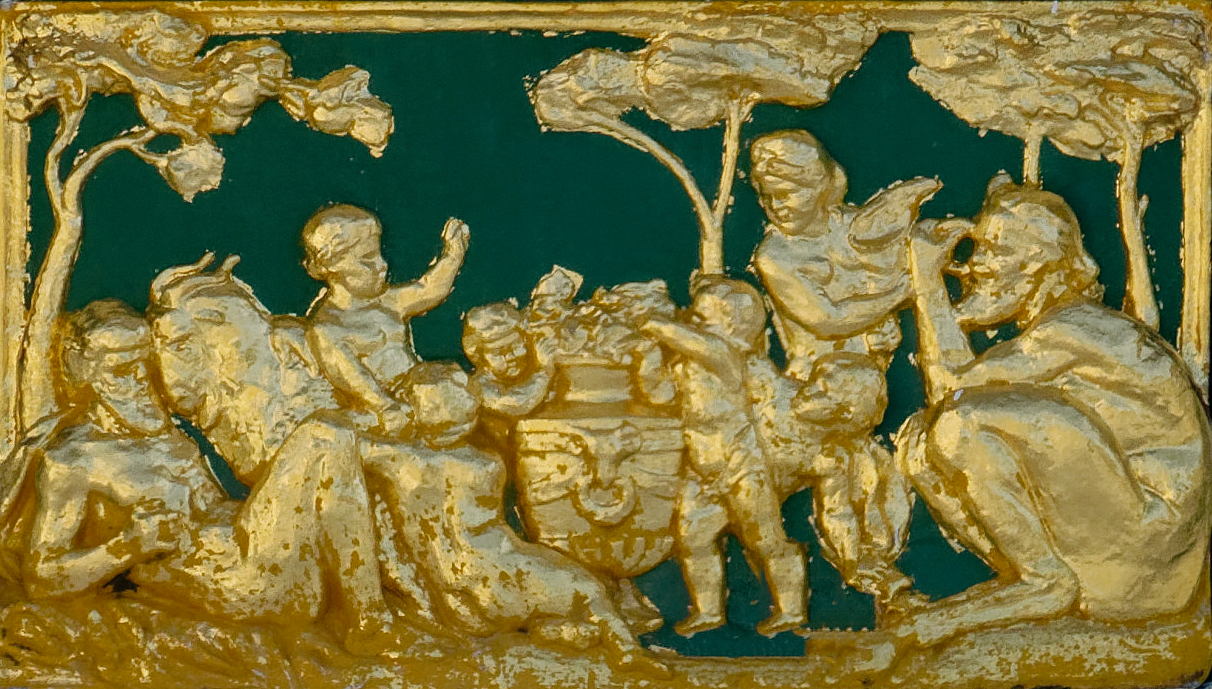
«Вакхическая сцена»

#### Западная каскадная лестница. Восточная сторона

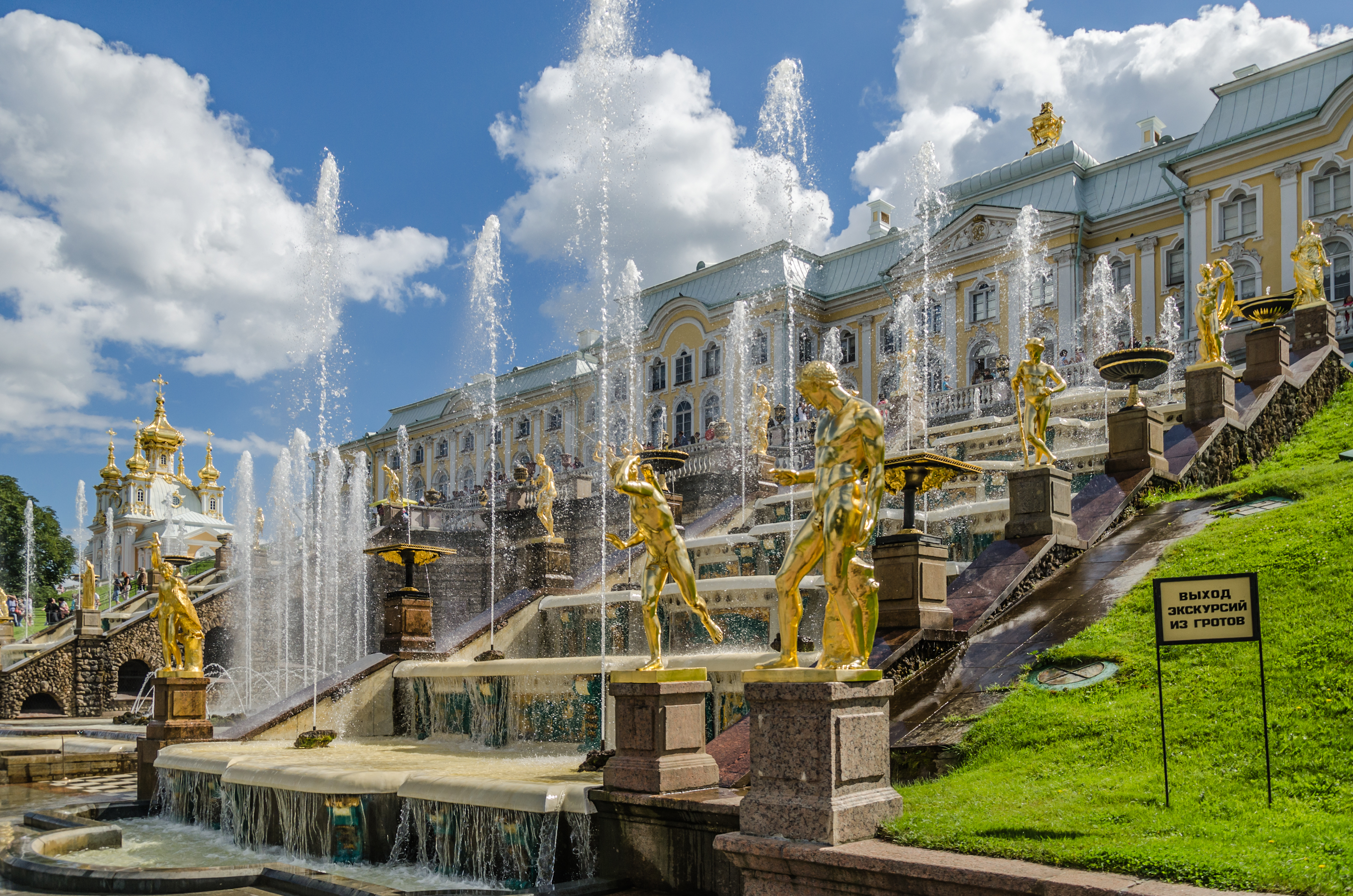
Западная каскадная лестница

На восточной стороне западной каскадной лестницы стоят бронзовые позолоченные выполненные в 1800 году Акид (И. П. Прокофьев, отливал В. П. Екимов), Фавн (копия с мраморной античной скульптуры II века до н. э., отливал В. П. Екимов), Венера Медицейская (отлита Э. Гастклу по восковой модели Ф. Г. Гордеева с утраченной греческой скульптуры IV—III веков до н. э. работы Тимарха и Кефисодота Младшего) и Ганимед (копия с утраченного греческого оригинала IV—III веков до н. э. работы Леохара, отливал Э. Гастклу).
Во время войны «Ганимед» был эвакуирован, остальные статуи спрятаны в тайнике, возвращены на места в 1946 году.
Как и восточная сторона восточной лестницы, восточная сторона западной украшена тремя видами фонтанных чаш. Статуи и чаши стоят на аналогичных восточной стороне пьедесталах.

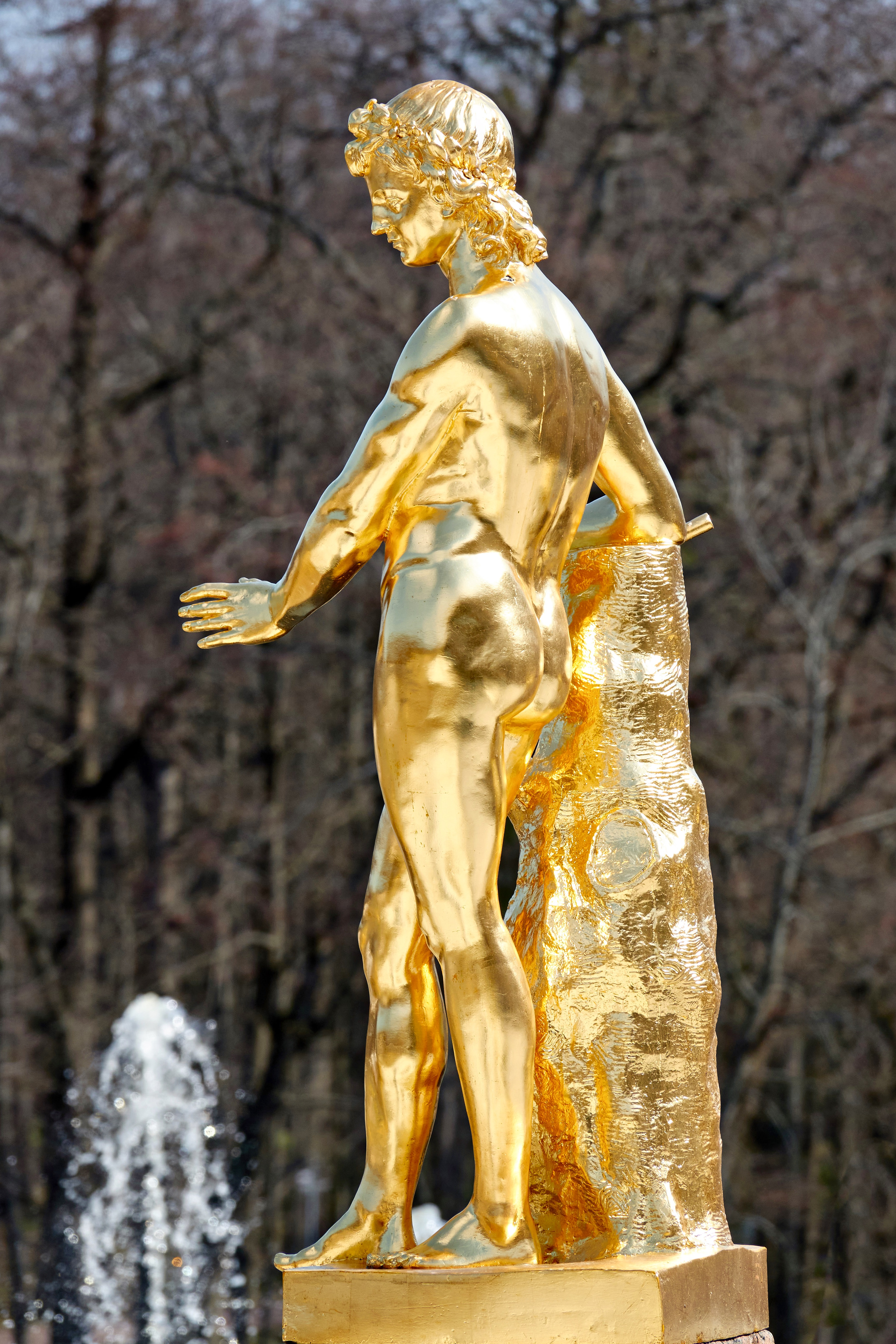
Акид
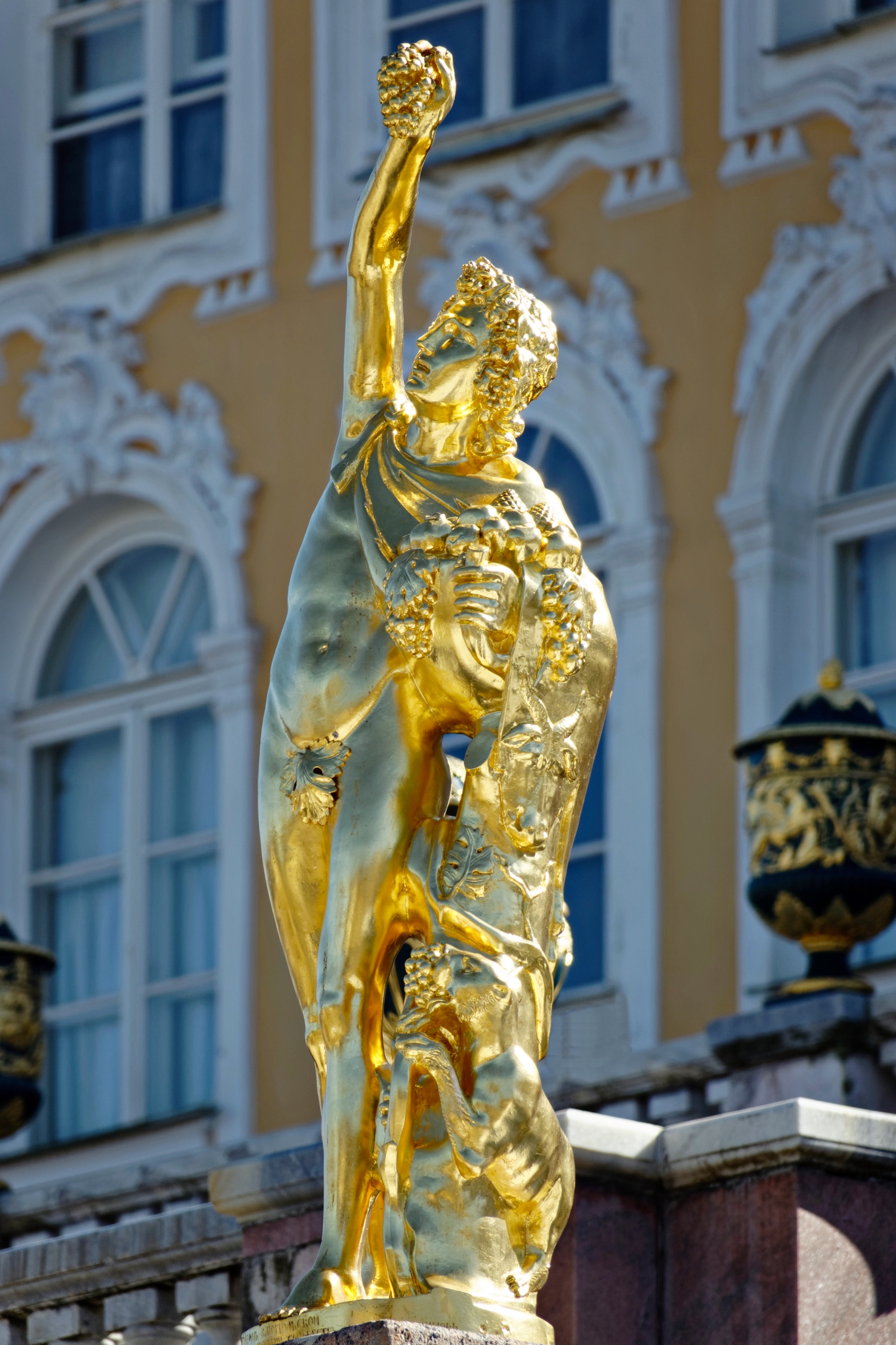
Фавн
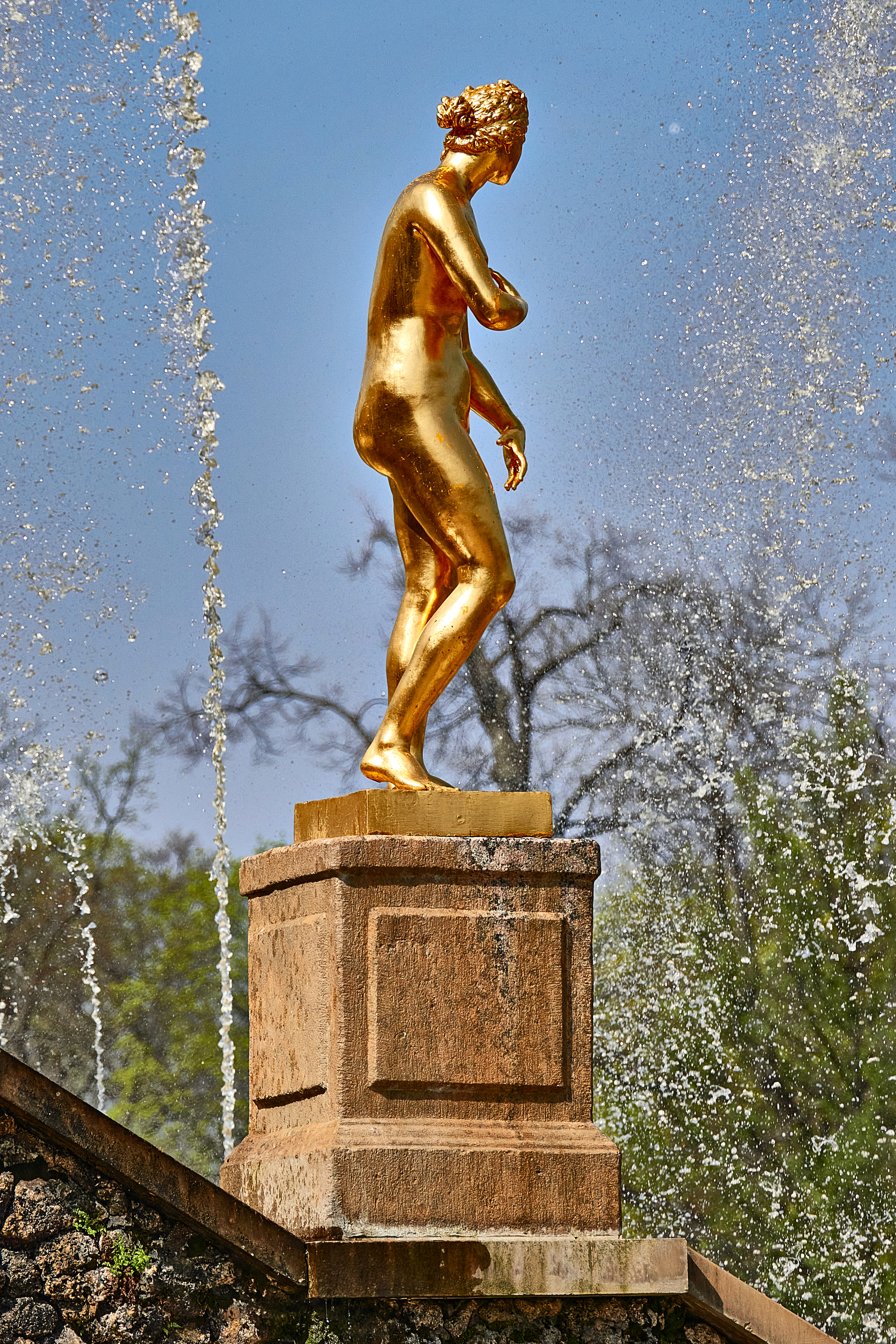
Венера Медицейская
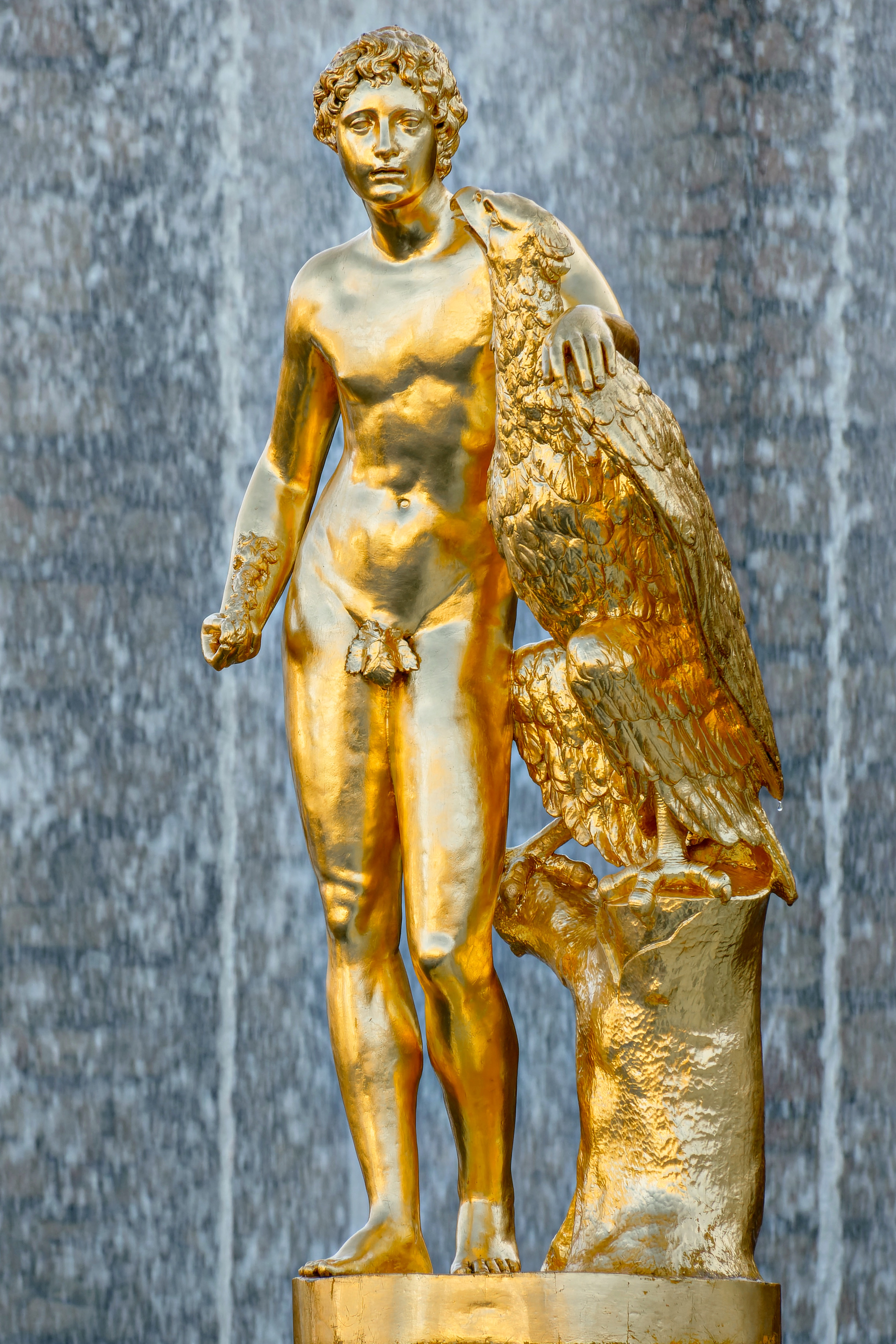
Ганимед

#### Западная каскадная лестница. Западная сторона
На западной стороне западной каскадной лестницы стоят бронзовые позолоченные выполненные в 1800 году Юнона и Галатея (Ж.—Д. Рашетт, отливал В. П. Екимов), Меркурий Капитолийский (копия с утраченного греческого оригинала IV века до н. э. школы Праксителя, отливал В. П. Екимов), Актеон (И. П. Мартос, отливал В. П. Екимов), Дискобол (копия с утраченного греческого оригинала V века до н. э. работы Алкамена, отливал В. П. Екимов), Германик (1800 год, копия с римской мраморной скульптуры I века н. э. работы Клеомена, отливал В. П. Екимов) и Антиной (копия с греческой мраморной статуи I века до н. э, отливал В. П. Екимов).
«Дискобол», «Германик» и «Антиной» были укрыты во время войны в тайнике, остальные скульптуры были эвакуированы, возвращены на места в 1946 году.
Как и восточная сторона восточной лестницы, западная сторона западной украшена тремя видами фонтанных чаш. Статуи и чаши стоят на аналогичных восточной стороне пьедесталах.

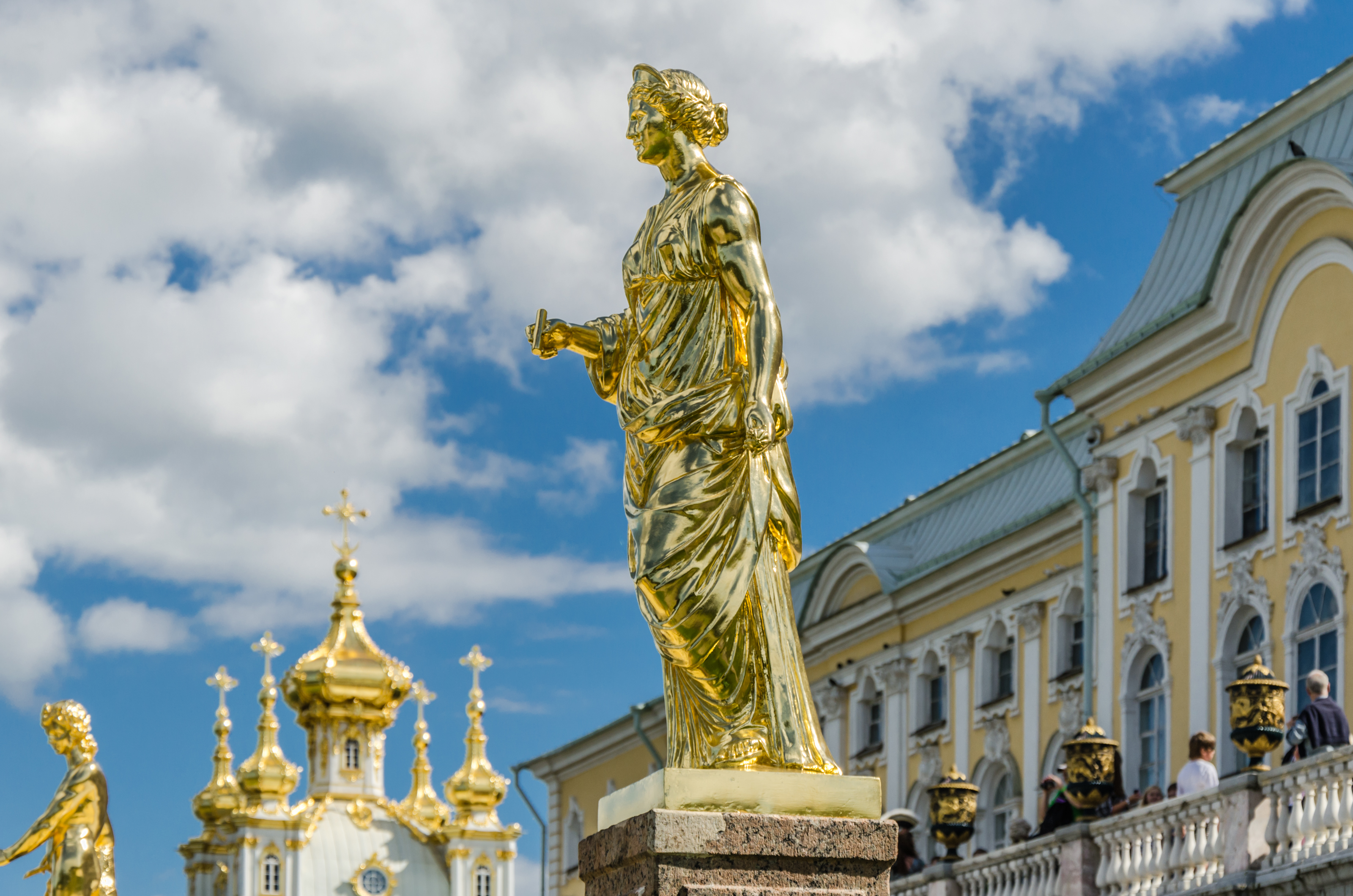
Юнона
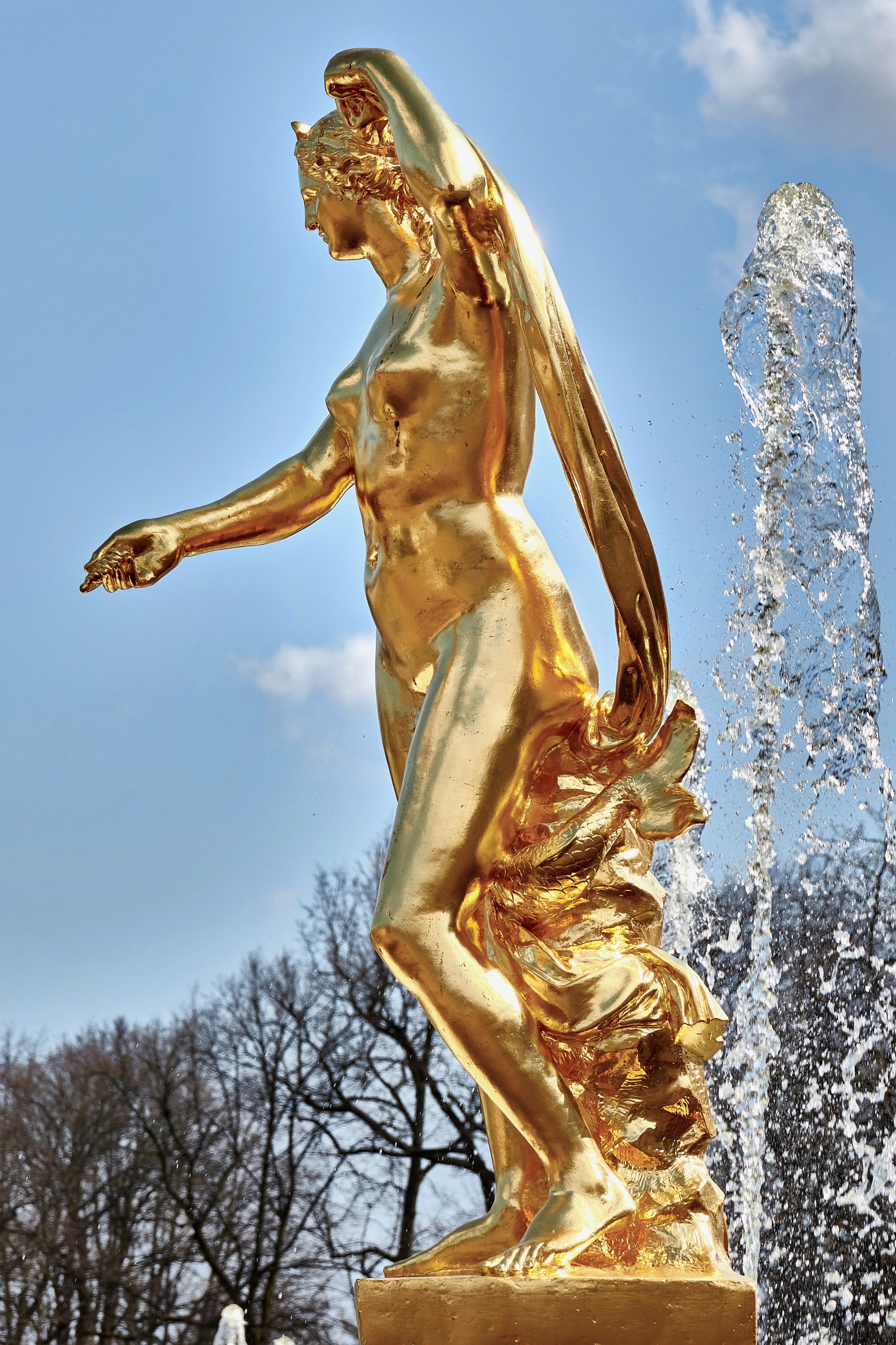
Галатея
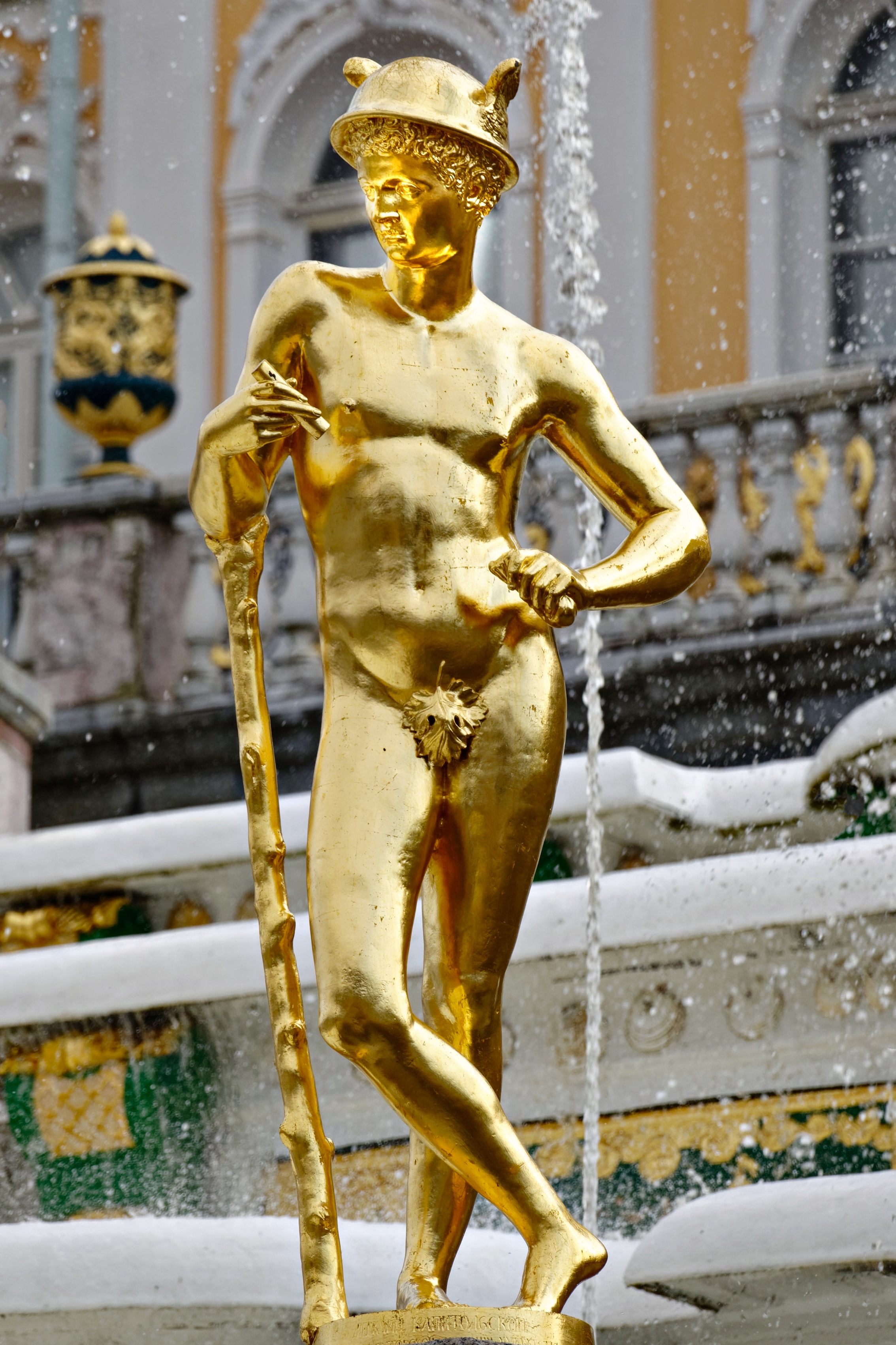
Меркурий Капитолийский
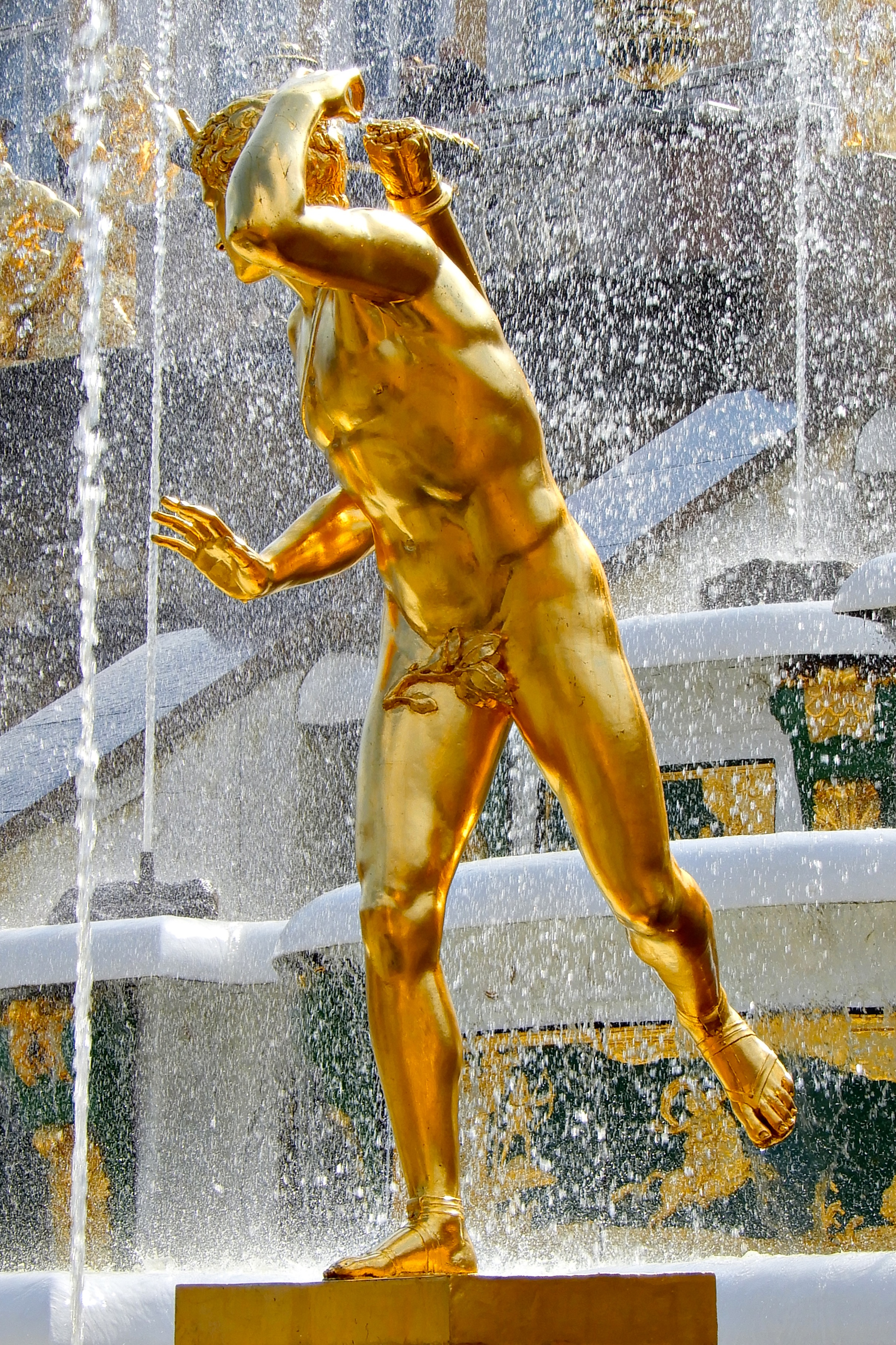
Актеон
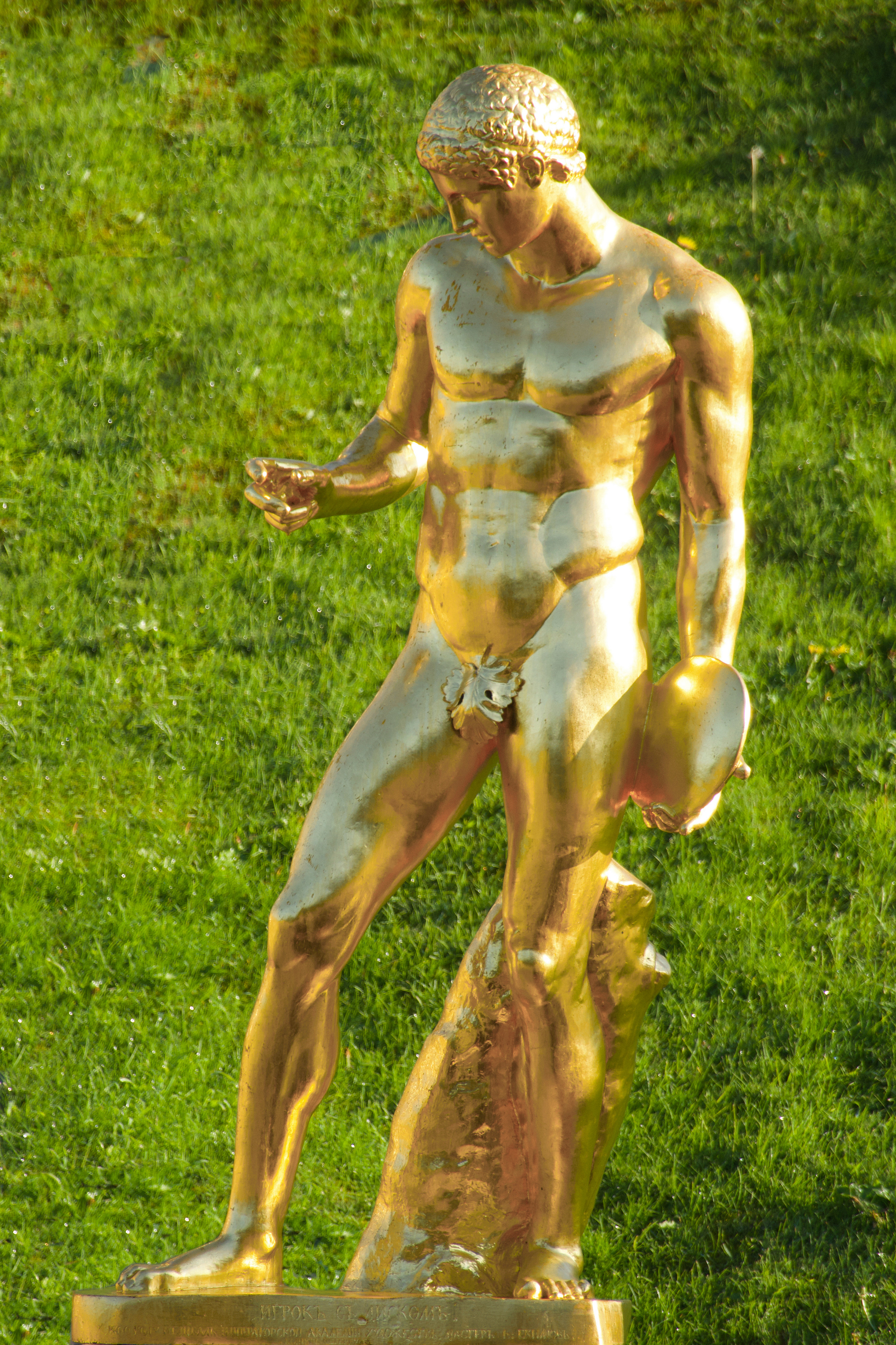
Дискобол
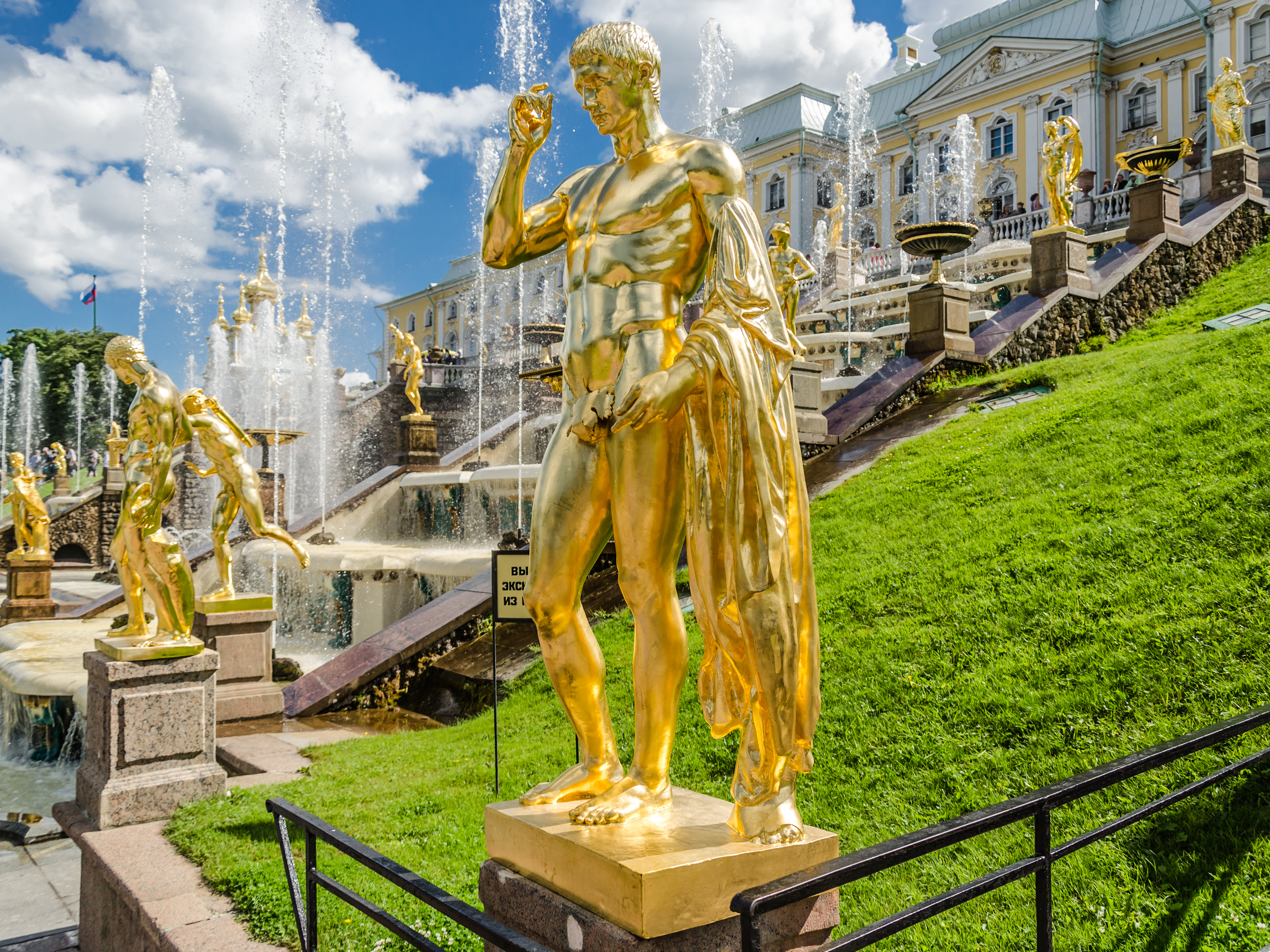
Германик
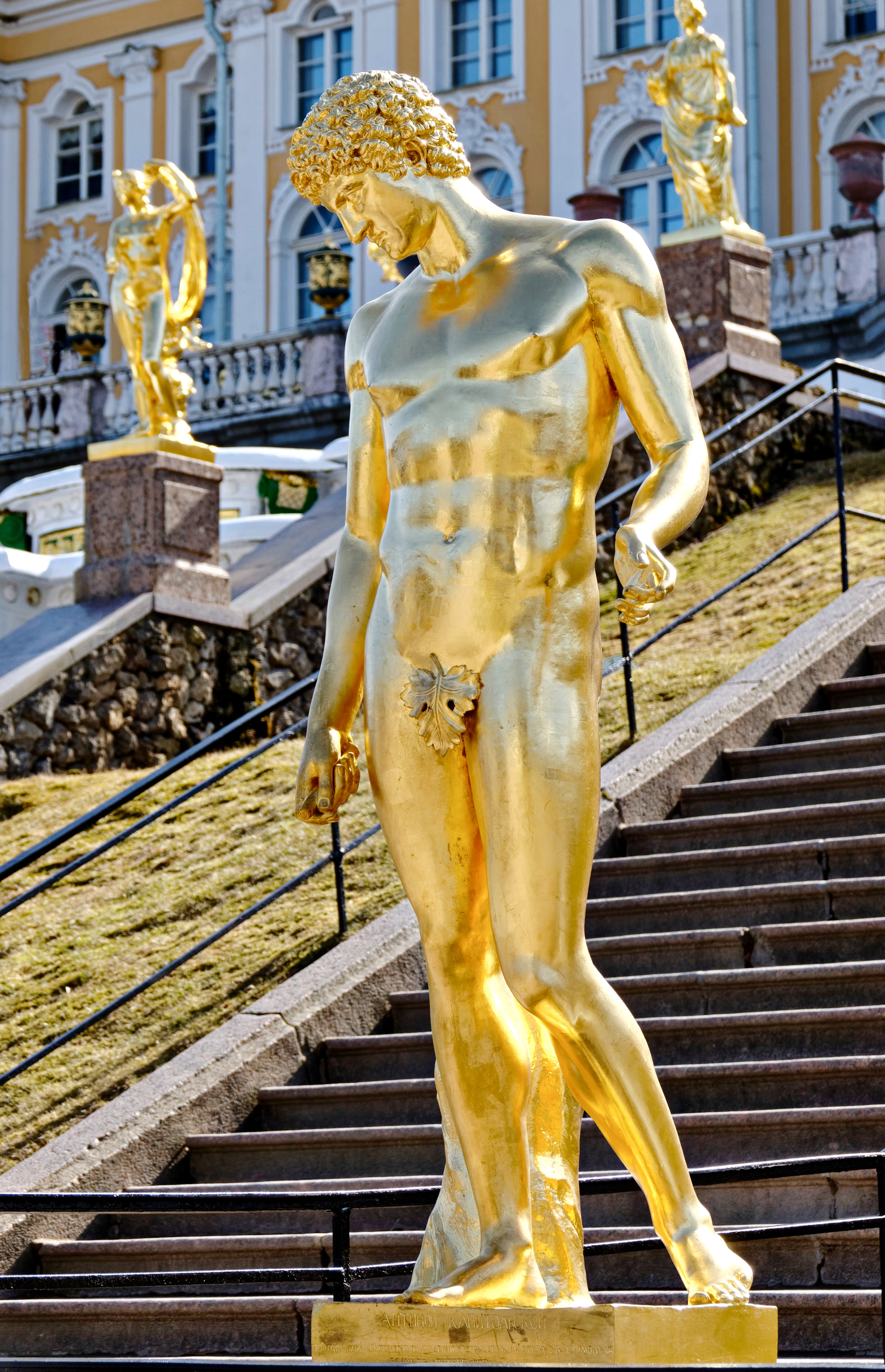
Антиной

#### Ступени Западной каскадной лестницы
Ступени западной каскадной лестницы украшены барельефами «Тритон, выносящий женщину из волн» (воссоздан В. В. Рубаник), «Диана и Актеон» (воссоздан Г. С. Столбовой), «Падение Фаэтона» (воссоздан С. Б. Велиховой), «Состязание в пении Аполлона и Марсия» (воссоздан Е. Г. Захаровым), «Нептун на морском берегу» (воссоздан Т. Ф. Линде, повторён дважды), «Нарцисс, превращенный в цветок» (воссоздан Л. А. Мессом, повторён трижды), «Похищение Деяниры кентавром Нессом» (воссоздан В. Ф. Богатырёвым, повторён дважды) и «Персей, спасающий Андромеду от морского чудовища» (воссоздан В. В. Гущина-Филимоновой). Также украшениями служат 42 кронштейна, изначально свинцовые и отлитые при восстановлении в бронзе. Воссозданы по модели Н. Санглера и установлены на каскаде в 1947 году.

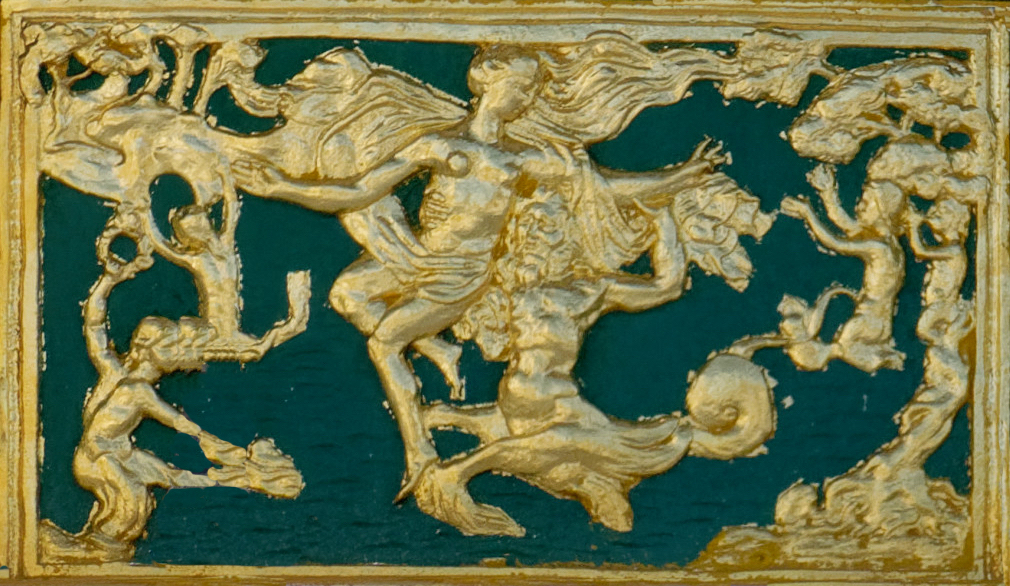
«Тритон, выносящий женщину из волн»
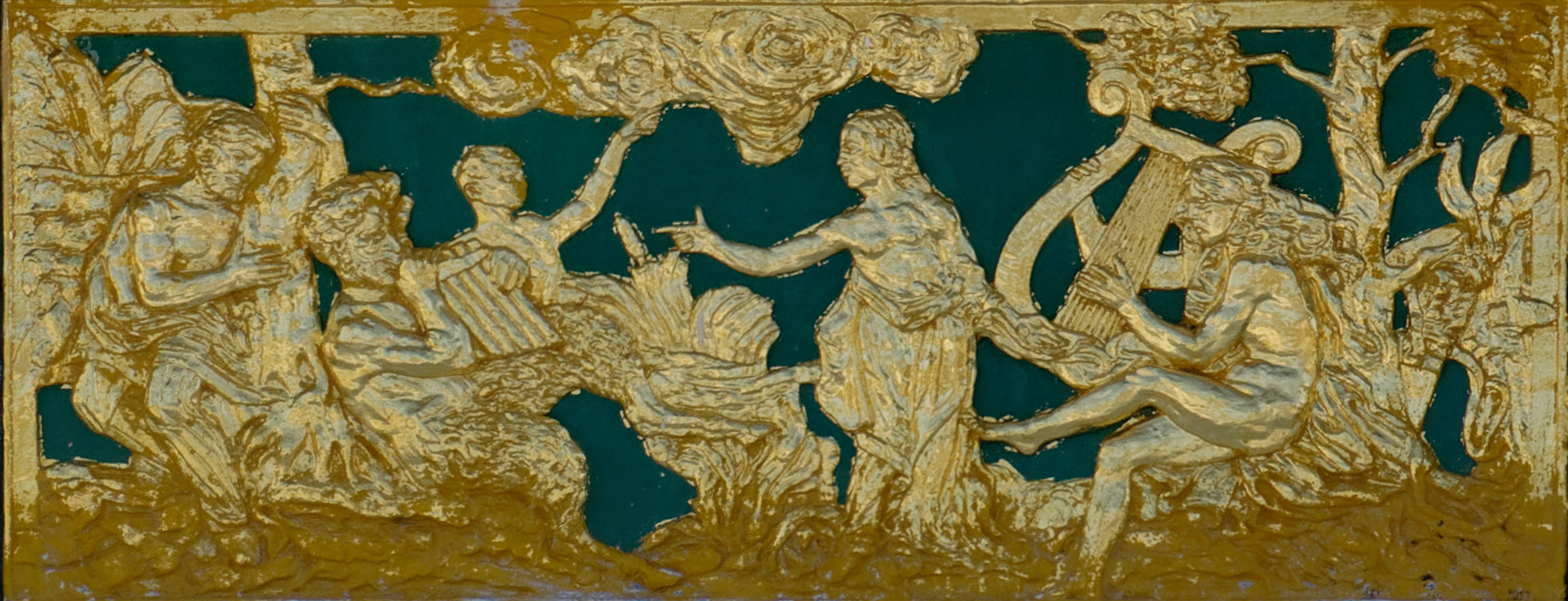
«Состязание Аполлона и Марсия»
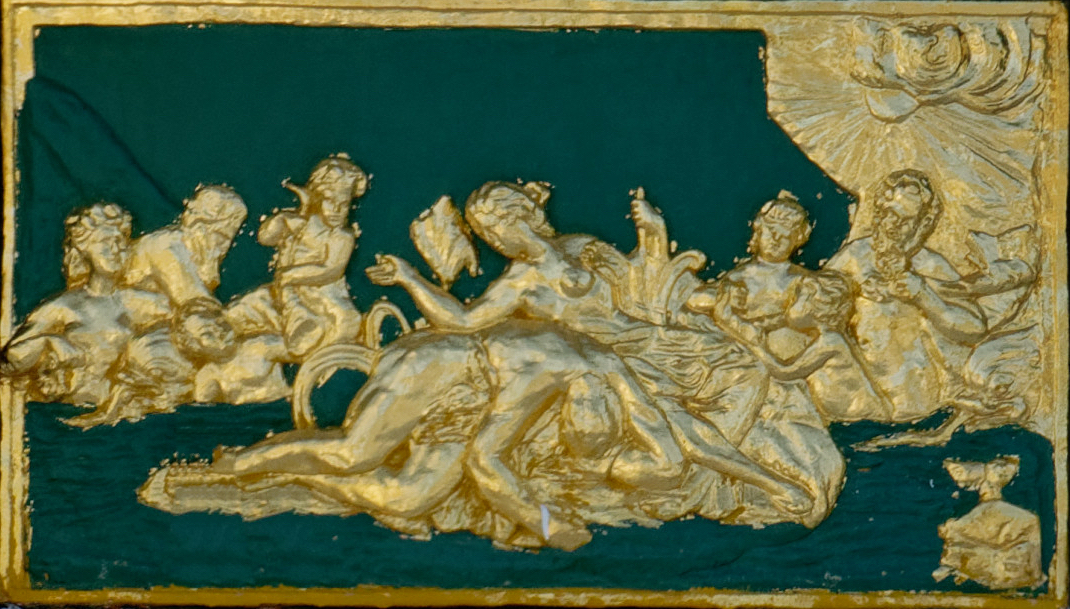
«Падение Фаэтона»
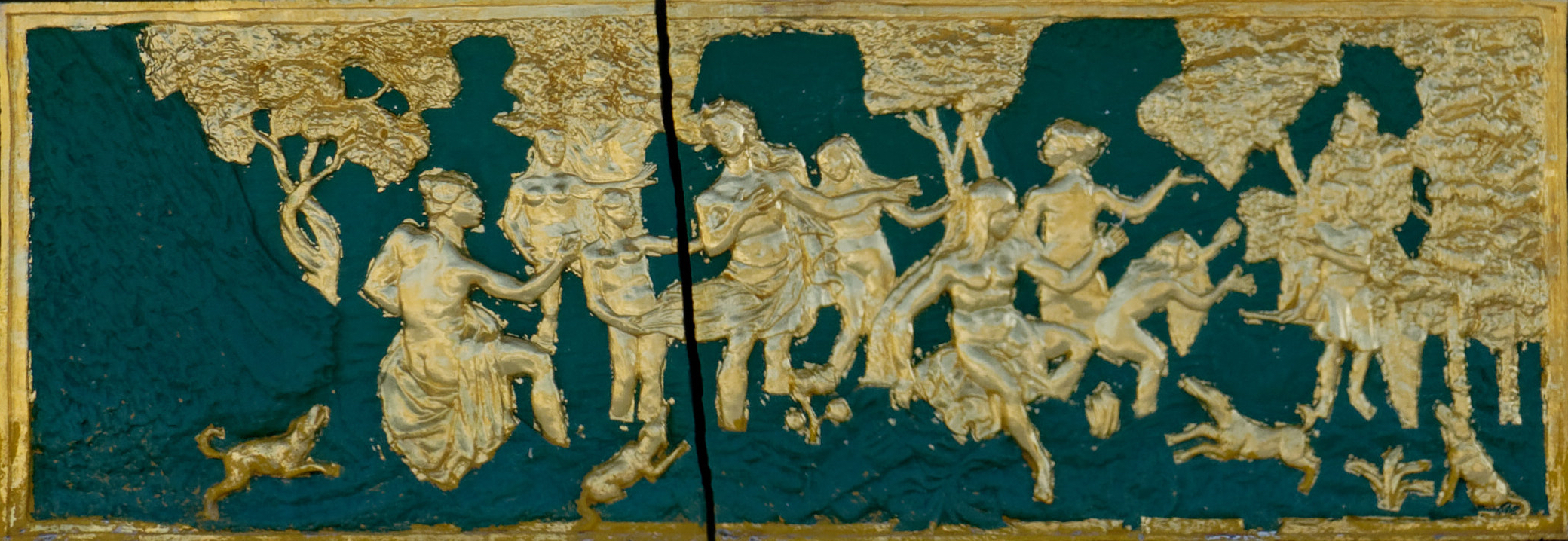
«Диана и Актеон»
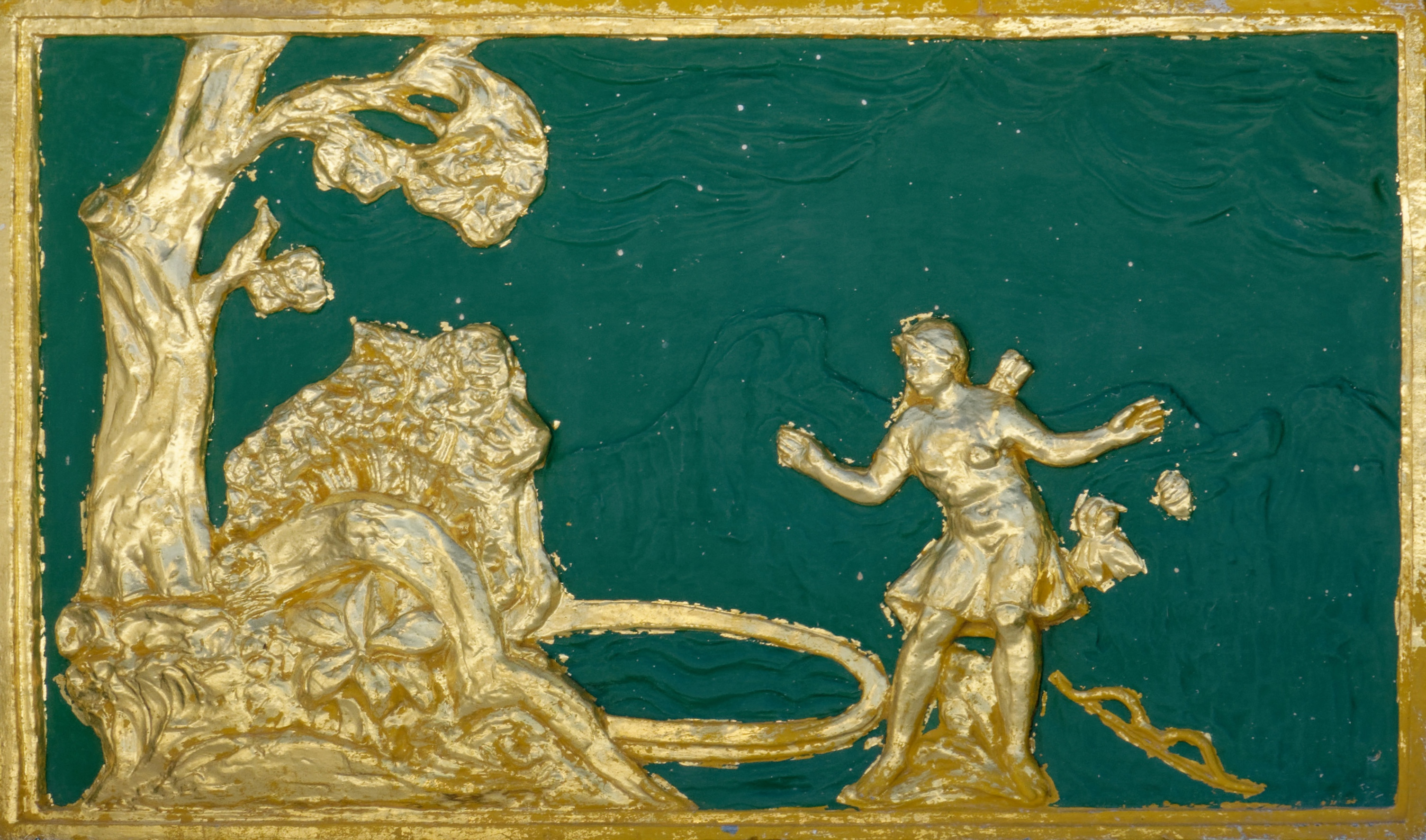
«Нарцисс, смотрящий в своё изображение»

#### Верхняя балюстрада каскада (перед Большим дворцом)

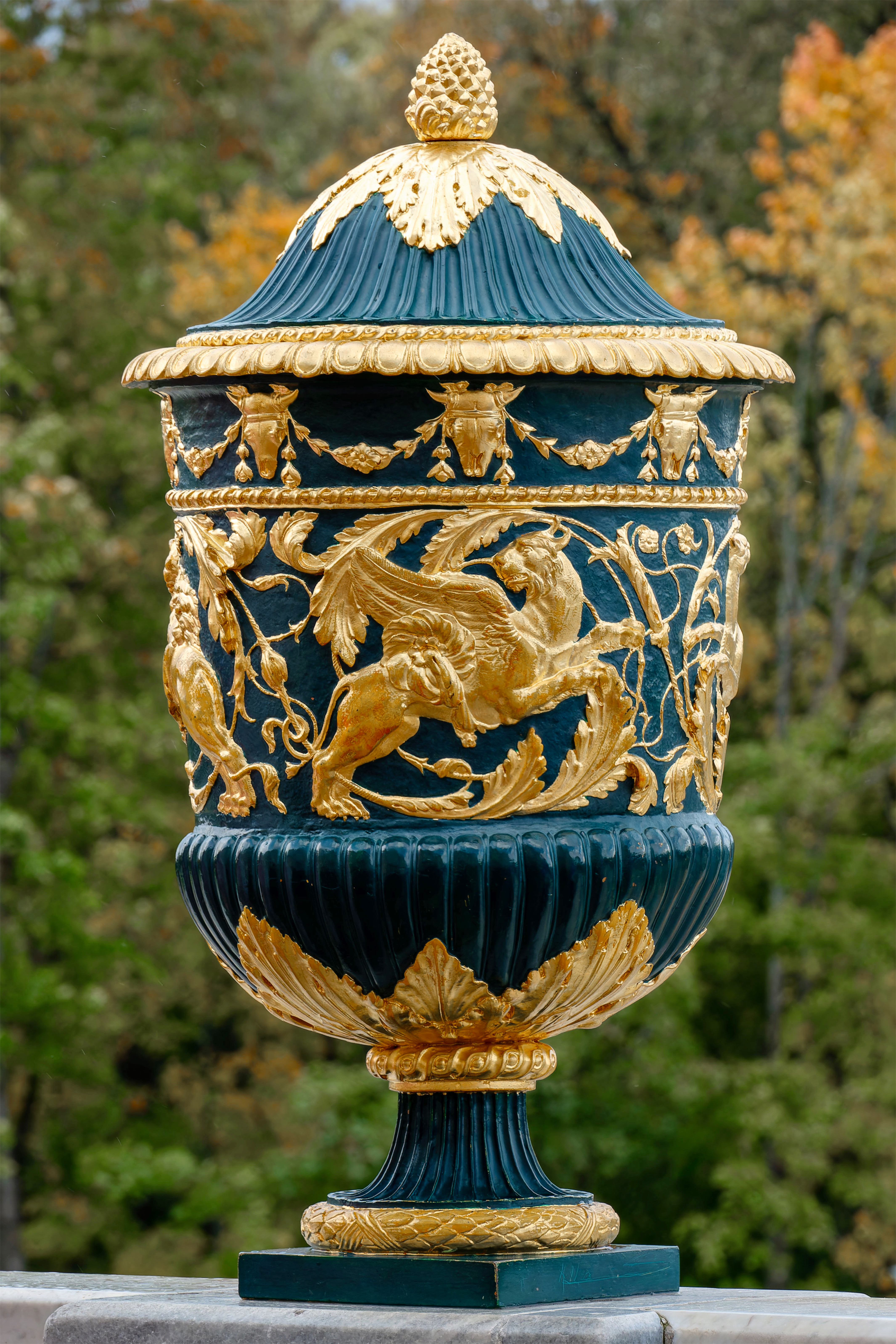

Балюстрада украшена шестью бронзовыми с маслом и позолотой вазами. Четыре из них сделаны в 1800—1803 годах по рисунку
А. Н. Воронихина с античного оригинала I века н. э. Вазы украшены рельефами с растительным орнаментом, букраниями, фигурами льва, грифонов и барса. Во время войны одна из ваз была эвакуирована, три сохранились в укрытии, возвращены на места в 1946 году. Ещё две были воссозданы в 1995 году на варшавском бронзолитейном предприятии «Арт-Браз».

#### Верхняя терраса каскада
К скульптурам верхней террасы относятся фонтанные маскароны «Нептун» и «Вакх», воссозданные по модели В. Н. Соколова и установленные в 1947 году. Вода из маскаронов льётся на мраморные чаши 1715—1723 годов, остававшихся на месте во время войны и отреставрированных в 1946—1947 годах.
В двух нишах Верхней террасы стоят парные бюсты «Весна» и «Зима», сделанные из искусственного мрамора на цементной основе Л. И. Дубровским и Е. Л. Британишским с мраморных оригиналов. Оригиналы бюстов с 1982 года были перенесены в Большой грот. Согласно Н. И. Архипову и А. Г. Раскину, бюсты поступили из Рима в 1720 году, отправленные П. А. Толстым, но по данным С. О. Андросова, они входят в список статуй, заказанных Петром I через С. Л. Рагузинского у П. Баратта и привезённых из Венеции на фрегате «Джон Джудит» в 1717 году. Предположительно «Осень» перенесли в Летний сад ещё во второй половине XVIII века и установили вместо него «Сивиллу» Б. Модоло.
В любом случае ещё два бюста, расположенных в нишах, были утрачены во время войны. Взамен них в 1946 году были установлены в ниши парные бюсты, женский и мужской, первоначально украшавшие балюстраду террасы Большого Меншиковского дворца в Ораниенбауме, а с 1926 года стоявшие у памятника Петру I (женский) и в Китайском садике (мужской). Несмотря на то, что бюсты были в укрытии, они были повреждены в войну и отреставрированы после неё. В 1982 году ЛСУ «Росмонументискусство» выполнило копии из искусственного мрамора, после чего оригиналы были перемещены внутрь Большого грота.
Пьедесталы для бюстов из известняка в форме четырёхгранной сужающейся кверху балясины, с вогнутыми гранями, профилированными цоколем и карнизом создал австриец Иоганн Антони Цвенгоф. Послевоенную реставрацию проводили В. М. Самарин, Г. И. Лидин, Д. В. Ильин и З. Е. Корольков.
Фонтанную группу «Тритоны», изначально созданную в 1801 году И. П. Прокофьевым, воссоздали по модели Н. В. Дыдыкина в 1948—1949 годах.
Балюстрада также украшена двумя типами ваз. Вазы одного типа — кратеры с золочёным декором, их ручки выполнены в виде сдвоенных лебединых голов и сверху оканчиваются двусторонними вакхическими гермами. Шейка вазы украшена букраниями и плодовыми гирляндами, на ней изображены древнеримские сосуды для торжественных жертвоприношений: чаша, кувшин, циста и футляр с ритуальными ножами. Вазы скопированы с мраморного римского оригинала II века н. э.. Две вазы отлиты В. П. Екимовым и Э. Гастклу в 1800—1803 годах по рисунку и модели модели А. Н. Воронихина, ещё две воссозданы по рисунку А. Н. Воронихина и модели М. И. Козловского в 1995 году на предприятии «Арт-Браз».
Второй тип ваз — амфоры с золочёным декором, изначально отлитые в 1800 году Э. Гастклу по рисунку А. Н. Воронихина. Одна из ваз частично сохранилась во время войны в эвакуации, были утрачены отдельные детали. Воссоздание деталей произвёл в 1994 году Э. П. Масленников, на следующий год ваза была установлена на место вместе с ещё тремя, созданными «Арт-Браз» по её образцу.

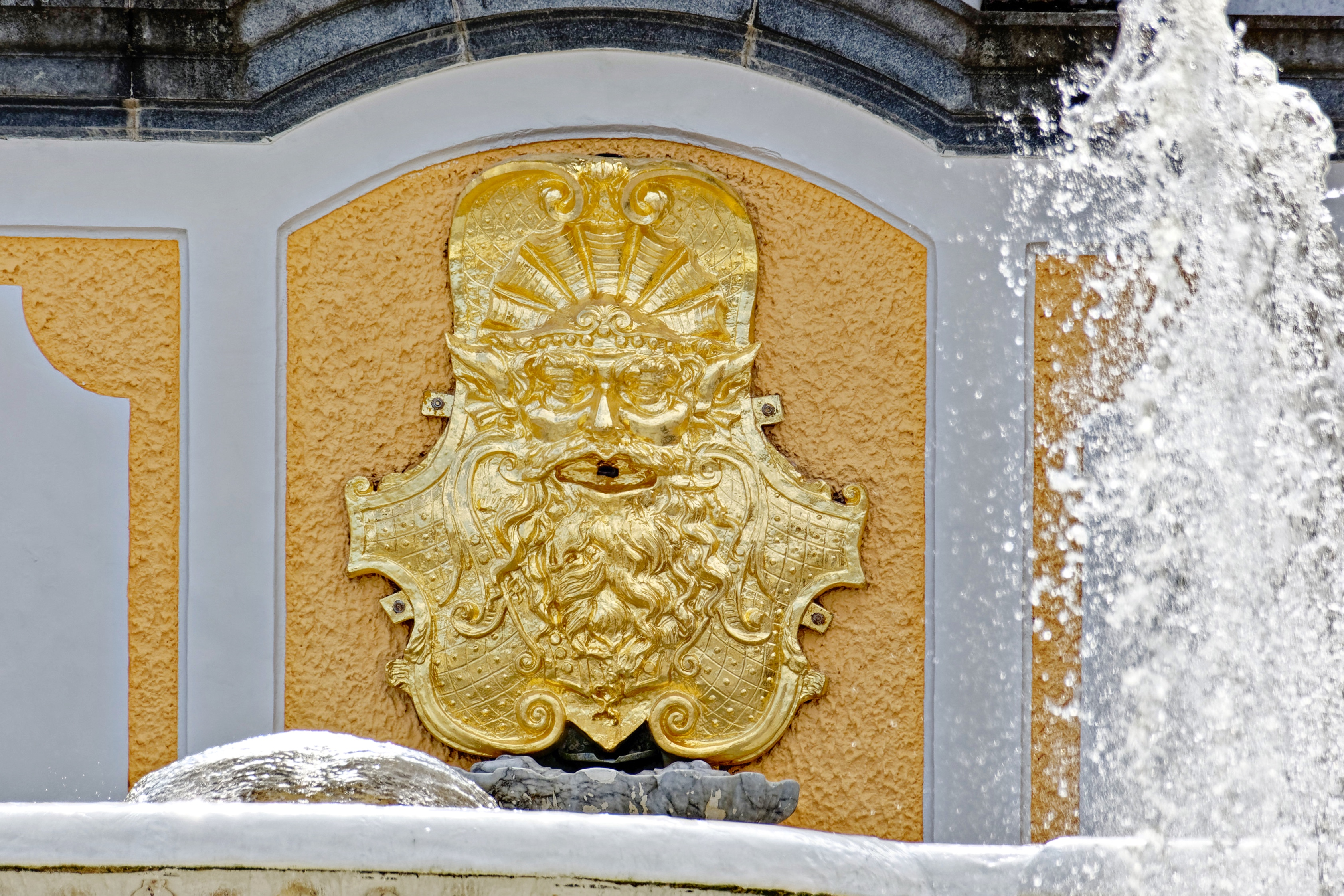
Нептун
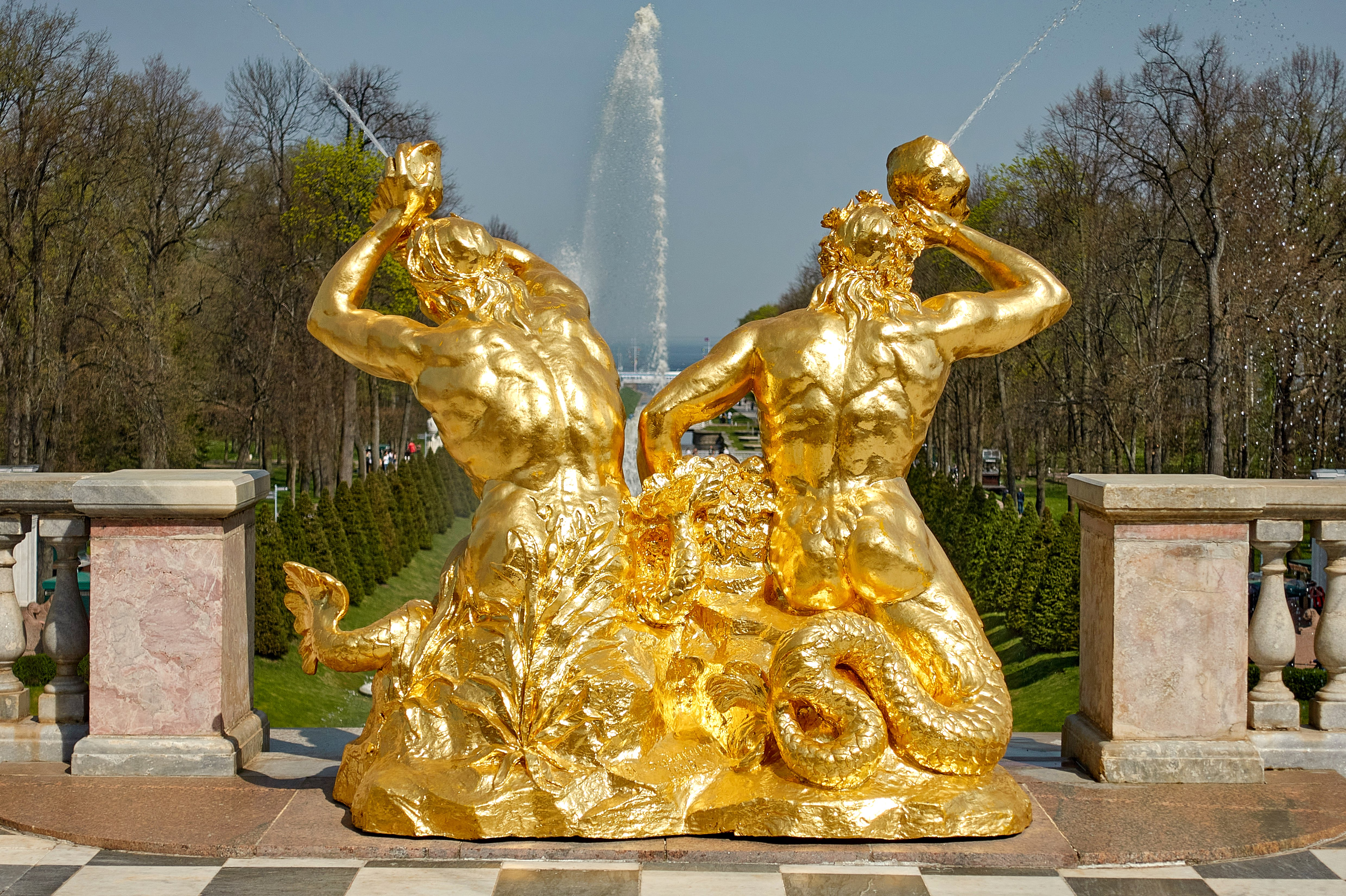
Тритоны
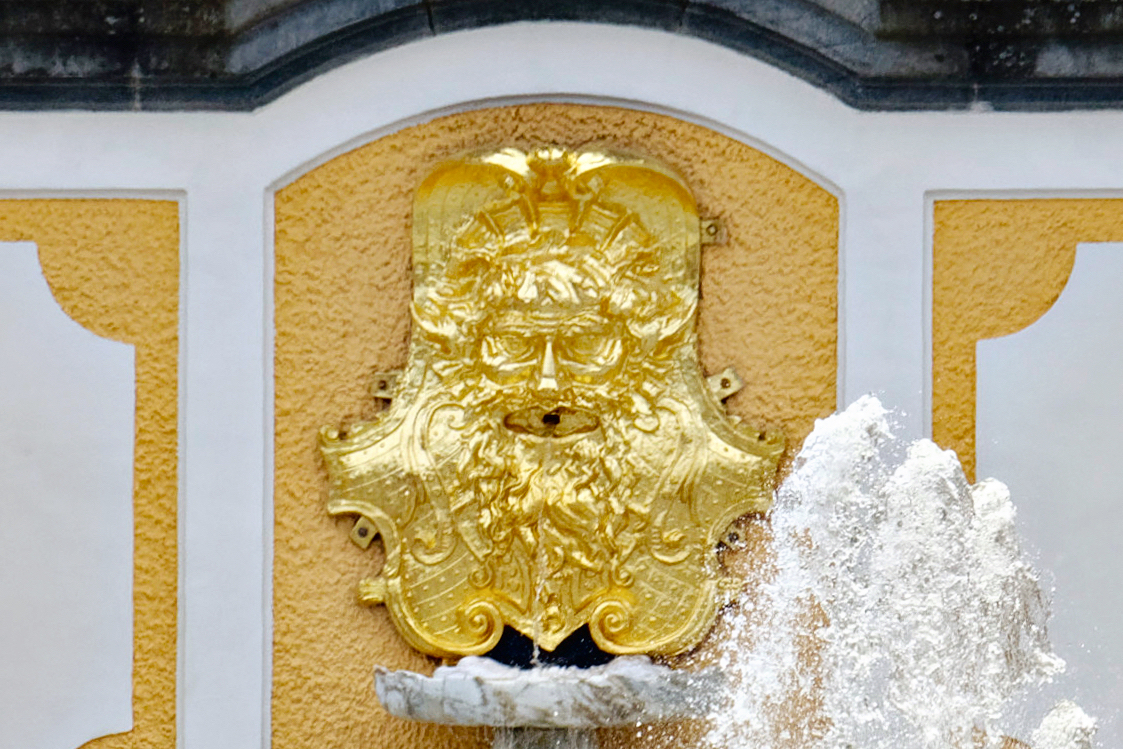
Вакх
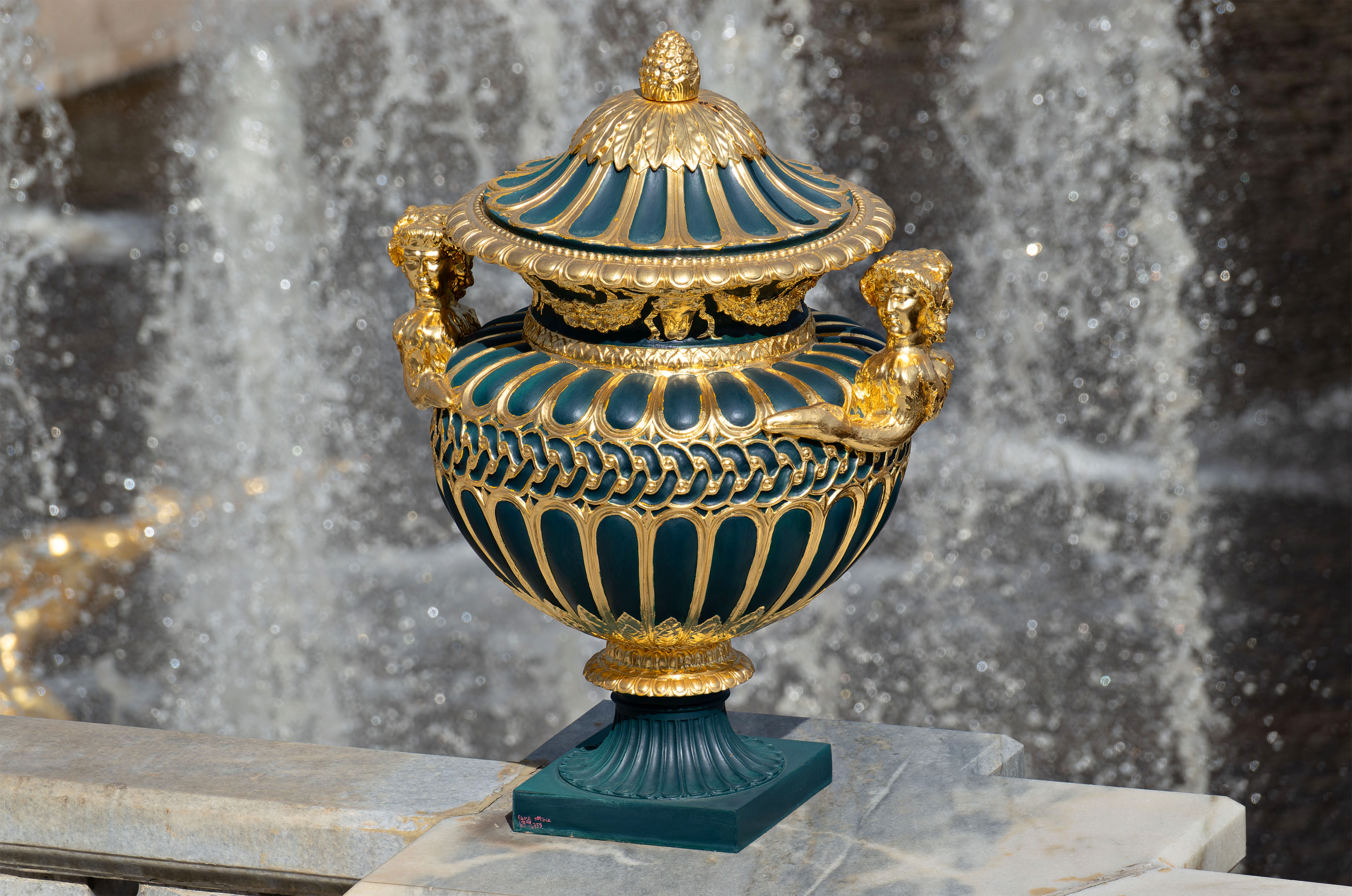
Вазы-кратеры
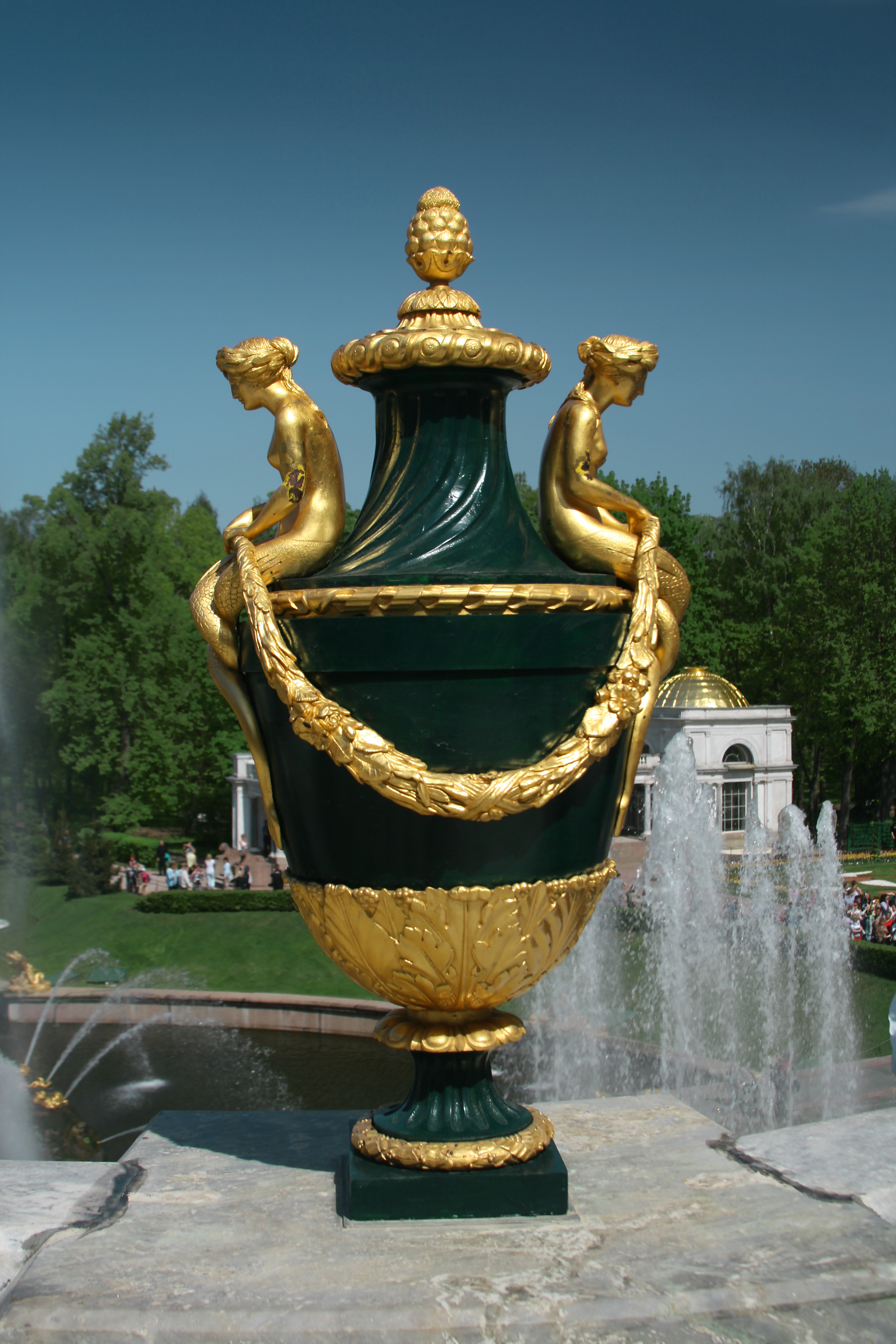
Вазы-амфоры

#### Нижняя терраса каскада
На нижней террасе каскада установлены две вододействующие лягушки, восстановленные по модели А. Ф. Гунниус в 1948 году, и парные статуи «Бойцов Боргезе», отлитые Э. Гастклу в 1800 году по модели Ф. Г. Гордеева (вольная копия с утраченного оригинала школы Лисиппа). Все статуи сделаны из бронзы с позолотой.
Лягушки отсылают к мифу о Латоне, которую крестьяне не пускали к воде, за что богиня превратила этих людей в лягушек, и символизируют то, как Швеция не пускала Росиию к Балтийскому морю. Змеи гладиаторов символизировали измену, с которой сталкивался Пётр I, а их потушенные факелы — символ конца войны.

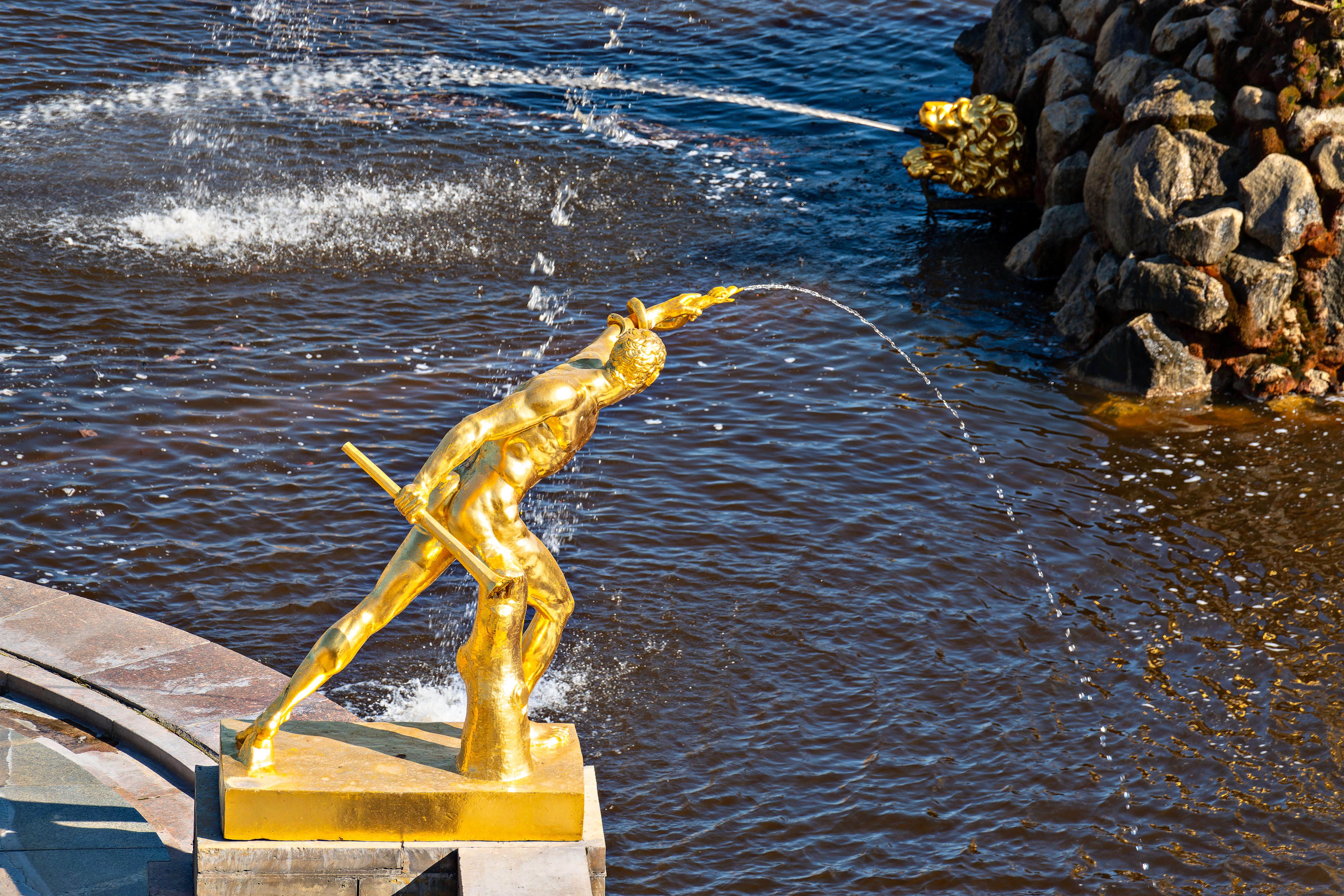
«Боец Боргезе»
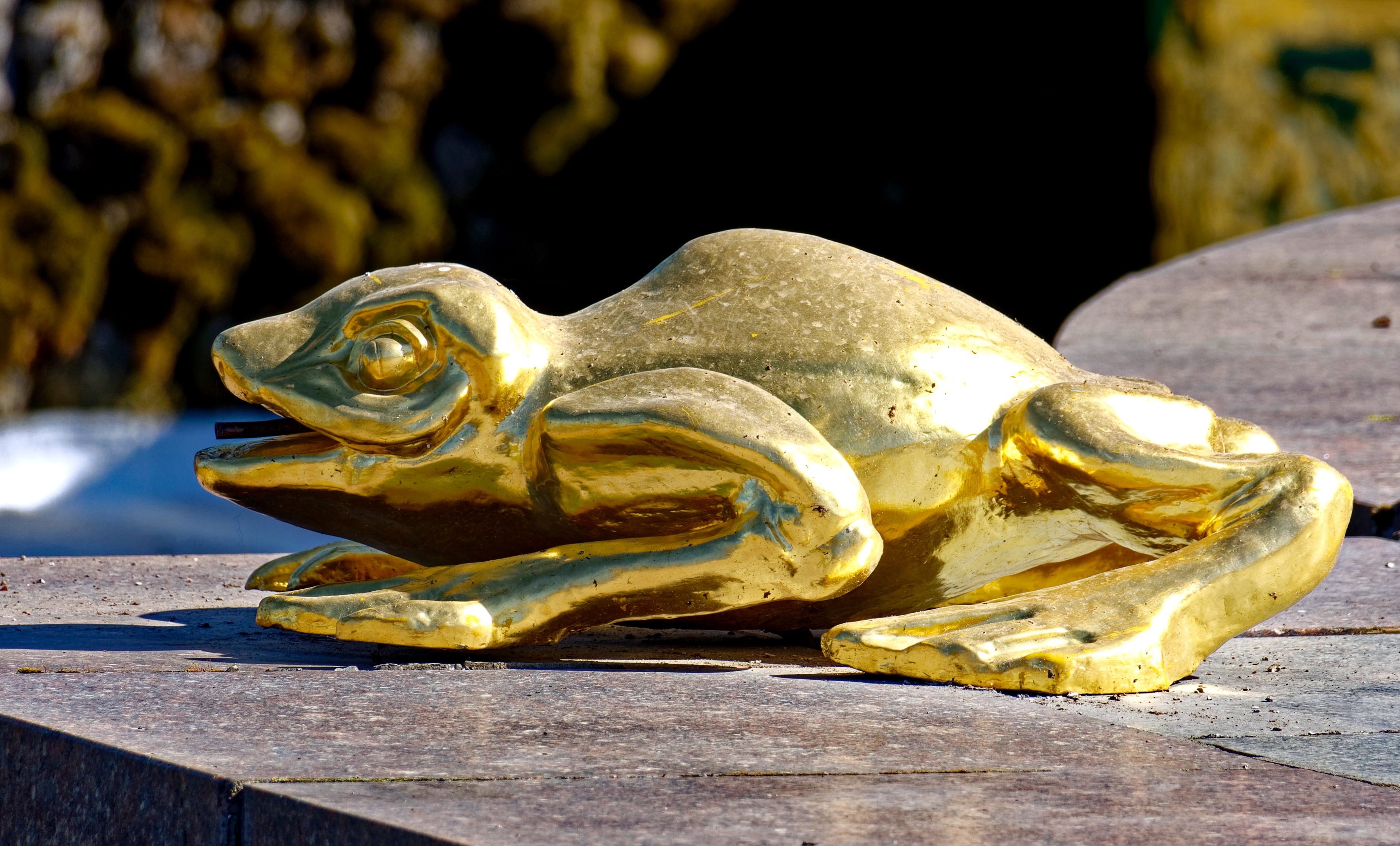
Лягушка

#### Нижний (Большой) грот каскада
В Большом гроте установлены мужской и женский бюсты, а также бюсты «Весна» и «Лето», перенесённые с Верхней террасы каскада. Кроме того, в гроте стоят медные позолоченные гальванопластические скульптуры 1857 года «Пан и Олимпий» (копия с античного оригинала), «Венера Каллипига» (копия с греческой мраморной скульптуры III века до н. э.), «Фавн Барберини» (копия с греческого мраморного оригинала II века до н. э.), «Вакх» («Фавн Капитолийский», копия с греческой мраморной скульптуры II века до н. э.) и «Амур и Психея». Все гальванопластические скульптуры во время войны хранились в тайнике, были извлечены в 1946 году и установлены на место в 1952 году.
Изначально над входом в Нижний грот было пять свинцовых маскаронов, созданных по рисунку Николо Микетти в 1723 году. В 1860 году три маскарона заменили по образцу маскаронов Львиного каскада, то есть по рисунку А. И. Штакеншнейдера. Все маскароны были утрачены во время Великой Отечественной войны, восстановлены по модели Е. Г. Захарова на ленинградской формовочной фабрике «Ленизо» и установлены в 1947 году.

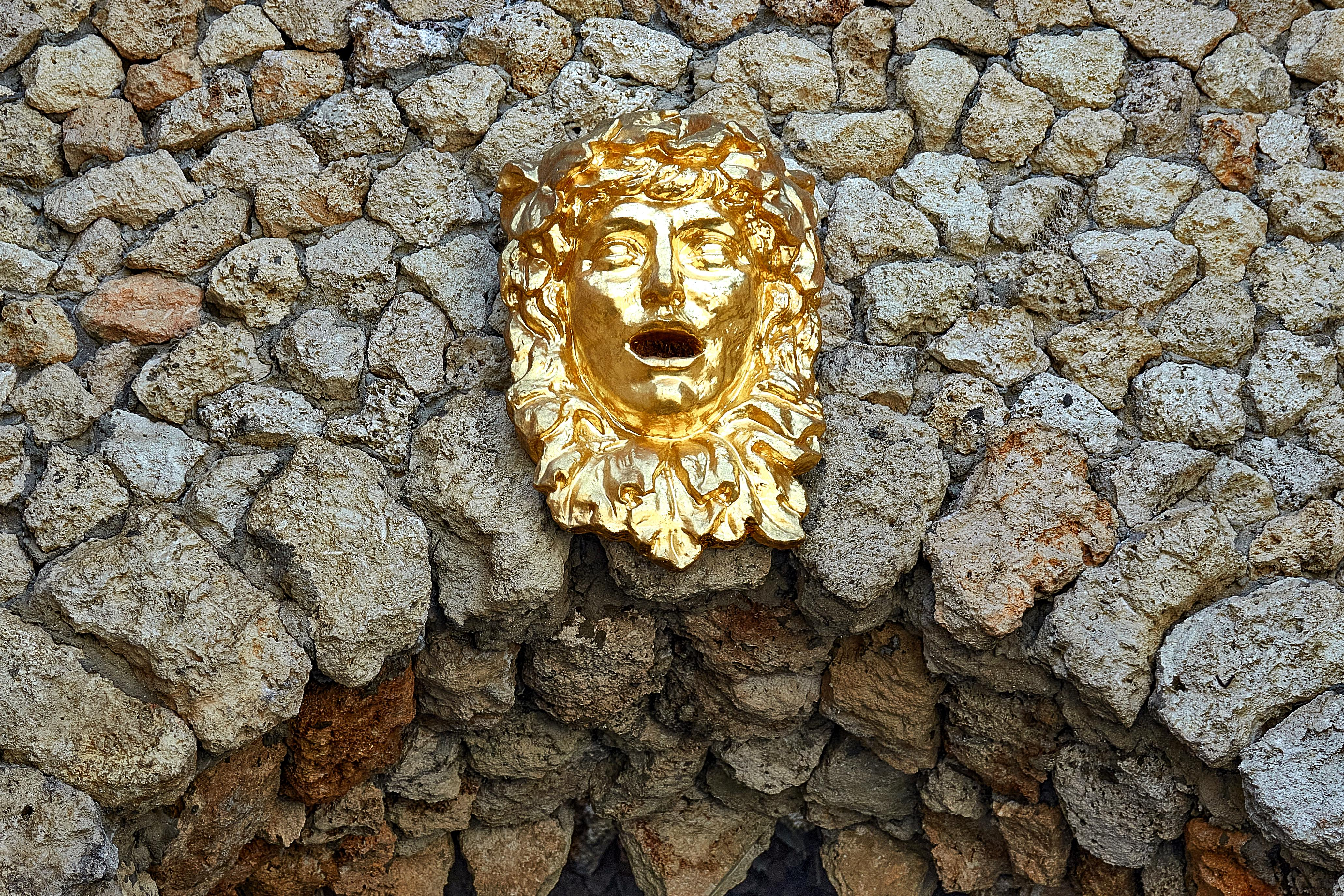
Маскарон над боковой аркой по рисунку  Н. Микетти
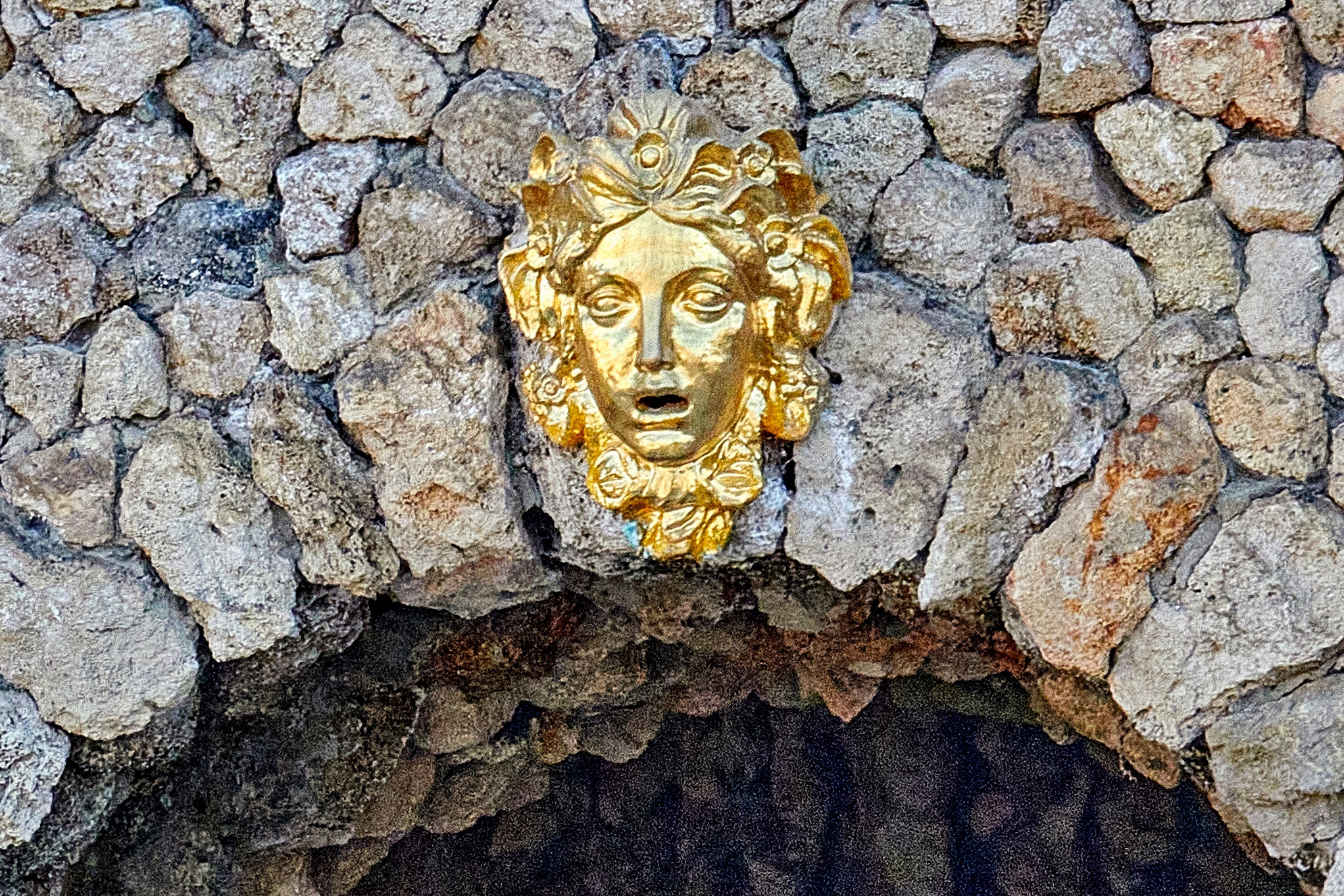
Маскарон над средней аркой по рисунку А. И. Штакеншнейдера
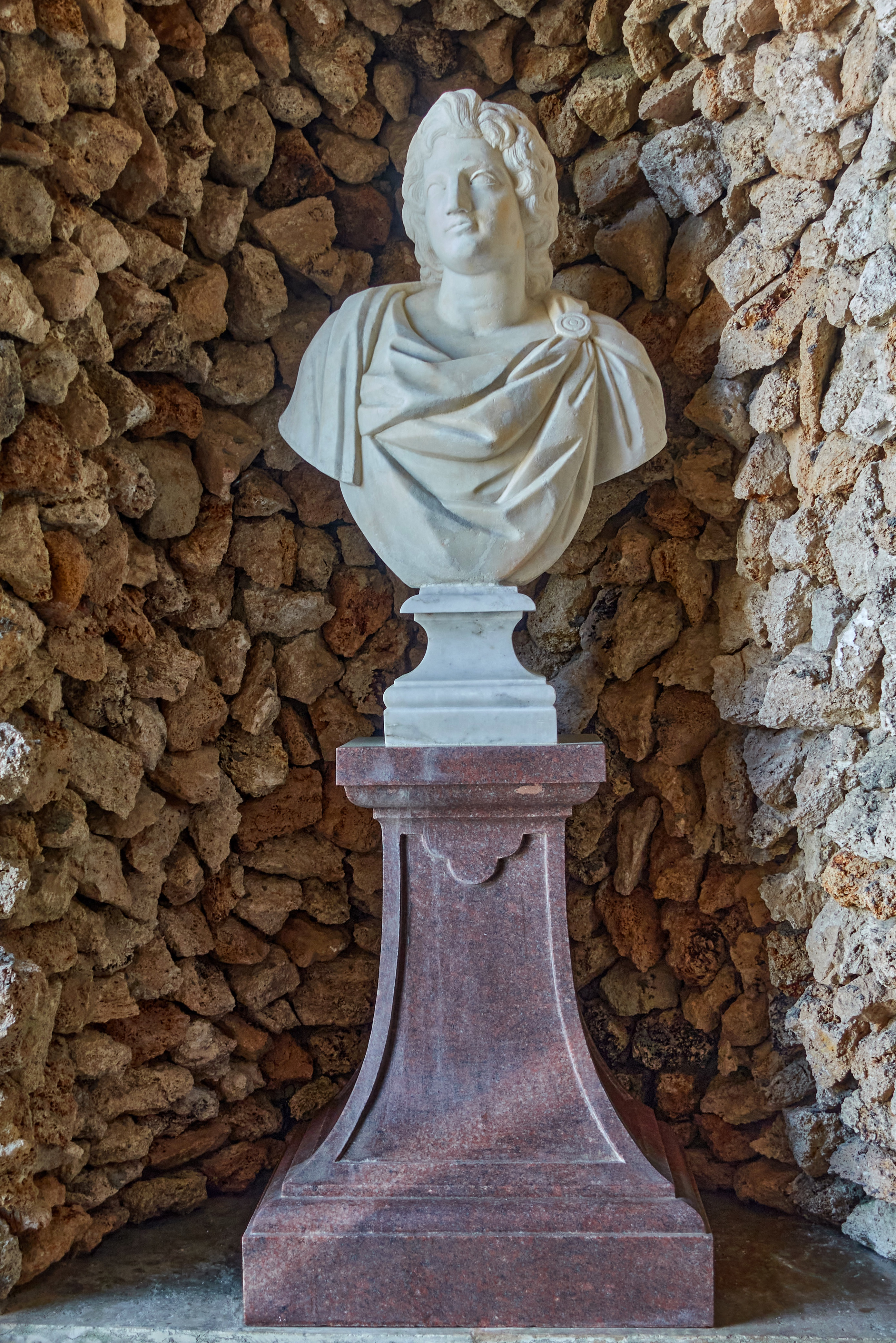
Мужской бюст
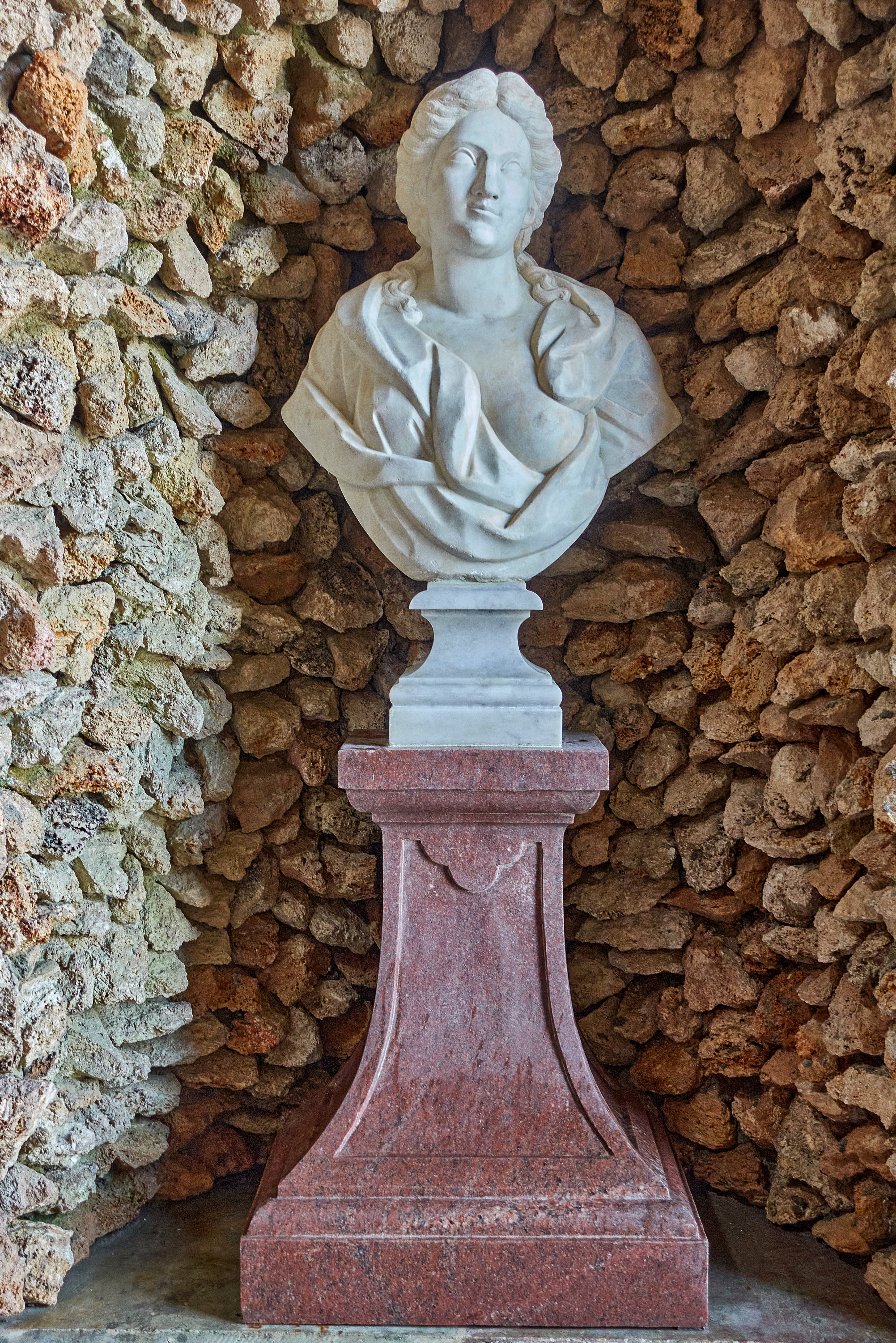
Женский бюст
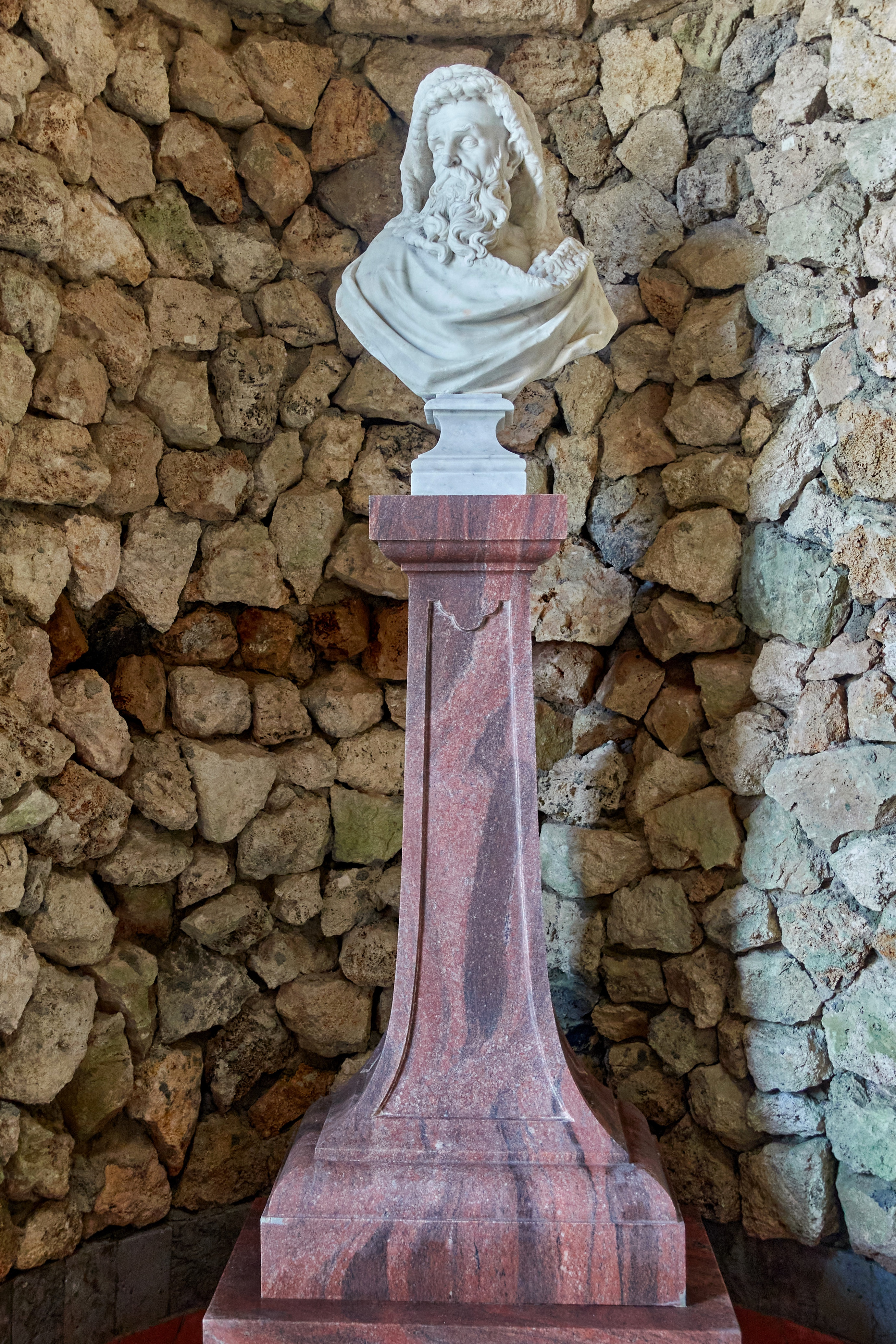
«Зима»
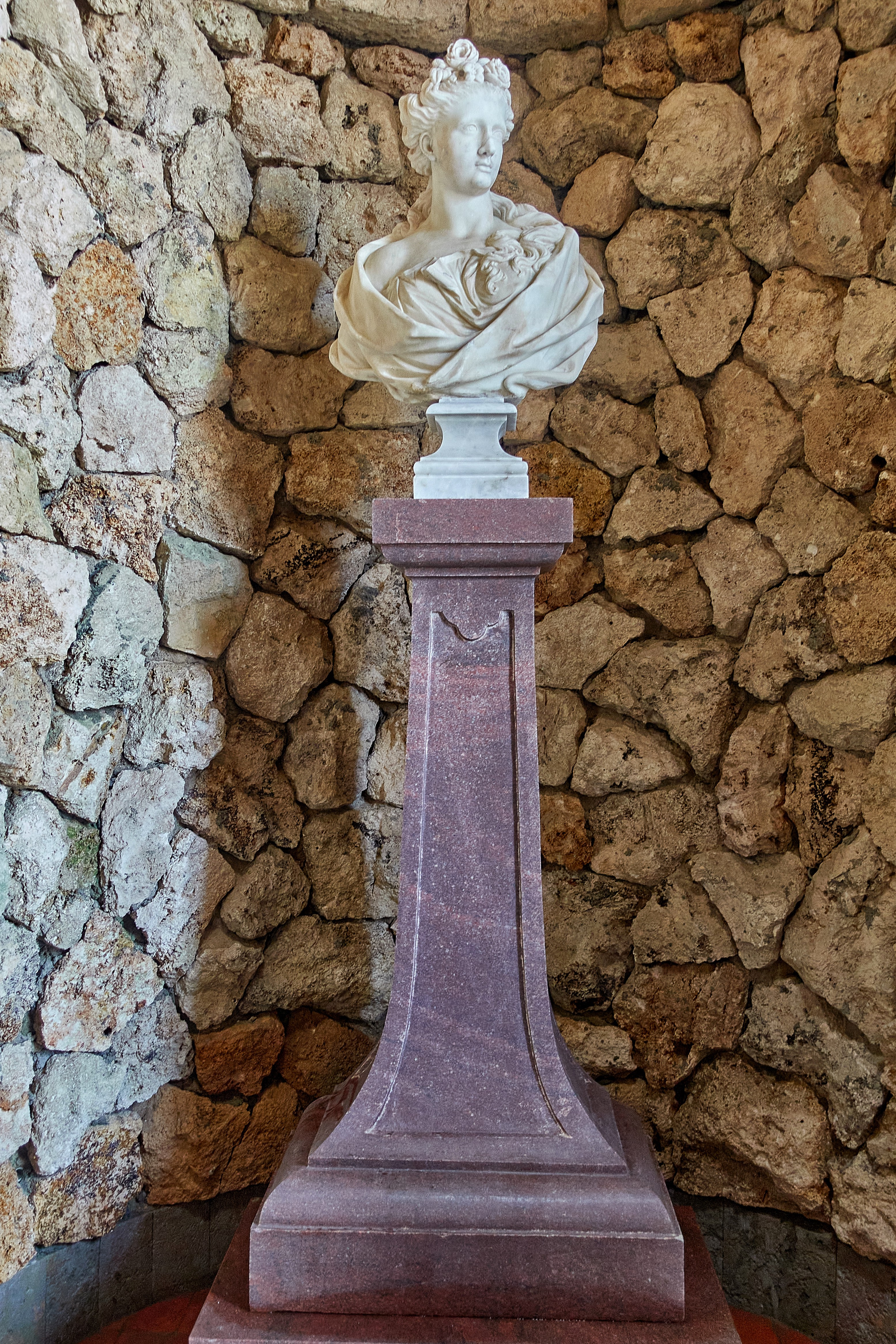
«Весна»
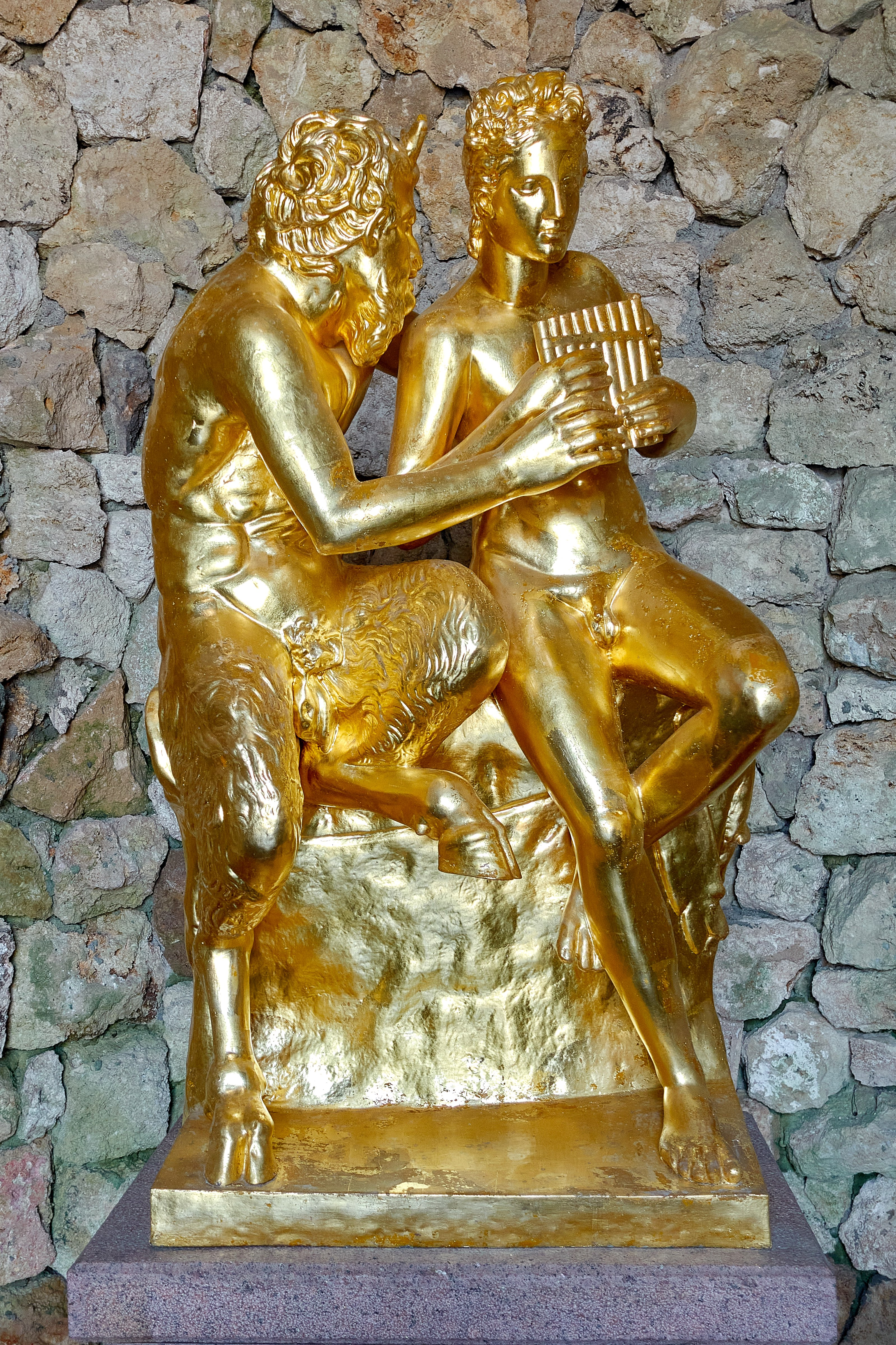
«Пан и Олимпий»
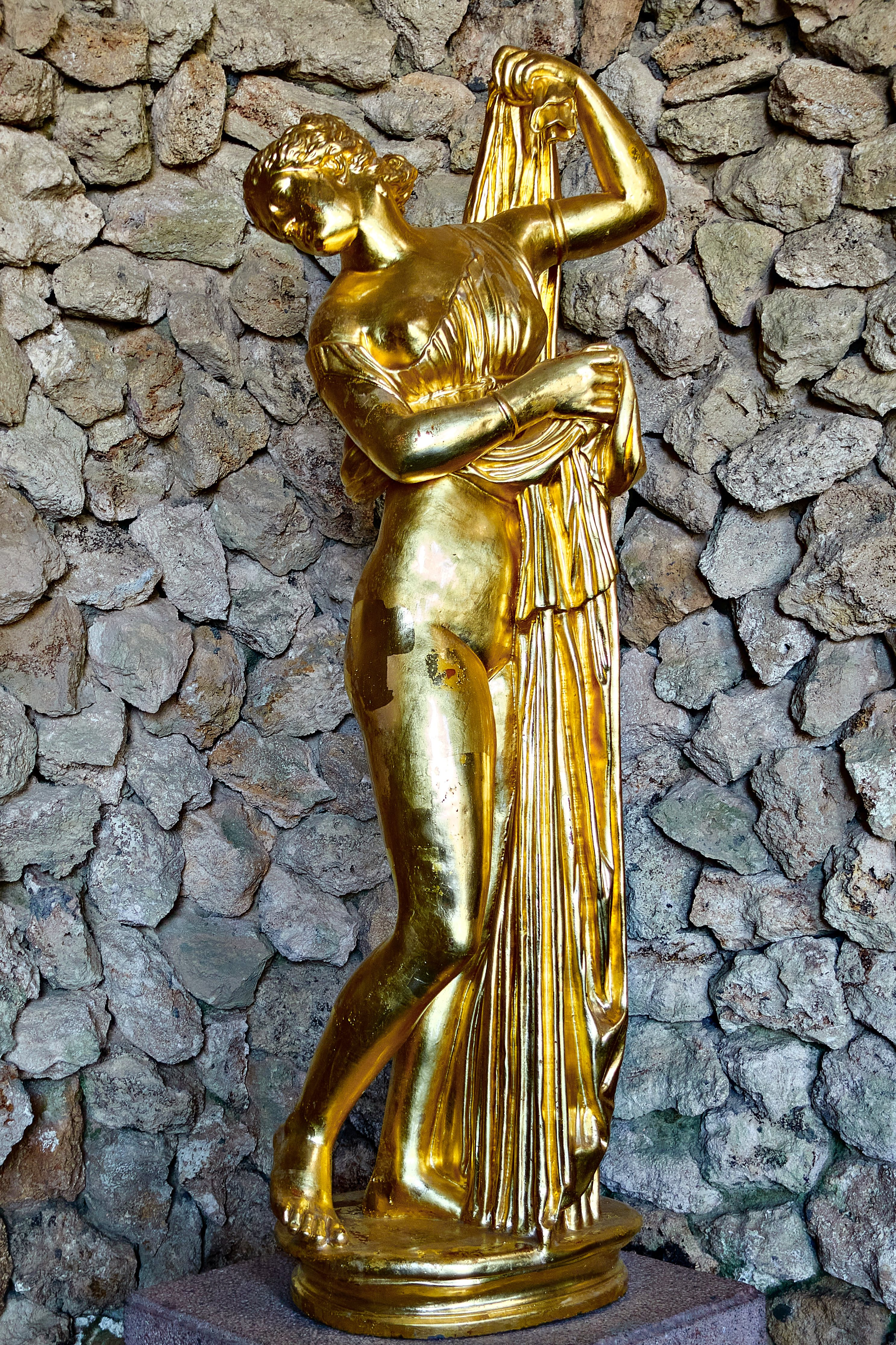
«Венера Каллипига»
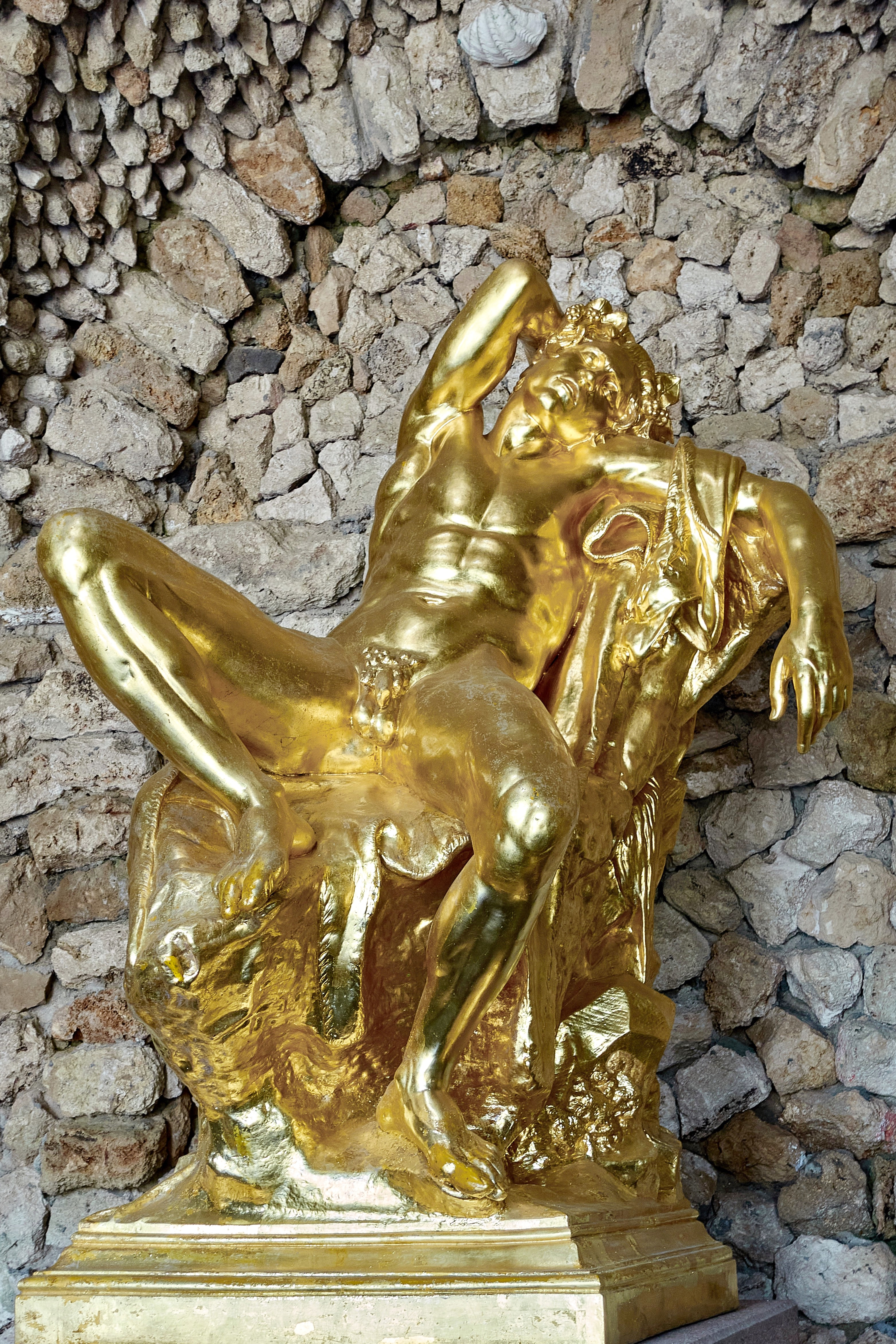
«Фавн Барберини»
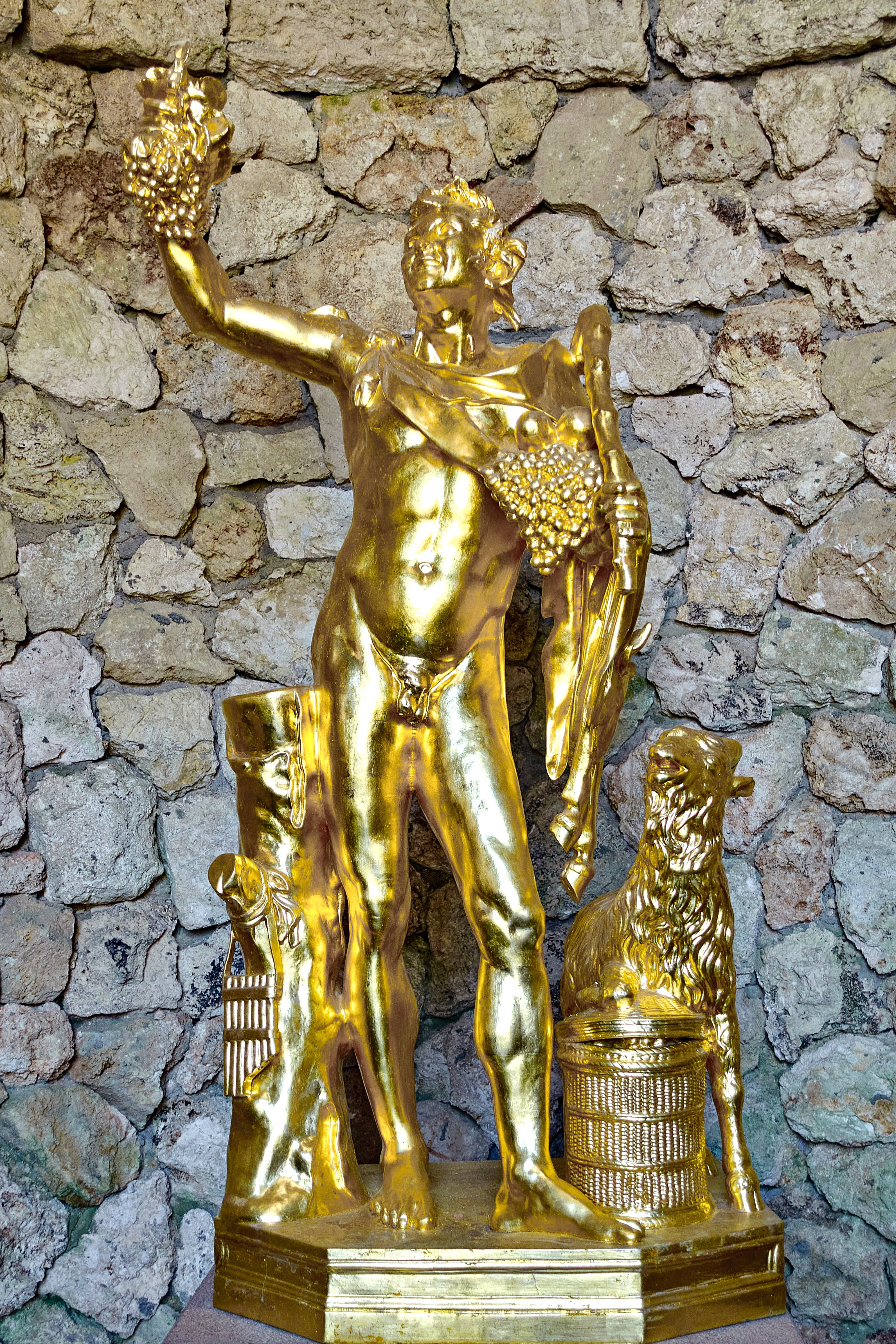
«Вакх»
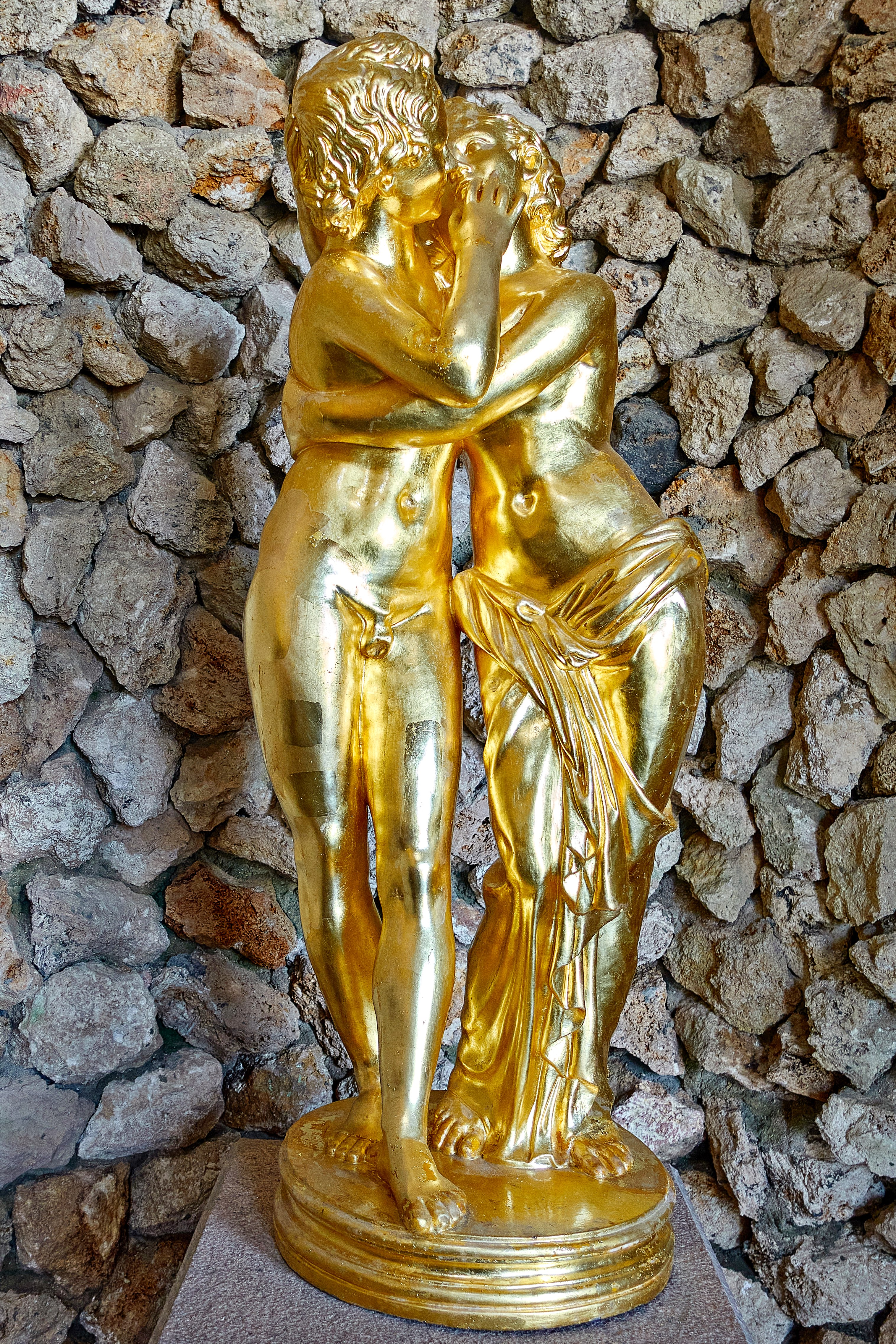
«Амур и Психея»